# Вінниця
Ві́нниця (МФА: [ˈʋin̪ːɪt͡sʲa] ( прослухати)) — місто в центрі України, на берегах річки Південний Буг, адміністративний центр Вінницької області, Вінницького району та Вінницької міської громади, значний історичний осередок східного Поділля, центр Вінницької агломерації.

## Назва

### Етимологія
Перша писемна згадка назви міста приблизно в 1375—1381 роках — «Вѣничя» за «Списком міст руських» або ж в 1390—1410 роках — «Вѣница» за літописами русько-литовськими (в обидвох випадках звучить і читається як «Вінниця»). В уривку «Західноруського, або Білоруського літопису» «О Подолской земли» також вказано варіант назви «Бениця». З середини ХХ століття краєзнавці за найімовірнішу основу назви вбачали давньоруське вѣно — «плата за наречену», «посаг за нею». Деякі дослідники появу такої назви пояснюють тим, що литовський князь Ольгерд визволив Вінницю й землі навкруги в середині XIV століття від татар і подарував їх племінникам. Однак така версія суперечить як літописним згадкам, так і значенню слова: «вѣно» — юридичний термін зі шлюбного права, уживаний тільки щодо жінок; крім того, племінники залишалися васалами великого князя й увійшли в землю Подільську з його «презволѣнія», а не через дарування. Втім, версія про «викуп за наречену» або ж «подарунок чоловіка дружині» і досі має право на існування, опираючись документально на грамоту Гринькові Сокілецькому від Федора Коріятовича 1391 року, у якій згадується «кнѧгини Андриѧнова ѧ Вѣиницьска». Інші дослідники є прибічниками гідронімії і акцентують увагу на тому, що назва міста збігається з назвою річки Віннички (Вінниці, вперше зустрічається в Руській (Волинській) метриці), малої притоки Бога (Південного Буга), у межиріччі яких розпочалося стале освоєння території Вінниці (за археологією, з першої чверті ХІІІ століття). Критики цієї версії кажуть, що річка така мілка, що ймовірніше сама позичила назву в міста. Втім, найменування в обох випадках (топонім та гідронім) необхідно вважати назвою аграрно-символічного (родинно-сакрального) змісту. При цьому однокорінними словами, крім вѣно, є насамперед старослов'янські слова вѣн — брат, родич, спільник, вѣна — ріка, притока, вѣнча — свято врожаю, вѣнди — родові знаки (і рибальські гачки як омонім), вѣ — гілка, рід (як омонім — також займенник «ми»).
Також поширеною є версія, особливо поміж російських та польських дослідників, що ойконім виник семантичним способом від апелятива «винниця», тобто «винокурня», «виноградник», «підприємство, де виготовляло горілку і спирт; гуральня». На жаль, ці версії походження назви міста є сумнівними, оскільки технологія виробництва горілки поширилася на Поділлі лише з XV століття, а також на другу половину XIV століття припадає початок глобального похолодання, що не сприяло дозріванню винних сортів винограду в цих широтах.

### Правопис
Назва міста з двома літерами «нн» зустрічається вже в документах XV століття. Сучасний варіант написання назви міста українською став можливий завдяки правопису, винайденому та розробленому Пантелеймоном Кулішем наприкінці 1850-х років. Загального вжитку назва «Вінниця» набула лише у результаті реформи правопису, ухваленій 1927 року Президією правописної комісії після обговорення на Всеукраїнській правописній конференції 1927 року у Харкові (Харківський правопис).

###### Транслітерація
27 січня 2010 року постановою Кабінету Міністрів № 55 був визначений єдиний варіант написання назви міста латиницею — Vinnytsia.

## Символіка
Символікою міста Вінниці є Герб, Великий Герб та Хоругва (Прапор) міста Вінниці.
Герб
16 травня 1993 року рішенням № 28 сесія Вінницької міської ради затвердила Герб: обрамований суцільною срібною стрічкою щит червоного кольору; у червоному полі срібний хрест, нижня частина якого розділена і переходить у два гачки, один вліво, інший вправо, відвернені. Під ним — дві срібні схрещені лезом назовні шаблі.
Хрест, нижня частина якого розділена і переходить у два гачки, один вліво, інший вправо, відвернені — давній знак, що дійшов до нас у стилізованому вигляді. Має підтверджену історичну традицію з XVII століття, проте міг вживатися ще з XV століття. В книзі Альберта Віюка-Кояловича виданій в 1897 році «Herbarz rycerstwa W. X. Litewskiego…» вказано, що Федір Корибутович розбудував Вінницю, Вишнівець та Збараж. Це підверджує також герб, який дуже схожий на герб Вінниці, який карбував на своїх монетах Дмитро Корибут.
Дві схрещені шаблі символізували в історичному гербі прикордонне розташування Вінниці, на жителів якої було покладено обов'язки охорони міста та краю. Автори відновленого Герба Вінниці: художник Георгій Мельник, історики Юрій Савчук та Юрій Легун.
Великий Герб
Великий Герб міста Вінниці являє собою геральдичний щит. У червоному полі щита — срібний хрест, нижня частина якого розділена і переходить у два гачки, один вліво, інший вправо, відвернені. Під ними — дві срібні схрещені лезом назовні шаблі. Щит увінчано срібною міською короною та обрамовано золотим картушем. Щит підтримують: зліва — городовий козак доби Гетьманщини, справа — лицар доби Великого Князівства Литовського. Знизу Великий герб доповнює вінок золотого колосся, оповитого блакитною стрічкою.
Срібна корона символізує адміністративний статус міста та його самоврядність, набуту у 1640 році. Лицар доби Великого Князівства Литовського відображає добу правління князів Коріатовичів, засновників Подільського князівства та міста Вінниці. Городовий козак доби Гетьманщини символізує козацьку звитягу полкового міста Вінницького полку. Золоте колосся відображає добробут та багатство краю. Блакитна стрічка — символ річки Південний Буг, на якій розташоване місто. Поєднання цих кольорів відтворює українську національну символіку. В центрі — Герб міста Вінниці.
Хоругва (прапор)
16 травня 1993 року рішенням № 1108/28 сесії Вінницької міської ради затверджено прапор міста.
Автор прапора — вінницький історик та геральдист Юрій Легун. Хоругва (Прапор) міста Вінниці являє собою прямокутне полотнище червоного кольору зі співвідношенням сторін 2:3. Хоругва оточена по периметру (крім сторони біля древка) лиштвою, яку розбито на рівні трикутники червоної та білої барви. Ширина лиштви виносить 1/10 сторони хоругви. Посередині хоругви — зображення Герба міста Вінниці. Лицьовий та зворотний боки — однакові.
Форма полотнища відповідає вимогам міського прапоротворення в Україні. Центральні фігури хоругви повторюють символіку Герба міста Вінниці. Кольори хоругви символізують, виходячи із канонів вексилології та геральдики, мужність, хоробрість, безстрашність (червоний) та чистоту (срібний). 11 вересня 2021 року, з нагоди Дня міста, на Замковій горі замайорів найбільший прапор Вінниці.

### Клейноди Вінницького міського голови
Клейноди є символами виборної влади місцевого самоврядування та офіційними атрибутами міського голови. До клейнодів Вінницького міського голови належать: Штандарт, Колар, Печатки та Ключ міста Вінниці. У 2007 році за ініціативи ювелірного дому «Діадема» виникла ідея створення міських клейнодів. У 2007 році виготолений колар (церемонійний ланцюг, підвіска) міського голови, а через два роки, у 2009 році — презентований ключ міста Вінниці. У 2018 році до переліку символів додана церемонійна печатка. Представники «Діадеми» офіційно передали її територіальній громаді міста 8 вересня 2018 року, під час святкування дня народження Вінниці.
Штандарт — прапор, який згідно з Положенням про символіку територіальної громади міста Вінниці має використовуватися під час урочистої церемонії присяги новообраного міського голови, нагородження громадян почесними відзнаками Вінницького міського голови, Вінницької міської ради та її виконавчого комітету, інших офіційних церемоніях за участю міського голови (наразі штандарт лише створюється, його фізично не існує).
Колар — масивний декоративний ланцюг з підвіскою — знаком Вінницького міського голови, що носиться на шиї. Він використовується під час урочистої церемонії присяги новообраного міського голови, нагородження громадян почесними відзнаками Вінницького міського голови, Вінницької міської ради та її виконавчого комітету, інших офіційних церемоніях за участю міського голови.
Печатка — спеціальний інструмент, призначений для відбитку зображення на документах. Печатки використовуються під час урочистої церемонії присяги новообраного міського голови.
Гербова печатка використовується для засвідчення підпису міського голови на почесних відзнаках Вінницького міського голови, Вінницької міської ради та її виконавчого комітету.
Церемонійна гербова печатка використовується міським головою для символічного затвердження важливих документів історичного значення.
Ключ міста Вінниці — спеціальний інструмент, призначений для відкриття замків. Ключ від міста має символічне значення і фактично надає новообраному міському голові право управляти містом. Він використовується під час урочистої церемонії присяги новообраного міського голови, інших офіційних церемоніях за участю міського голови.

### Айдентика
З 2019 року Вінниця має власну айдентику, дизайн-систему та бренд «Вінниця — місто ідей», розробиками яких виступила креативна компанія Fedoriv. Концепція була презентована 18 травня 2019 р. в рамах святкування Дня Європи. Спеціально для бренду було розроблено три нові шрифти — Vinnytsia Sans, Vinnytsia Serif та декоративний Vinnytsia City. Брендбук доступний для завантаження на офіційному туристичному сайті міста.

## Географія
Місто Вінниця розташоване на берегах річки Південний Буг, яка перетинає місто з півночі на південь. Загалом в місті нараховують ще 64 малих річок, загальна протяжність яких у сім разів перевищує довжину Південного Бугу в межах Вінниці. Відстань до столиці України автошляхами — понад 265 км, залізницею — 221 км. До столиці є можливість дістатися швидкісним поїздом за 2 години, швидким — за 2,5-3 години, автомобілем — за 3,5—4 години (автошляхом E50,з яким збігаються E583 та Р17).
Місто перебуває у смузі лісостепу, у межах Волинсько-Подільського кристалічного масиву, прикритого четвертинними відкладеннями пісків, глин, вапняків і мергелів. Перемішуючись із залишками рослинного світу, вони утворили родючі чорноземні ґрунти. Основа цього масиву складається з найдавніших порід — цінних будівельних матеріалів: гранітів, гнейсів, сієнітів, що в деяких місцях виходять на поверхню.

### Клімат
Місто розташоване в помірному кліматичному поясі. Для міста властиве тривале неспекотне, досить вологе літо та порівняно коротка м'яка зима. Середня температура січня −5,8 °С, липня +18,3 °С. Річна кількість опадів 638 мм.
Через несприятливі кліматичні явища на території міста спостерігаються хуртовини (від 6 до 20 днів на рік), тумани в холодний період року (37—60 днів), грози з градом (3—5 днів). Тривалість світлового дня коливається від 8 до 16,5 годин.
| Клімат Вінниці                                                  | Клімат Вінниці | Клімат Вінниці | Клімат Вінниці | Клімат Вінниці | Клімат Вінниці | Клімат Вінниці | Клімат Вінниці | Клімат Вінниці | Клімат Вінниці | Клімат Вінниці | Клімат Вінниці | Клімат Вінниці | Клімат Вінниці |
| Показник                                                        | Січ.           | Лют.           | Бер.           | Квіт.          | Трав.          | Черв.          | Лип.           | Серп.          | Вер.           | Жовт.          | Лист.          | Груд.          | Рік            |
| Абсолютний максимум, °C                                         | 11,6           | 17,3           | 22,3           | 29,4           | 32,2           | 35,0           | 39,2           | 36,5           | 31,5           | 28,6           | 19,9           | 15,4           | 37,8           |
| Середній максимум, °C                                           | −1,4           | −0,3           | 5,2            | 13,4           | 20,1           | 22,7           | 24,8           | 24,3           | 18,7           | 12,4           | 4,7            | −0,4           | 12,0           |
| Середня температура, °C                                         | −4,1           | −3,3           | 1,2            | 8,3            | 14,5           | 17,4           | 19,2           | 18,6           | 13,4           | 7,8            | 1,7            | −2,8           | 7,7            |
| Середній мінімум, °C                                            | −6,7           | −6,1           | −2,2           | 3,7            | 9,1            | 12,3           | 14,1           | 13,4           | 8,9            | 4,0            | −0,8           | −5,2           | 3,7            |
| Абсолютний мінімум, °C                                          | −35,5          | −33,6          | −24,2          | −12,7          | −2,8           | 2,5            | 5,2            | 1,5            | −4,5           | −11,4          | −24,6          | −27,2          | −35,5          |
| Середня кількість сонячних годин на місяць                      | 58,9           | 70,6           | 114,7          | 171,0          | 248,0          | 255,0          | 266,6          | 260,4          | 195,0          | 133,3          | 57,0           | 40,3           | 1870,8         |
| Норма опадів, мм                                                | 29             | 28             | 30             | 45             | 50             | 94             | 83             | 66             | 64             | 30             | 37             | 35             | 591            |
| Днів з дощем                                                    | 7              | 6              | 9              | 13             | 14             | 15             | 15             | 11             | 12             | 11             | 12             | 9              | 134            |
| Днів зі снігом                                                  | 13             | 12             | 8              | 1              | 0              | 0              | 0              | 0              | 0              | 1              | 5              | 10             | 50             |
| Вологість повітря, %                                            | 85             | 83             | 78             | 68             | 66             | 72             | 72             | 71             | 76             | 80             | 86             | 88             | 77.1           |
| --------------------------------------------------------------- | -------------- | -------------- | -------------- | -------------- | -------------- | -------------- | -------------- | -------------- | -------------- | -------------- | -------------- | -------------- | -------------- |
| Джерело: Температура повітря та опади / Гонконзька обсерваторія |                |                |                |                |                |                |                |                |                |                |                |                |                |

28 січня 2022 року Вінницька міська рада проголосила Зелений курс Вінниці шляхом підписання Декларації і затвердження Дорожньої карти заходів для впровадження його принципів та підходів в межах громади. Громада взяла на себе зобов'язання з досягнення зеленого переходу і кліматичної нейтральності та визначила завдання, відповідальних і терміни реалізації у таких сферах: запобігання змінам клімату та адаптація до них, стала та розумна мобільність, біорізноманіття, відходи, промислова політика, стале харчування і зелене сільське господарство, енергетика та енергоефективність, нульове забруднення

### Вулиці міста
Головна вулиця Вінниці — вулиця Соборна, протяжністю близько 1,6 км. Основний архітектурний ансамбль кінця ХІХ — початку ХХ століть авторства тодішнього головного архітектора міста — Григорія Артинова, але також присутні споруди від початку XVII століття (наприклад, будівля колишнього єзуїтського монастиря, в якому нині знаходиться Вінницький краєзнавчий музей) до початку ХХІ століття (будівля ресторану McDonald's). На вулиці Соборній розташовані будівлі діючого католицького костелу Святої Діви Марії Ангельської і Спасо-Преображенського кафедрального собору Православної церкви України.

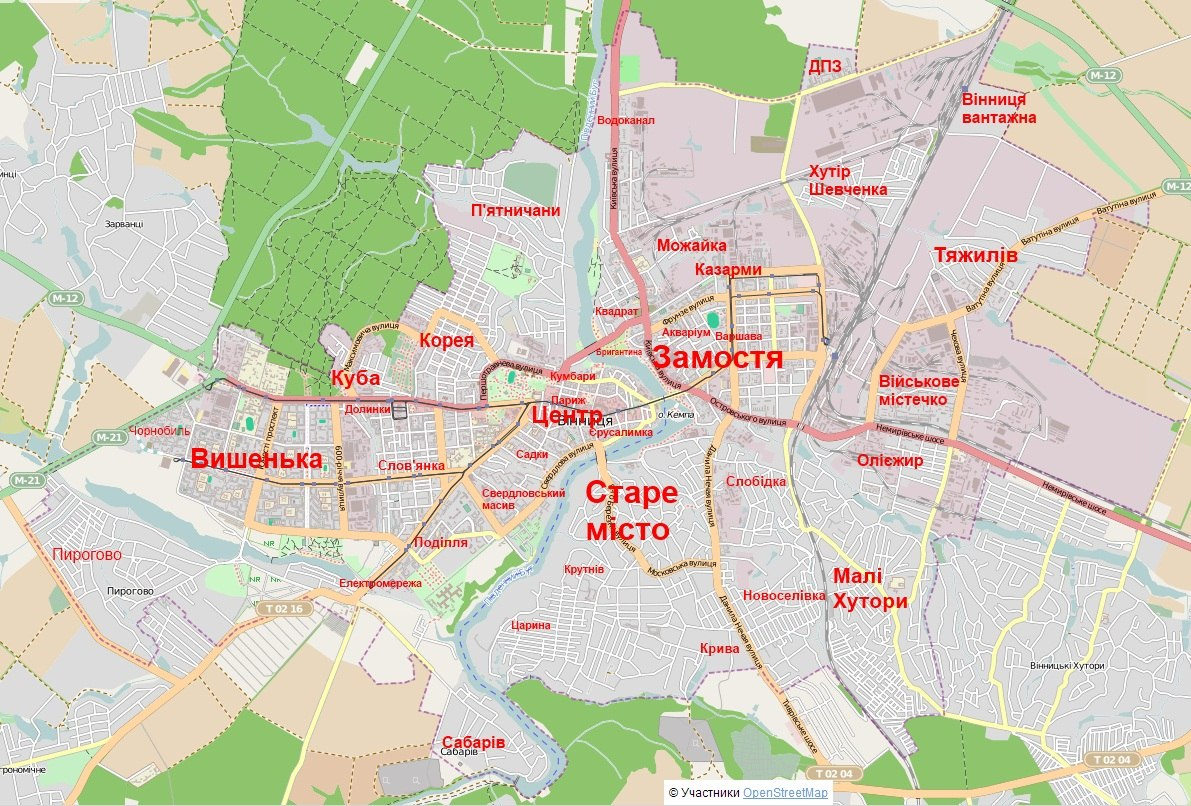
Поширені назви районів та мікрорайонів Вінниці

5 січня 2016 року оприлюднено назви 135 перейменованих вулиць, провулків, тупиків, проїздів у місті, що були затверджені рішенням міської ради відповідно до Закону України від 9 квітня 2015 року № 317 «Про засудження комуністичного та націонал-соціалістичного (нацистського) тоталітарних режимів в Україні та заборону пропаганди їх символіки». 29 квітня 2022 року, спираючись на вищезазначений Закон України, Вінницька міська рада ухвалила рішення про перейменування семи топонімів, зокрема змінивши Московську на Маріупольську. 30 вересня та 25 листопада 2022 року було перейменовано ще 213 топонімів у населених пунктах Вінницької міської територіальної громади. Ухваленню рішень передували громадські обговорення та онлайн-голосування, перелік назв опрацювала спеціальна Рада з питань історії, культурної спадщини та топоніміки при вінницькому міському голові. Значній частині вулиць та площ повернули історичні назви.

### Частини міста

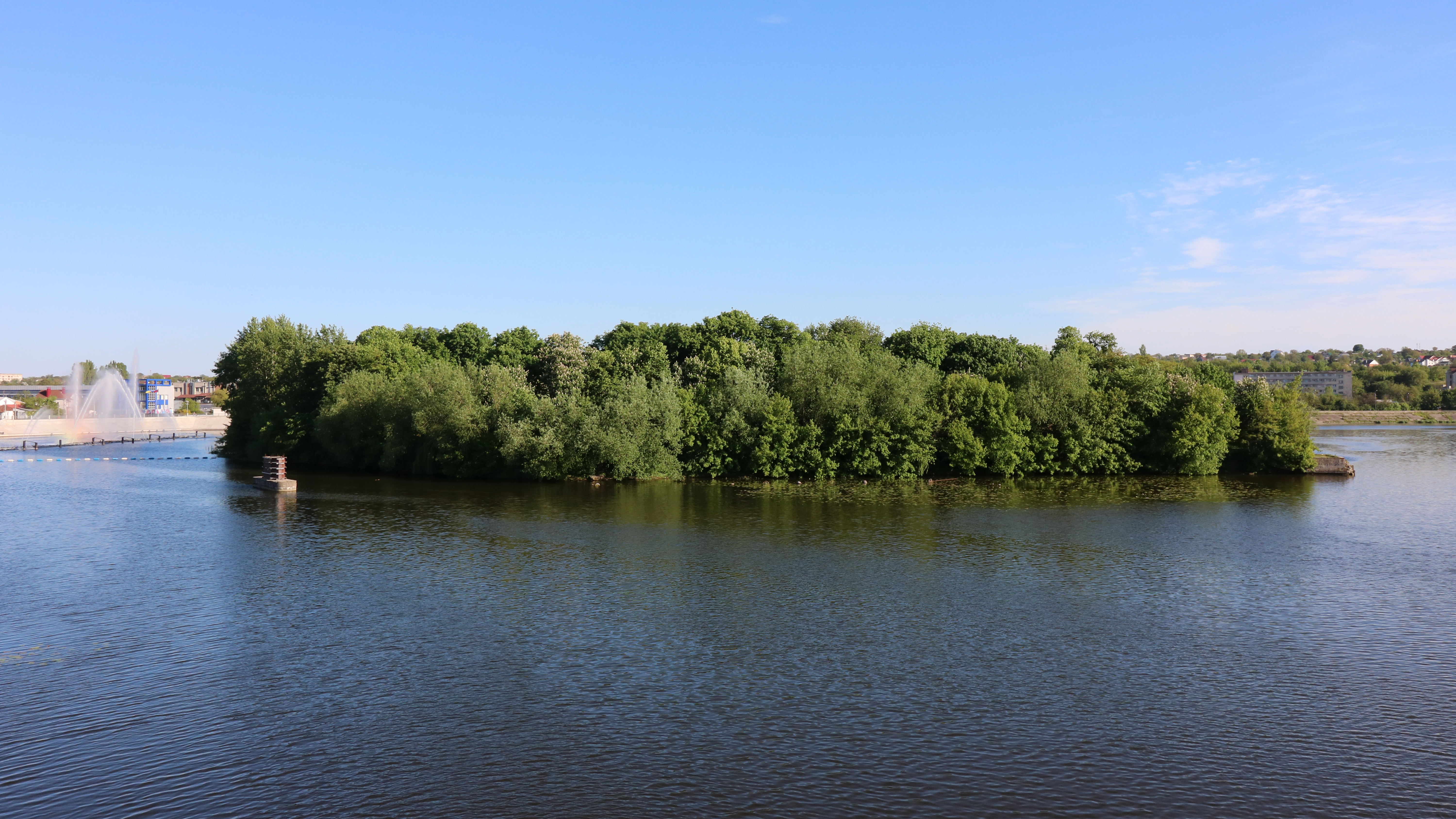
Острів Кемпа

Історично склалися такі частини міста як Вишенька, Замостя, Каліча, Тяжилів, ВПЗ (місцевість), Академмістечко, Слов'янка, Сабарів, Пирогове, Малі Хутори, Старе місто, Хутір Шевченка, Єрусалимка, П'ятничани, Корея, Поділля, Масив, Військове містечко, Садки, Крива, Царське село, Академічний, Олієжир.
У 2018—2020 роках до міста Вінниця були приєднані села: Десна, Стадниця, Малі та Великі Крушлинці, Гавришівка, Вінницькі Хутори та утворено адміністративну одиницю — Вінницьку міську територіальну громаду

### Парки і сквери

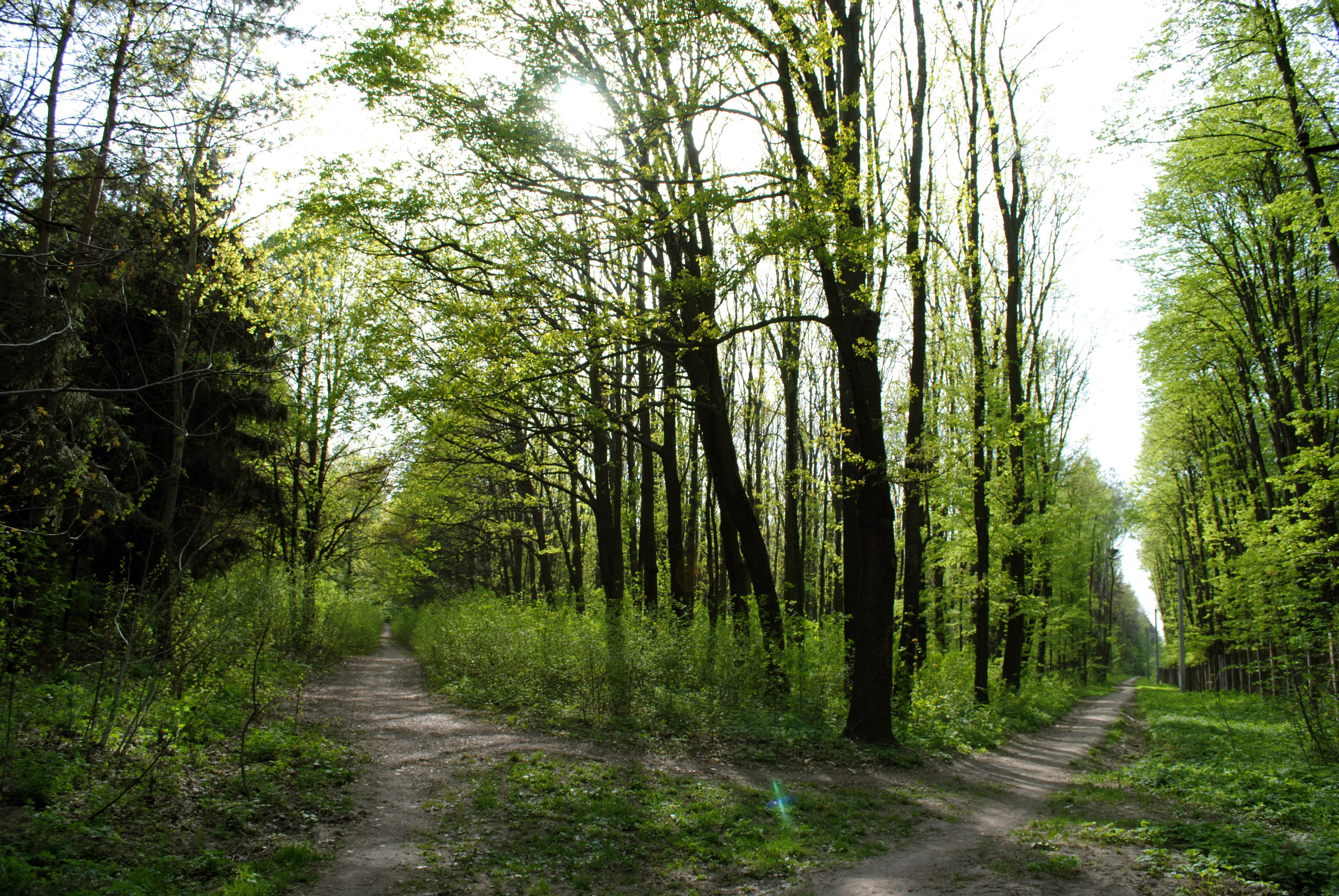
Вінницький ботанічний сад

Вінниця — дуже зелене місто з численними скверами та парками. Так, у самому середмісті, у районі водонапірної вежі лежить Європейська площа, яка сформувалася довкола міського саду кінця ХІХ — початку ХХ століть (так званий «Бульвар»). Більшість університетів міста теж знаходяться у зелених зонах (напр. парк Вінницького медичного університету імені Миколи Пирогова).
Головний Центральний міський парк імені Миколи Леонтовича — пам'ятка садово-паркового мистецтва загальнодержавного значення, площа якого становить 40 га. На території парку розташовані пам'ятники воїнам-афганцям, січовим стрільцям, загиблим поліцейським, пам'ятні знаки на місці розстрілів НКВС у 1930-х років та колишнього польського кладовища. Також є «Алея славетних земляків», працюють об'єкти дозвілля та відпочинку: Центральний міський стадіон, льодовий клуб, планетарій, виставка «Міні-Вінниця», літні театральний і танцювальний майданчики, численні атракціони й ігрові автомати, заклади харчування тощо. У період зимових свят тут розташовується центральна ялинка міста.
На житловому масиві Вишенька забудова 1970—1990-х років, тут розташований однойменний Вишенський парк із площею понад 90 га. Неподалік — Вишенські озера, ботанічний сад «Поділля» і територія Національного музею-садиби М. І. Пирогова. З іншого боку масиву розташовується Лісопарк, поєднаний із П'ятничанським заказником, на півночі міста — подільський зоопарк.
Посеред Південного Бугу розташований острів Кемпа (в радянські часи відомий також як Фестивальний), біля якого реконструйовано набережну Рошен. У літній період (з кінця квітня по жовтень) працює найбільший у Європі фонтан на відкритій водоймі зі світломузичним шоу.

## Історія

### Перші поселення
На землях теперішньої Вінниці люди оселялися з давніх часів. Археологи знайшли тут знаряддя праці епохи палеоліту, неоліту та раннього енеоліту, поховання бронзової доби, поселення епохи заліза. Зокрема виявлено два поселення трипільської культури (на Замковій горі та на скелі Кузнєцова, що розташована на території обласної клінічної психоневрологічної лікарні імені академіка О. І. Ющенка) та ранньослов'янські поселення черняхівської культури. З трипільського поселення на території міста походить крем'яна шліфована сокирка, що нині зберігається в Національному музеї історії України в м. Києві. Із середини X століття на теренах Поділля оселились племена уличів і тиверців. З ХІ століття регіон остаточно увійшов до складу Київської Русі. У ХІІ— ХІІІ століттях в результаті феодалізації та децентралізаційних процесів край відійшов до Галицько-Волинського князівства.
Після серії монгольських походів у Східну Європу у 1222—1223 та 1237—1241 роках територія Поділля потрапила під контроль Золотої Орди. У другій половині XIII століття принаймні південно-східна частина Поділля увійшла до складу улусу Курумиши, що ділився на тьми (округи). Головним його завданням спочатку була охорона кордону Золотої Орди від європейських держав. Улус входив до адміністративного утворення відомого як Крило Мувала. Після смерті Курумиша улус очолив його рідний брат — Сартактай, а після нього володіння було розділено між синами Курумиши — Абаджи, Караджи і Янджи, що отримали титули темників. У 1270-х роках брати стали васалами Ногая, який на той момент очолив Крило Мувала. Його війська у 1287 році брали участь у новому поході до Польщі. В той самий час васалами Золотої Орди залишалися правителі Галицько-Волинського князівства — князі Володимир та Лев. Під час війни Ногая з ханом Токтою у 1296—1300 роках темники улуса підтримали першого. В результаті військових дій до 1301 року улус Курумиши був суттєво сплюндрований, а Абаджи і Караджи загинули. Токта призначив очільником улуса Янджи. До початку 1320-х років внаслідок успішних дій князя Андрія Юрійовича улус на деякий час опинився в сфері впливу Галицько-Волинського князівства, проте з 1325 року ситуація змінилася: внаслідок династичної кризи фактично припинилася пряма лінія нащадків Романа Мстиславича. З 1330-х років західне прикордоння улусу почало піддаватися нападам волоських воєвод, загонів секеїв та угорських магнатів. У 1345 році темник (або очільник улусу) Атламош зазнав поразки від угорського війська, у 1346 році — відбулася нова сутичка. Ймовірно це змусило улусбека шукати союзу з Угорщиною та Польщею, яка все більше посилювалася на Галичині. У 1352 році улусбек (онук Янджи) за підтримки волоських і руських загонів виступив проти хана Джанібека, але зазнав поразки. На думку дослідників, після цих подій, рід Курумиши в улусі було позбавлено влади. Регіон потрапив під контроль емірів з сусіднього улусу Ногая.
На тлі внутрішніх ординських усобиць Брацлавщина (Брасійя арабських авторів ад-Дімашки та ал-Ідрісі, Прославія або Браславія флорентійської хроніки М. Віллані), зокрема і територія сучасної Вінниці, опинилися у статусі фактичної «нейтральної території» або «сірої зони». У 1330—1350-х роках на цих теренах влада потрапила до рук місцевих ватажків — отаманів. Саме із ними довелося домовлятися племінникам литовського князя Ольгерда князям Коріатовичам після перемоги у 1362 році їхнього війська над «отчичами та дідичами Подільської землі» — трьома «татарськими братами» (побратимами): Кутлубугом (Котлубеєм), Хачибеєм (Хаджибеєм) та Дмитром. Із приходом нових господарів на зміну старій назві регіону «Пониззя» утверджується нова назва — «Поділля» (Подільське князівство, ducatum Podolie , ducatus Podolie).

### Заснування
На думку Нікандра Молчановського, поява перших постійних осад-колоній у Вінниці, Брацлаві та Сокільці припадає на кінець ХІІІ — початок XIV століть, що принаймні у Вінниці підтверджується археологічними знахідками. З цією концепцією погоджується історик Валентин Отамановський. Для того, щоб пояснити плутанину з «офіційними» датами заснування міста Вінниці, коли вони кількаразово змінювалися (з радянських часів точкою відліку вважався 1362/63 рік, на початку ХХІ століття місто «зістарили» до 1355 року, а згодом повернулися до попередньої дати), варто розуміти, що не існує писемного джерела, де згадані дати знаходилися б поруч із записом про заснування Вінниці. Директор Музею Вінниці Олександр Федоришен зазначає: «Це символічна (умовна) дата, яка має прямий стосунок до битви на Синіх Водах. Синьоводську битву прив'язують до 1362 року, деякі — 1363 року. Вінниця статутно користується цією точкою відліку — 1363». Ключовий принцип, яким користуються дослідники для визначення точки відліку — це не поява поселення як такого, а поява укріплень довкола нього і перетворення його на «город», «град» чи «городок». Буквальне прочитання русько-литовських літописів, зокрема і повідомлення в «Повісті про Поділля», дозволяє встановити, що з точки зору літописців початку XV століття на Поділлі до Синьоводської битви не існувало жодного поселення-«града»: «…И тогды в Подольскои земли не был ни один город ни древомъ роубленый, а ни камениемь боудованый…» і що саме князі Коріатовичі «вси городы… оумедровали и всю землю Подольскую осели…». Втім, варто зауважити, що такий висновок міг бути результатом пропаганди, оскільки автором твору імовірно був служитель великолитовської канцелярії князя Свидригайла Ольгердовича, який таким чином мав акцентувати увагу на цивілізаторській місії литовців. Звісно, що і сама Синьоводська битва, попри численні згадки у літописах, не має чіткої прив'язки по даті (1362—1363 рр.), а також встановленого археологічними розвідками місця, що наштовхує нас на думку про цілу військову кампанію — серію битв на теренах західного Подніпров'я впродовж кількох років. Версія про заснування укріпленого «града» Вінниці у 1355 році (тобто після угорсько-польського походу 1354 року) взагалі не витримує жодної критики, оскільки з таким же успіхом фортеця могла з'явитися раніше після аналогічних за масштабами походів 1330-х, 1345—1346 чи 1352-го років. Тобто цілком імовірно, що саме племінники князя Ольгерда — Юрій, Олександр, Федір і Костянтин Коріятовичі — почали будувати в подільських поселеннях укріплення і засновувати нові «гради». Дослідники вважають, що серед них могла бути й Вінниця. В той же час найдавнішими (складені в XIV—XV століттях) писемними документами, в яких згадується назва міста Вінниці, є: Список міст руських, який приблизно датують 1370-90-ми роками; грамота Гринькові Сокілецькому від Федора Коріятовича 1391 року, у якій згадується «кнѧгини Андриѧнова ѧ Вѣиницьска» (що саме по собі наводить на думку про феодальну належність Вінниці; грамота виявлена у Національному архіві Республіки Білорусь у 2001 р.); грамота Пашкові Васновичу від Федора Коріятовича 1392 року, у якій згадується «кнѧзь Василеи Веницкии» (можливо чоловік згаданої в попередній грамоті «кнѧгини Андриѧнова», документ опублікований білоруським істориком Юрієм Микульським у 2014 році); повідомлення «Повісті про Поділля» з русько-литовських літописів про призначення князем Вітовтом старостів у Брацлаві, Сокільці та Вінниці (події 1393 року).

### Велике князівство Литовське

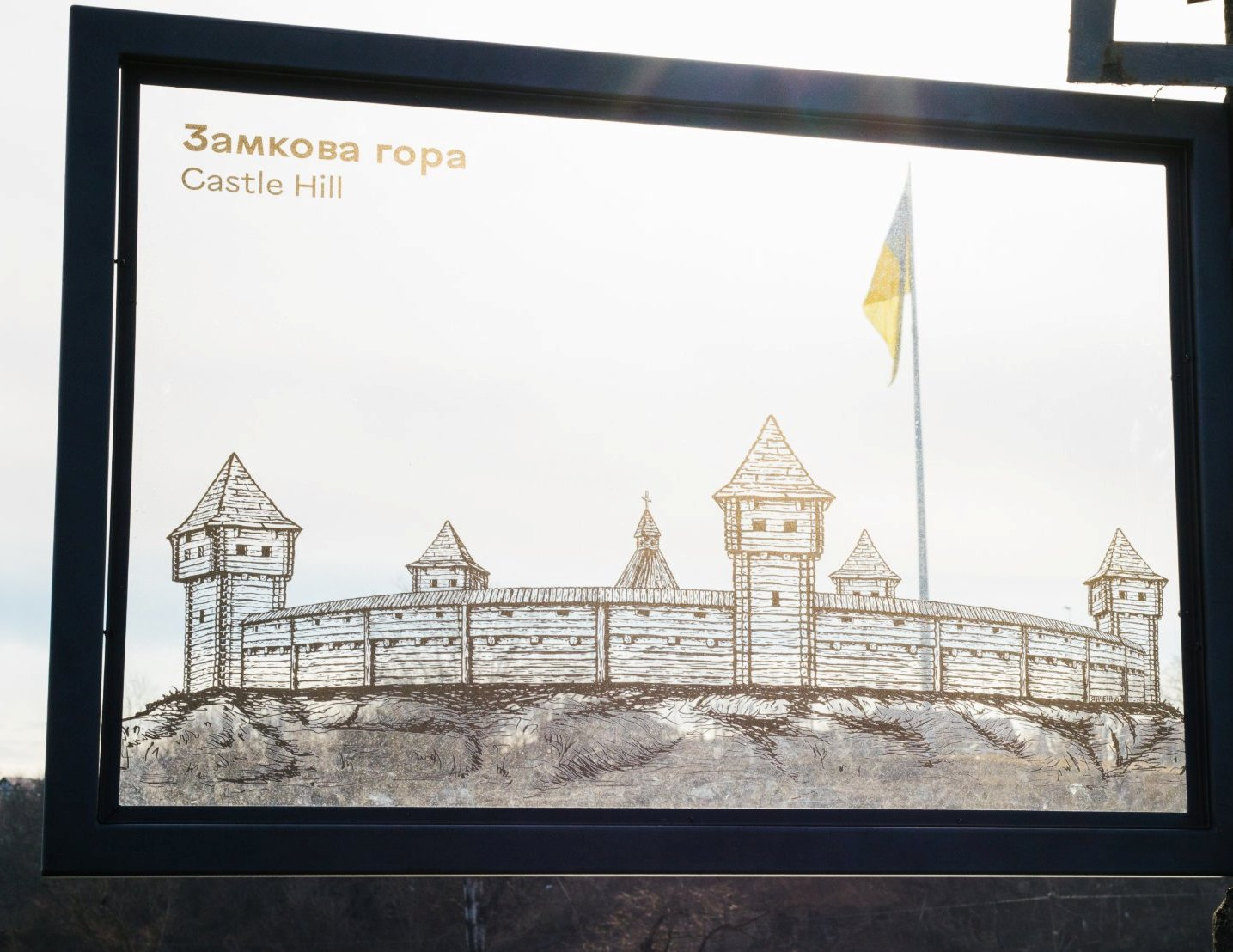
Аксонометрична проєкція Вінницького замку XVI століття на фоні Замкової гори. Фортеця була збудована коштом князя Костянтина Острозького

Місце та час виникнення першого вінницького замку, як слушно зауважує директор Музею Вінниці Олександр Федоришен, «предмет дискусій і гіпотез». Якщо базуватися на згаданих вище літописних джерелах, то станом на 1393 рік, коли князь Вітовт призначив свого старосту у Вінниці, місто вже було «городком» (укріпленим поселенням). Цілком імовірно, що перший замок був закладений у Вінниці князями Коріатовичами за певний час до описаних у літописі подій, тобто приблизно в 1360-1380-х роках. Щоправда, деякі краєзнавці вважають, що замок у Вінниці міг існувати і раніше. Щодо місця розташування перших вінницьких укріплень також точаться дискусії. Переважна більшість дослідників історії Вінниці вважає, що перший замок (існував в 1360/1380—1500-х роках) розташовувався на пагорбі ближче до межиріччя Південного Бугу та Віннички (Богу-Вінниці), тобто поруч з тим місцем звідки і бере початок місто. Інші вважають, що перший замок розміщувався одразу на Замковій горі, тобто в тому ж місці, де близько 1512 року було споруджено другий замок. З підпорядкуванням Кримського ханства в 1478 році Османській імперії татарські набіги на Поділля набули катастрофічних масштабів. Так, в останній чверті XV ст. майже вся Правобережна Україна перетворилася на пустку. Імовірно, що саме в цей час було знищено і перший вінницький замок. Близько 1507 року новим старостою вінницьким і брацлавським стає князь Костянтин Острозький, його коштом у 1512 році і було споруджено другий вінницький замок. За описами ревізій Вінницького замку 1545 та 1552 років, це було потужне для того періоду дерев'яно-земляне укріплення з 5-ма вежами, оточене ровом і острогом на неприступній скелі лівого берега річки Південний Буг. Його початкові розміри: 24 сажні завдовжки (50 м) і 20 з чвертю завширшки (42 м). На подвір'ї укріплення діяла православна церква Покрови Пресвятої Богородиці. У 1541 році у Вінниці вибухнуло повстання через санкціоновану урядом заборону городянам самостійно обирати війта, яку ініціював тодішній староста — князь Семен Пронський. Зі знищенням татарами Звенигородського замку занепадає торговий шлях через Брацлав. Новим «логістичним центром» регіону стає Вінниця, куди починають переселятися жителі з довколишніх населених пунктів. За описами ревізій Вінницького замку 1545 року у Вінниці налічувалось 274 будинки з подвір'ями, через сім років — 406. В цей час обов'язки старости вінницького виконують Костянтин Острозький (1507—1516, 1517—1522, фактично до 1530), Роман Санґушко (1516-17), Ілля Острозький (1522 (фактично з 1530) — 1539), Семен-Фрідріх Пронський (1539-41), Федір Санґушко (1546-47), Богуш Корецький (1550—1576). У 1565 році місто набуло статусу повітового центру Брацлавського воєводства.

### Річ Посполита та Гетьманщина

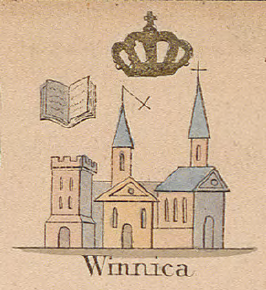
Вінниця на мапі Зигмунда Герстмана

За Люблінською унією 1569 року Вінниця разом з усім Поділлям ввійшла до складу Речі Посполитої. В новоствореній державі розвинена та європеїзована Польща поширила свій культурний, економічний та політичний вплив на схід та південь, у тому числі і на Поділля. Поміж нових землевласників побільшало поляків, з'явилися представництва католицьких жебрацьких, чернечих та клерикальних орденів (єзуїти, домініканці, капуцини), місцева еліта почала приймати католицтво. Наприклад, у 1579 році вінницьким і брацлавським старостою вперше став поляк-католик Юрій(Єжи) Струсь (1579-99), який в 1598 році став ініціатором перенесення воєводського адміністративного центру у Вінницю. Варто зазначити, що після нього поляками були всі, за винятком одного (та періоду Хмельниччини), вінницькі і брацлавські старости аж до початку XIX століття. У 1558 році, з метою підсилення захисту міста від ворогів, була запланована нова фортеця на острові Кемпа, спорудження якої було остаточно завершене лише у 1604 році. Необхідність перенесення центру воєводства у Вінницю та будівництва додаткових укріплень була пов'язана зі спустошливими набігами татар в цей час на Поділля. Запис в Литовській метриці вказує, що 8 жовтня 1580 року збудований Костянтином Острозьким другий вінницький замок згорів. Перенесення торгових шляхів посприяло перетворенню Вінниці на «логістичний центр», а її відчутну роль у господарському житті краю засвідчують надані у 1580, 1593 і у 1634 роках привілеї безмитної торгівлі на всій території. На зламі XVI—XVII століть осердя Вінниці з лівого берега поступово почало переноситися на правий, з'явилися поняття «Старе місто» і «Нове місто». Вінницький та брацлавський староста Валентій-Александер Калиновський (1605—1613) у 1611 році пожертвував кошти на будівництво постійного осередку єзуїтів у Вінниці, що і став ядром для «Нового міста» на правобережжі Бугу. З 1619 року вінницька місія перетворилася на резиденцію із навчальними класами нижчого рівня, а з 1630-го — повноцінний колегіум (офіційно з 1642 року). 

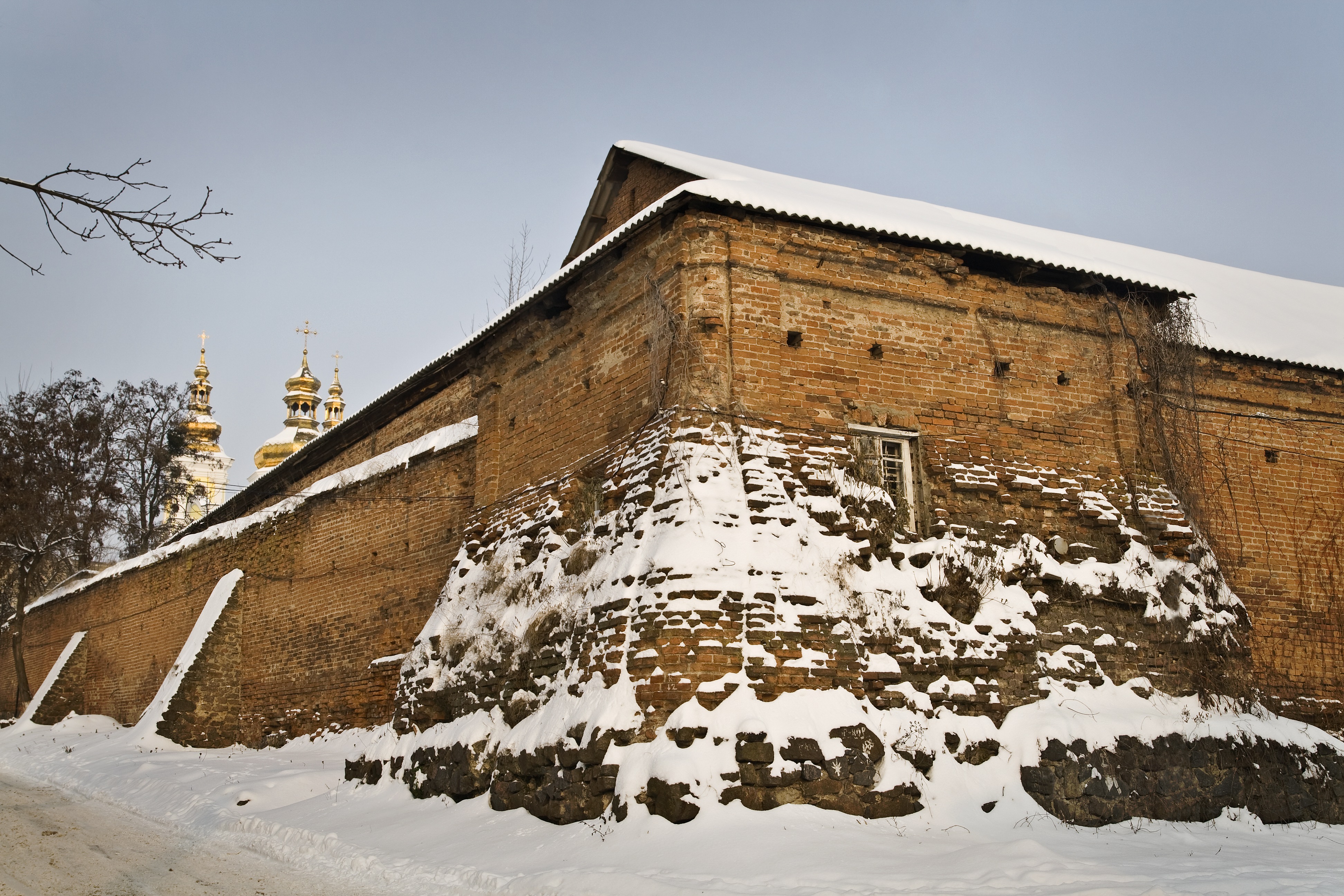
Вінницькі мури

Приблизно у 1624 році поруч з єзуїтами з'являється постійна місія ордену домініканців, на основі якої з часом буде створено монастир. Довкола єзуїтського та домініканського монастирів пізніше збудували потужну цегляно-кам'яну фортифікацію, що дала назву усьому комплексу («Мури», від лат. murus — стіна). Альтернативу інтенсивному католицькому впливу намагалася створити місцева православна еліта. Серед православних віруючих зростала популярність вінницького братства Кузьми й Дем'яна, яке з останньої чверті XVI століття утримувало українську братську школу. У 1616 році засновано православний чоловічий монастир Вознесіння Господнього, а у 1635 році — православний жіночий Благовіщенський монастир. Завдяки зусиллям відомого діяча культури митрополита Петра Могили та брацлавського підсудка Михайла Кропивницького (і його братів — Олександра та Івана) у 1633 році відкрито школу-філію Київської православної колегії, яка проте в 1639 році була перенесена до міста Гоща. У 1640 році Вінниці надане магдебурзьке право, що було однією з найпоширеніших правових систем міського самоврядування в Центральній Європі у часи Середньовіччя та раннього Нового часу.
Проте на тогочасних українських теренах зростало обурення суттєвої частини населення панщиною, судовою системою, економічною та релігійною конкуренцією з новоприбулими поляками-католиками та євреями-юдеями. Нерозуміння польською владою настроїв місцевого населення призводить до соціального вибуху — Національно-визвольної війни під проводом Богдана Хмельницького. Після переможних боїв під Жовтими Водами та Корсунем 7 липня 1648 року до Вінниці вступають частини повстанських військ на чолі з полковником Максимом Кривоносом. За умовами Зборівського договору 1649 року Вінниця увійшла до складу Війська Запорозького і стала сотенним містом Кальницького полку (сотник — Ярема Урумович).
Героїчну сторінку в історію боротьби українського народу за незалежність вписали вінничани 11-21 березня 1651 року, коли у ході оборони міста його жителями та 3-тисячним козацьким полком під проводом полковника Івана Богуна було вщент розгромлене 12-тисячне військо Речі Посполитої під командуванням польного гетьмана коронного Марціна Калиновського. Проте за результатами літньої кампанії 1651 року та поразки у битві під Берестечком було підписано Білоцерківський договір, згідно з яким усе Поділля, зокрема і Вінниця, переходило під владу Речі Посполитої. Лише наступного року після переможної битви під Батогом Вінниця повертається під владу Війська Запорозького і стає полковим містом, в цьому статусі вона перебуває в 1653–1667 роках. Союз з Москвою 1654 року та політична дезорієнтація тодішнього населення українських земель мали катастрофічні наслідки — Правобережжя та Поділля були вщент спустошені московськими, османськими та коронними військами. За цим історичним періодом закріпилася назва «Руїна». Після Андрусівського перемир'я 1667 року Брацлавщина, як і все Правобережжя Гетьманщини, за домовленістю з Москвою було передано під владу Речі Посполитої, яка була настільки ослаблена, що не змогла встояти перед натиском військ Високої Порти, а тому за Бучацьким миром 1672 року віддала османам значну частину Подільського, Брацлавського (зокрема й Вінницю) і Київського воєводств. Впродовж 27 років, до 1699-го, переважна більшість Поділля фактично перебувала під владою османів. Лише північ Брацлавщини, включно із Вінницею, в 1674 році зайняли війська Речі Посполитої, а з 1685 року на цих землях відновлено Вінницький полк (полковник Самійло Самусь). В 1693 році король Ян ІІІ Собеський призначив Самійла Самуся наказним гетьманом із резиденцією у Вінниці.

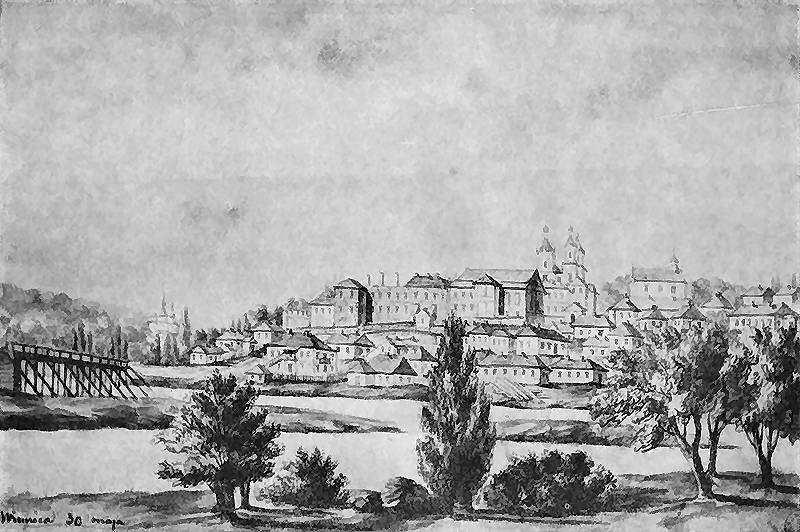
Вінниця. Малюнок Наполеона Орди, 1872

Після придушення повстання Семена Палія в 1704 році ці території, зокрема і Вінниця, повернулися до складу України. З поразкою союзного війська Шведської імперії та Української держави в битві під Полтавою у 1709 році гетьман Іван Мазепа помирає, а контроль над Правобережжям та Поділлям у 1711 році відновлює його наступник гетьман Пилип Орлик. Прутський мир надавав йому надії на об'єднання України під протекторатом Османської імперії, проте ці плани так і не здійснилися. В 1712 році османи визнають протекцію Петра І над лівобережжям Дніпра та Києвом, а в 1714 році підписують договір з Річчю Посполитою, за яким правобережжя Дніпра передавалося під контроль польського короля Августа ІІІ. На жаль, Україна зазнає поразки у війні за незалежність і зникає на тривалий час.
Як усі середньовічні міста до розвитку гігієни і медицини, Вінниця періодично потерпала від епідемій холери і чуми. Так, у 1741 році Вінниця налічувала 40000 населення до початку карантину, після його завершення, у 1744 році, залишилося лише 4000 мешканців.
Після настання миру у Вінниці поступово відродилися господарство та торгівля. В регіон повернулися поляки-католики та євреї-юдеї. У період Руїни обитель Товариства Ісуса занепала, але у 1740 році була відновлена і повторно освячена. Після скасування ордену єзуїтів у 1773—1774 роках будівля монастиря була конфіскована урядом. У 1746 році на запрошення вінницького старости Людвіка Калиновського та з дозволу луцького єпископа до міста приїжджають перші монахи капуцини, щоб заснувати монастир. 18 лютого 1761 року єпископ Антоній-Еразм Воллович освятив храм під покровительством Матері Божої Ангельської при монастирі Ордену Братів Менших Капуцинів. За сприяння родини Ґрохольських до Вінниці повертаються ченці ордену домініканців. Брацлавський земський суддя Міхал Ґрохольський, разом зі своєю дружиною Анною, з родини Радзимінських, виділив кошти на будівництво мурованих будівель (архітектор — Паоло Фонтана). Костел та кляштор мурованого типу розмістились дещо вище, ніж їх дерев'яні попередники, проте у межах фортифікаційного комплексу. Будівництво тривало у 1750—1758 роках. У 1765 році добудовано корпус келій. В знак вдячності домініканців, крипта костелу стала усипальнею роду графів Ґрохольських. Проте місцевим православним селянам було не до вподоби відновлення старих порядків: у 1734 році загін запорожців на чолі з Гривою увірвався у місто і погромив місцевих католиків. У 1750 році місто та замок захопили гайдамаки, вони вбили купців та знищили частину архіву. У місті в цей час регулярно відбувалися конфлікти на релігійному ґрунті. У 1768 році Вінницю зайняли донські козаки, які на той момент діяли проти конфедератів, змусивши шляхту і ченців тікати з міста. У 1770—1771 роках у Вінниці від епідемії чуми загинуло 1330 жителів, 1778 року Вінниця пережила велику пожежу.

### Загарбання Російською імперією

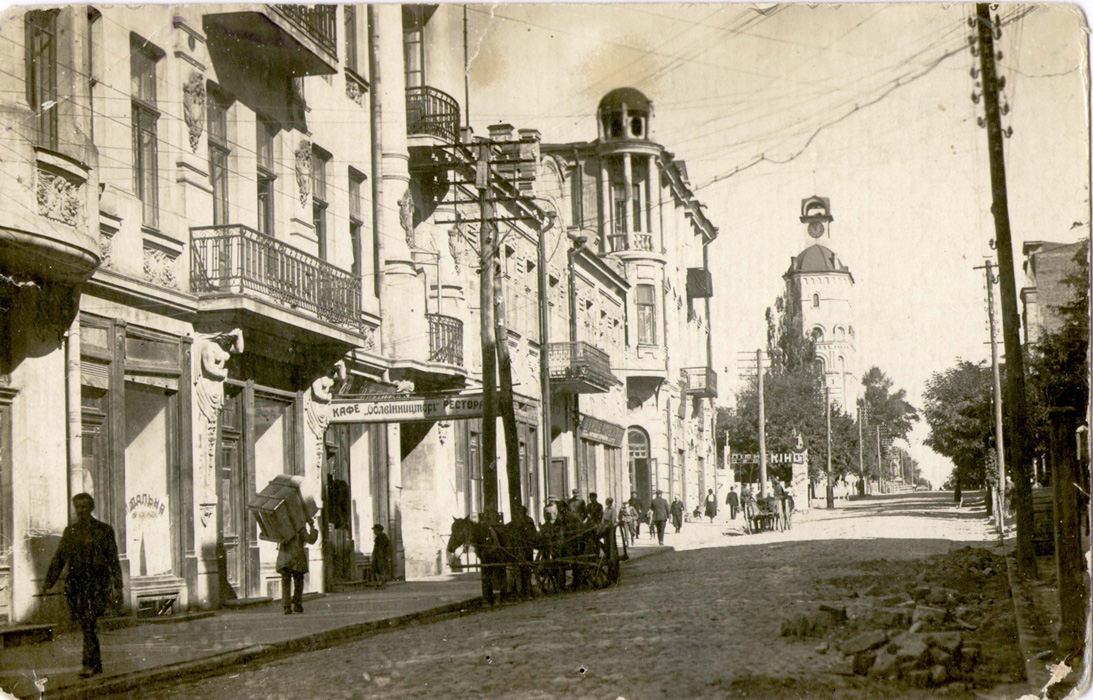
Вулиця Миколи Оводова на початку XX століття

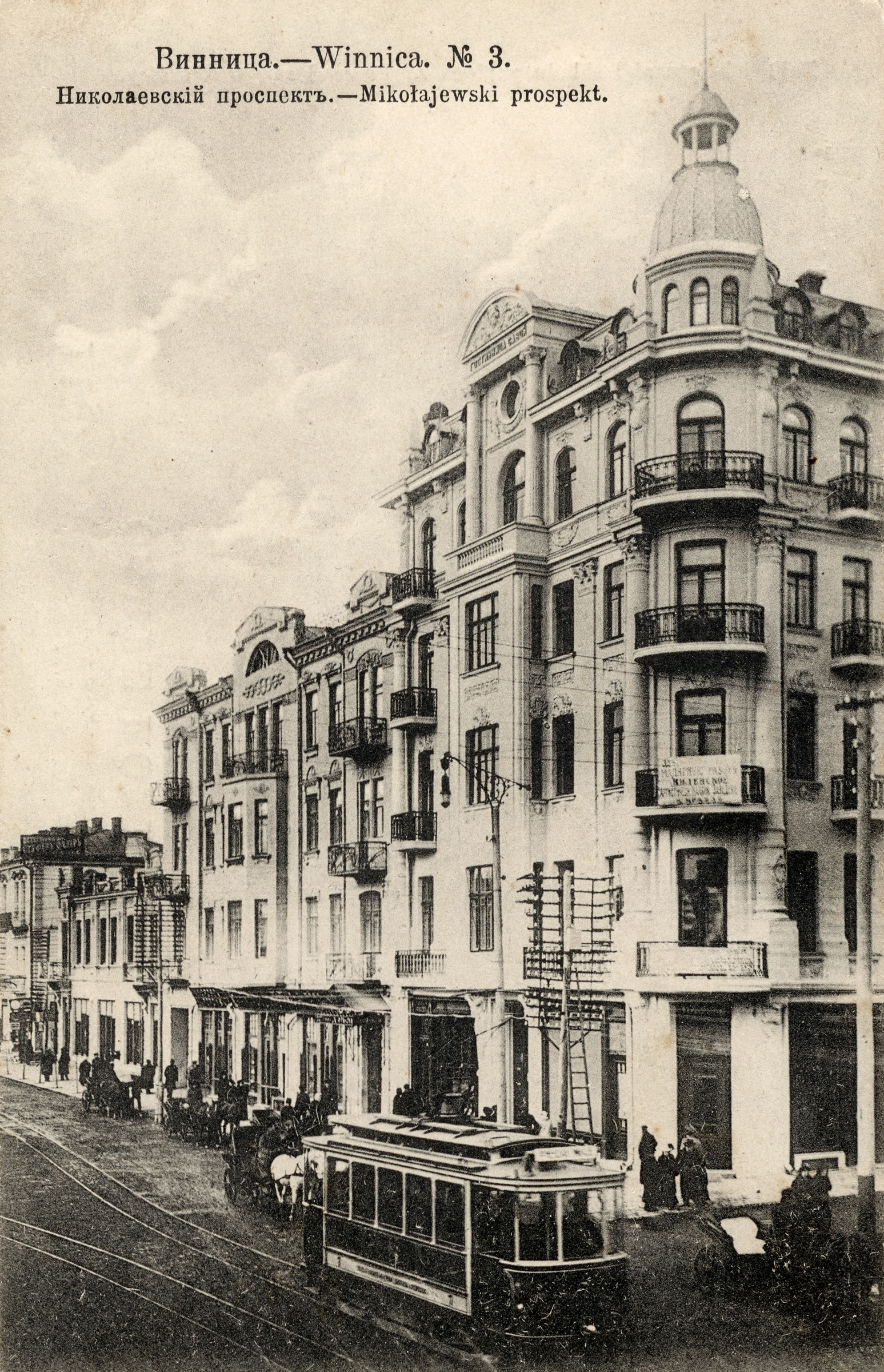
Готель «Савой» і трамвай. 1914 рік

Вінницька психіатрична лікарня (у 1919—1920 роках в будівлі знаходилась лікарня для хворих тифом воїнів УГА)

Внаслідок другого поділу Речі Посполитої у 1793 році Поділля окупували російські війська. Російська імперія анексувала регіон, а Подільське та Брацлавське воєводства царським указом від 12 грудня 1796 року були об'єднані у Подільську губернію (1797) з центром у Кам'янці (1795—1944 роках — Кам'янець-Подільськ, а з 1944 року Кам'янець-Подільський). Вінниця стала повітовим містом, в якому у 1798 році впроваджено «Городовое положение». Окупація призвела до тривалого занепаду міста. Наприклад, до 1847 року місто полишає остання гімназія, яку перевели до Білої Церкви. Відсутність перспектив сприяє міграційним процесам з міста. Проте після проведення Селянської реформи 1861 року ситуація у Вінниці починає змінюватися. В місті відроджується торгівля та  починає розвиватися промисловість. В той час видавали продукцію пивоварний завод (заснований у 1863 році), горілчаний завод, млин, тютюново-махорочна фабрика та інші підприємства. В 1880 році закінчується будівництво чавуноливарного заводу «Конкуренція» (з 1914 року — «Молот»).

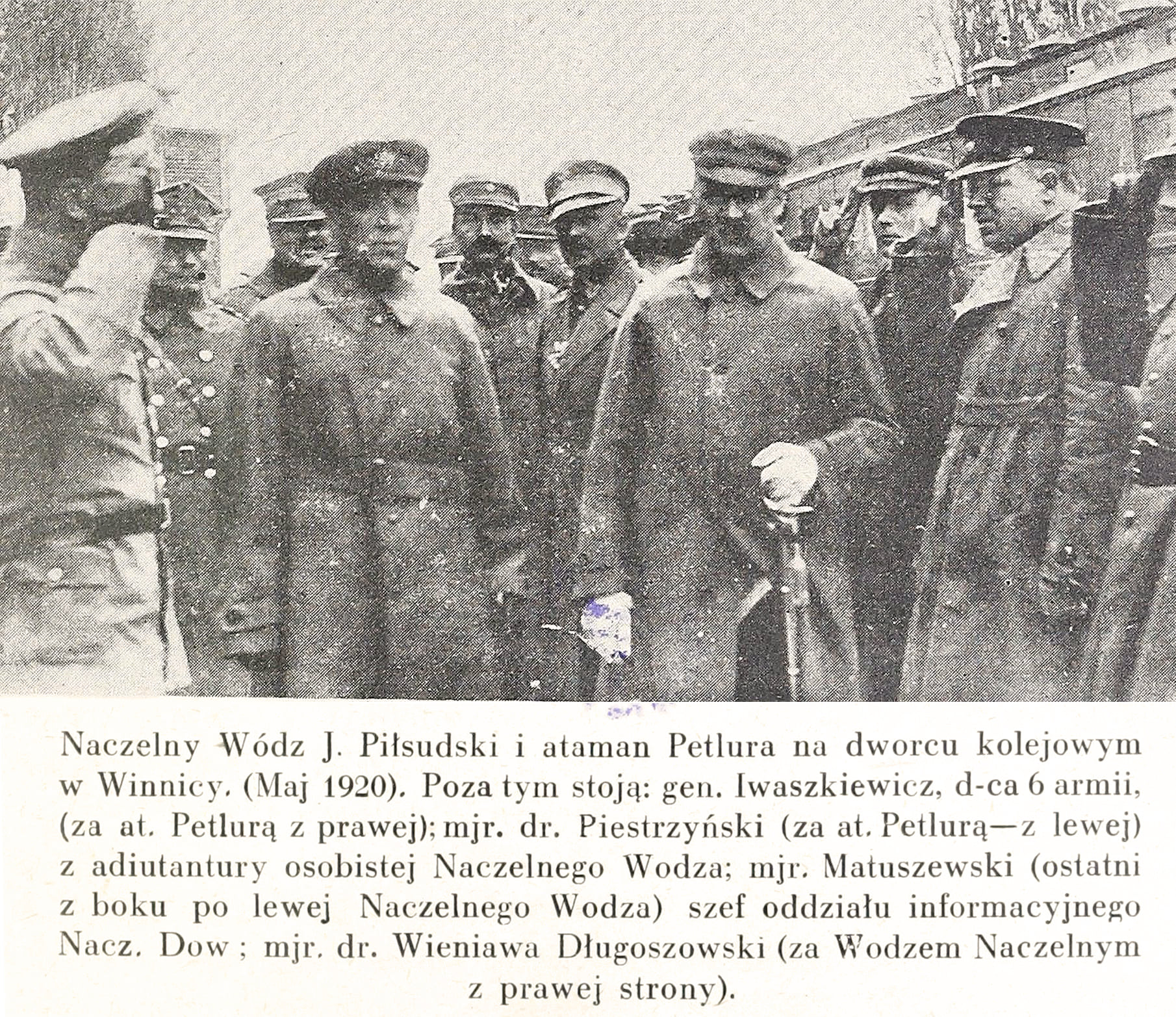
Симон Петлюра та Юзеф Пілсудський у Вінниці (1920)

Будівництво Києво-Балтської залізниці й подальше відкриття руху поїздів 26 травня 1870 року поруч з містом сприяло потужному економічному розвитку Вінниці. Місто стало логістичним центром регіону, де стрімко розвивалися торгівля й цукрова галузь, значною мірою завдяки німецьким інвестиціям. Після великої пожежі 1885 року у Вінниці зріс запит на спорудження цегляних будівель. Впродовж останніх 40 років XIX століття населення міста збільшилося майже у 3,5 рази.
Стрімкий розвиток продовжився і в перші десятиліття ХХ століття, коли на посаді міського голови перебував Микола Оводов. Понад 30 будівель в центрі міста, зокрема Будівлю апеляційного адміністративного суду (колишній готель «Савой» (1912—1913)), міський театр (1910, перебудований у 1946—1948), Свято-Воскресенську церкву (1910), приміщення школи № 2 (1900—1901, колишня жіноча міністерська гімназія), Будівлю їдальні Вінницького коледжу будівництва і архітектури КНУБА (колишній Учительський інститут, 1912), Вінницьку торгово-промислову палату (1911, колишня міська Дума), будинок судових установ (1910—1912, колишнє приміщення окружного суду та міської управи), магазин «Лікарські рослини» на вулиці Соборній (колишній прибутковий будинок Райхера, 1910) та водонапірну вежу (1911) спорудили за проектом талановитого архітектора Григорія Артинова. У Вінниці в цей час з'являються такі технологічні новації: електрика (зокрема й електричне освітлення), водогін, трамвай, телефон, ліфт.
Під час Першої світової війни місто стало адміністративним центром Подільської губернії, з огляду на прифронтове розташування Кам'янця.

### Українська революція
Війна виявилася дуже виснажливою для Російської імперії і підірвала її економіку. Понад 50 % працездатних чоловіків Вінниці були мобілізовані до війська, де значна частина з них загинули, отримали тяжкі поранення й контузії. На початку 1917 року в Російській імперії стали масовими антивоєнні та антиурядові настрої, а в березні того ж року імператор Микола ІІ зрікся престолу. Влада в країні перейшла до Тимчасового уряду, інтереси якого у Вінниці представляла Рада громадських організацій (голова — Здіслав Грохольський). В цей же час у Києві було обрано керівне ядро Української Центральної Ради (голова УЦР — Михайло Грушевський), представником якої у Вінниці була Подільська губернська українська Рада (голова — Дмитро Маркович). Більшовики також створили свої організації — Вінницький ревком (голова — Микола Тарногродський) та Вінницький виконком Ради робітничих і солдатських депутатів (голова — Євген Едельштейн). Саме їхні представники загітували до своїх лав військових 15-го запасного піхотного полку та робітників місцевих заводів. Одразу після повалення влади Тимчасового уряду в Петрограді більшовики 10-11 листопада (28-29 жовтня за юліанським календарем) 1917 року спробували збройно захопити владу у Вінниці, але зазнали поразки. В ході Української революції Вінниця стала частиною проголошеної ІІІ Універсалом Української Народної Республіки та земським центром. 22 січня 1918 року  IV Універсалом було проголошено незалежність УНР, 9 лютого 1918 року Берестейським мирним договором визнана міжнародна правосуб'єктність України. В цей час вінницьке військове містечко займає Подільський корпус генерала Петра Єрошевича, який знаходився в підпорядкуванні гетьмана Павла Скоропадського.
Пізніше Вінниця на досить складному етапі Української революції (листопад 1918 — травень 1920 рр.) в ході радянсько-української війни тричі ставала місцем перебування урядових структур Української Народної Республіки. Під час другого радянського вторгнення внаслідок важких боїв за Київ та подальшої його окупації 2 лютого 1919 року Директорія УНР переїхала до Вінниці через складну політичну обстановку. Уряд розмістився у готелі «Савой», де ухвалювалися принципові для національної державності рішення. У Вінниці 13 лютого 1919 року сформована нова Рада міністрів УНР на чолі з Сергієм Остапенком, в якій працювали вінничани Петро Відибіда, Дмитро Маркович, Юхим Щириця. 6 березня 1919 року українські війська під натиском більшовиків відступають з Вінниці. Лише 10 серпня 1919 року Дієва Армія УНР та Українська Галицька Армія спільно звільняють місто від ворога. Важким ударом для українських захисників стає епідемія тифу і під ударами переважаючих радянських військ в грудні 1919 року вони залишають місто. 21 квітня 1920 року між лідерами Польщі та України — Юзефом Пілсудським та Симоном Петлюрою — у Варшаві було підписано союзницьку угоду. В травні 1920 року спільне військо України та Польщі відвойовує Вінницю, а 16 травня на зустріч з Головним отаманом військ УНР Симоном Петлюрою до міста прибуває маршалок Польщі Юзеф Пілсудський. На жаль, українські війська втрачають Вінницю 19 червня 1920 року і тут встановлюється радянський окупаційний режим.

### Радянський та німецький окупаційні режими
Кожний прихід до Вінниці більшовиків супроводжувався так званим «червоним терором» — насильницькими заходами, що здійснювалися чекістами проти соціальних груп, які були оголошені ними «класовими ворогами». Від цієї політики лише в 1918—1921 роках постраждали тисячі вінничан. Непоправних втрат зазнало місто і в роки репресій. У 1937—1941 роках органами НКВД у Вінниці здійснювалися масові розстріли мирного населення. За результатами сучасних досліджень, вважається, що загальна кількість репресованих за цей період у Вінниці і області сягає близько 20 000 осіб. Паралельно проводилася агітаційна кампанія із дискредитації світових релігій (юдаїзму, усіх напрямів християнства та ісламу) та закриття їхніх храмів, що перетворювалися на склади, кінотеатри, будинки культури або взагалі — знищувалися. Варто зауважити, що повстанський рух на Вінниччині в 1920-х роках був доволі потужним, тому влада впродовж кількох років реалізовувала політику досягнення компромісу з місцевим населенням — проводила так звану політику «коренізації» в культурній сфері та так звану «нову економічну політику»(НЕП) в сфері економічній. Щоправда, як тільки відбулася централізація влади — радянський режим відновив боротьбу з «класовими ворогами» організувавши Голодомор та масові розстріли мирного населення. Також в цей період на Вінниччині було депортовано 11632 сім'ї загальною чисельністю 46 500 осіб польського та німецького походження, а до Єврейської автономної області та Біробіджану було примусово переселено 400 сімей та 450 осіб-одинаків єврейського походження.
В умовах остаточного переходу до планової економіки у Вінниці добудовуються старі та споруджуються нові підприємства фактично коштом вінничан, котрі були знищені радянською владою або втратили своє майно під час масових репресій. Місто в цей час отримує особливий статус: у 1923 році стає центром округу, а від 1932 року й досі — адміністративним центром утвореної Вінницької області. З початком радянсько-німецької війни у Вінниці встановлюється новий окупаційний режим — нацистський. У 1939 році єврейське населення Вінниці налічувало 33 150 осіб. 19 липня 1941 року місто окупували, німецькою адміністрацією був створений юденрат. 29 липня 1941 року у місті почалися розстріли, німецька поліція того дня вбила 146 вінничан єврейського походження. Єврейське населення було зігнане в гетто, а з 5 по 20 вересня 1941 року айнзатцгрупа «С» та допоміжні поліційні підрозділи здійснили масову акцію знищення євреїв Вінниці, під час якої, за підрахунком дослідників, було вбито близько 16 тисяч євреїв. Наймасовішими стали розстріли 19 вересня 1941 року в районі П’ятничанського лісу, де, згідно з даними досліджень, було вбито близько 10 тисяч мирних вінничан єврейського походження. На той час залишалися живими лише ті євреї, які своєю працею підтримували німецьке суспільство та економіку. Проте нацисти прагнули позбутися і їх: в грудні 1941 року окупаційна влада здійснила перепис євреїв міста під фальшивим приводом відправки у гетто. Відбувся поділ на 3 групи: «А» — спеціалісти", «В» — ремісники, «С» — інші. На основі цього перепису 16 квітня 1942 року нацисти зібрали на стадіоні Центрального парку представників груп «В» та «С» під приводом відправки у гетто, а потім цинічно розстріляли їх. Того дня, за різними даними, було вбито від 5 до 9 тисяч вінничан єврейського походження.

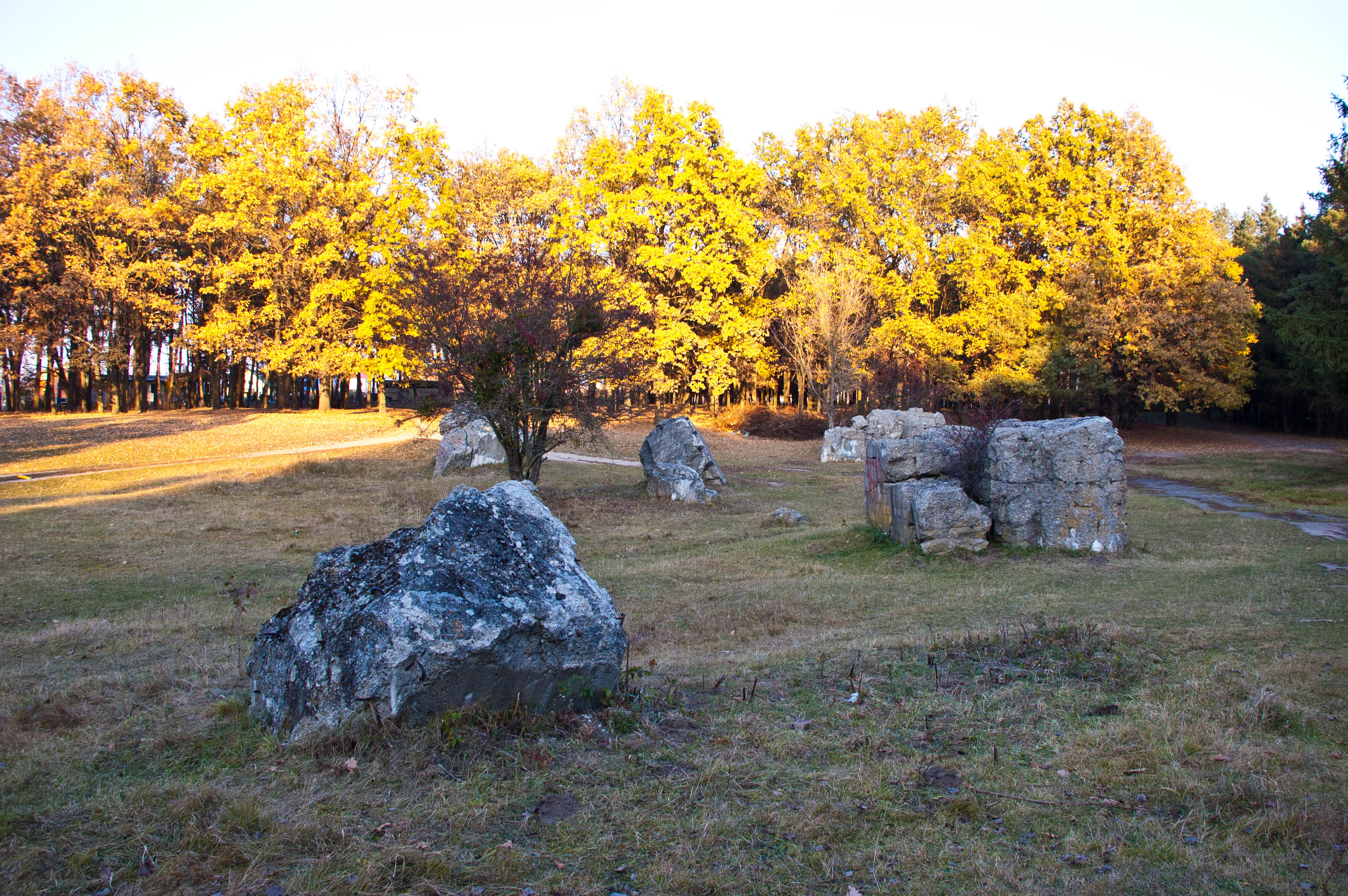
Залишки ставки Адольфа Гітлера «Вервольф» (розташовувалася за 8 км на північ від міста)

Німецькі окупанти встановили у Вінниці особливий режим у зв'язку з розміщенням неподалік військово-польової ставки Адольфа Гітлера «Вервольф». Будівництво першої черги тривало впродовж жовтня 1941 — квітня 1942 року. До робіт залучали як військовополонених та місцевих жителів, так і спеціалізовані військові будівельні батальйони та профільні німецькі компанії. Лідер нацистів був у ставці тричі, а сумарно провів там 156 днів.
Під час німецько-радянської війни 1941—1945 рр. місто зазнало масштабних руйнувань: офіційно кількість жителів із 100 тисяч скоротилась до 27 тис., із 50 промислових підприємств уціліло лише 10, дотла були зруйновані 1880 житлових будинків, зокрема зазнали руйнувань міський театр та Будинок офіцерів. Відбудова Вінниці тривала впродовж цілого повоєнного десятиліття до середини 1950-х років. 7 квітня 1945 року у місті утворено Ленінський, Свердловський та Кіровський райони, які вже у серпні 1948 року було ліквідовано. 1960—1680-ті роки — період інтенсивного зростання населення міста (до 374 тис., у понад 3 рази), будівництва нових житлових кварталів та підприємств. В цей час побудовано житлові мікрорайони «Вишеньки» разом з промзоною та університетським містечком, «Свердловський масив», до міста було приєднано Сабарів, Пирогово, Тяжилів, активно будувалися житлові квартали та промислові підприємства по обидва боки від залізниці Київ-Одеса. 20 березня 1972 року задля централізації управління у місті утворено три райони: Ленінський (правий берег Бугу), Староміський (південний схід міста), Замостянський (північний схід міста). Наприкінці лютого 2012 року радянський поділ міста на райони було ліквідовано.

### У Незалежній Україні
З відновленням у 1991 році Незалежності України, Вінниця стала третім містом в Україні, у якому вперше з 1920 року на головній площі з офіційної згоди місцевої влади замайорів синьо-жовтий прапор, та другим містом (після Києва) на окупованій більшовиками ще з 1920 року частині України (на схід від Збруча), де з офіційної згоди місцевої влади знесли пам'ятник В. Леніну та почали декомунізацію.
На початку ХХІ століття Вінниця зростала, набувала європейських рис, розвивалася, як промисловий та адміністративний центр області, органічно пов'язаний з іншими регіонами держави. За ініціативи та сприяння міської влади в цей час розширилась інфраструктура підтримки підприємництва, до 2008 року у всьому валовому обсягу реалізованої продукції міста частка малого підприємництва досягла 11 %. Відновлення економіки та торгівлі на початку ХХІ століття позитивно позначилися на зростанні прибутків вінничан та збільшенні попиту на новобудови. Продовжилася забудова 9-го мікрорайону «Вишеньки», в 2003 році почалася забудова мікрорайону «Поділля», а у 2011 році — забудова мікрорайону Академічного. З 1991 року в понад 3 рази зросла кількість приватних авто, що призвело до появи перших дорожніх корків у Вінниці. З початку ХХІ століття у місті почала спостерігатися субурбанізація, вінничани активно виселялися за адміністративні межі міста та забудовували приватними будинками околиці Вінницьких Хуторів, П'ятничан, Царського села, району Пирогове. Динаміка зростання того часу свідчила про наявність достатнього внутрішнього потенціалу, проте глобальна фінансова криза 2008 року боляче вдарила по всіх вінничанах.
Журнал «Фокус» оголосив Вінницю найкращим містом для життя в Україні за підсумками рейтингу 2013 року.

#### Російсько-українська війна (з 2014)
У лютому 2014 року Російська Федерація розпочала проти України неоголошену війну. В умовах гібридної війни та спричиненої нею кризи різко погіршився рівень життя в містах сходу та півдня України, заможні жителі цих міст активно переїжджають на захід, зокрема і до Вінниці. В 2015 — 2021 роках Вінниця очолювала рейтинг найкомфортніших міст України, складений Міжнародним республіканським інститутом (МРІ) та соціологічною групою «Рейтинг».
13 травня 2015 Верховна Рада України прийняла проєкт Постанови про зміну і встановлення меж міста Вінниця і Вінницького району Вінницької області № 2803 від 08.05.2015, який підтримали 245 народних депутатів.
Під час повномасштабного російського вторгнення в Україну навесні 2022 року Вінниця зазнала ракетних обстрілів.
6 березня 2022 року приблизно о 13:20 РФ завдала ракетного удару по аеропорту «Вінниця» в Гавришівці. Авіаудар по аеродрому наносився з акваторії Чорного моря стратегічними бомбардувальниками-ракетоносцями, які випустили 8 крилатих ракет Х-101. Загинуло 10 людей — шестеро цивільних (Микола Крепкий, Олександр Барчук, Олександр Мельничук, Олексій Хижун, Олександр Драч, Олександр Кондратьєв) та четверо військових. Ще шестеро людей отримали травми. Внаслідок ракетного обстрілу виникла пожежа складу з ПММ на площі близько 1000 м² та частково зруйнована адмінбудівля.
16 березня 2022 року о 04:01:55 був завданий ракетний удар по Вінницькій телевежі З людей ніхто не постраждав, але кілька діб був відсутній телесигнал Т2.
25 березня 2022 року, близько 16:30, росіяни завдали ракетного удару по території Командування Повітряних Сил ЗС України у Вінниці. Загарбники запустили всього шість крилатих ракет. Кілька з них збила українська система протиповітряної оборони, але частина влучила в будівлі командування. Руйнування інфраструктури суттєві, обійшлося без постраждалих.

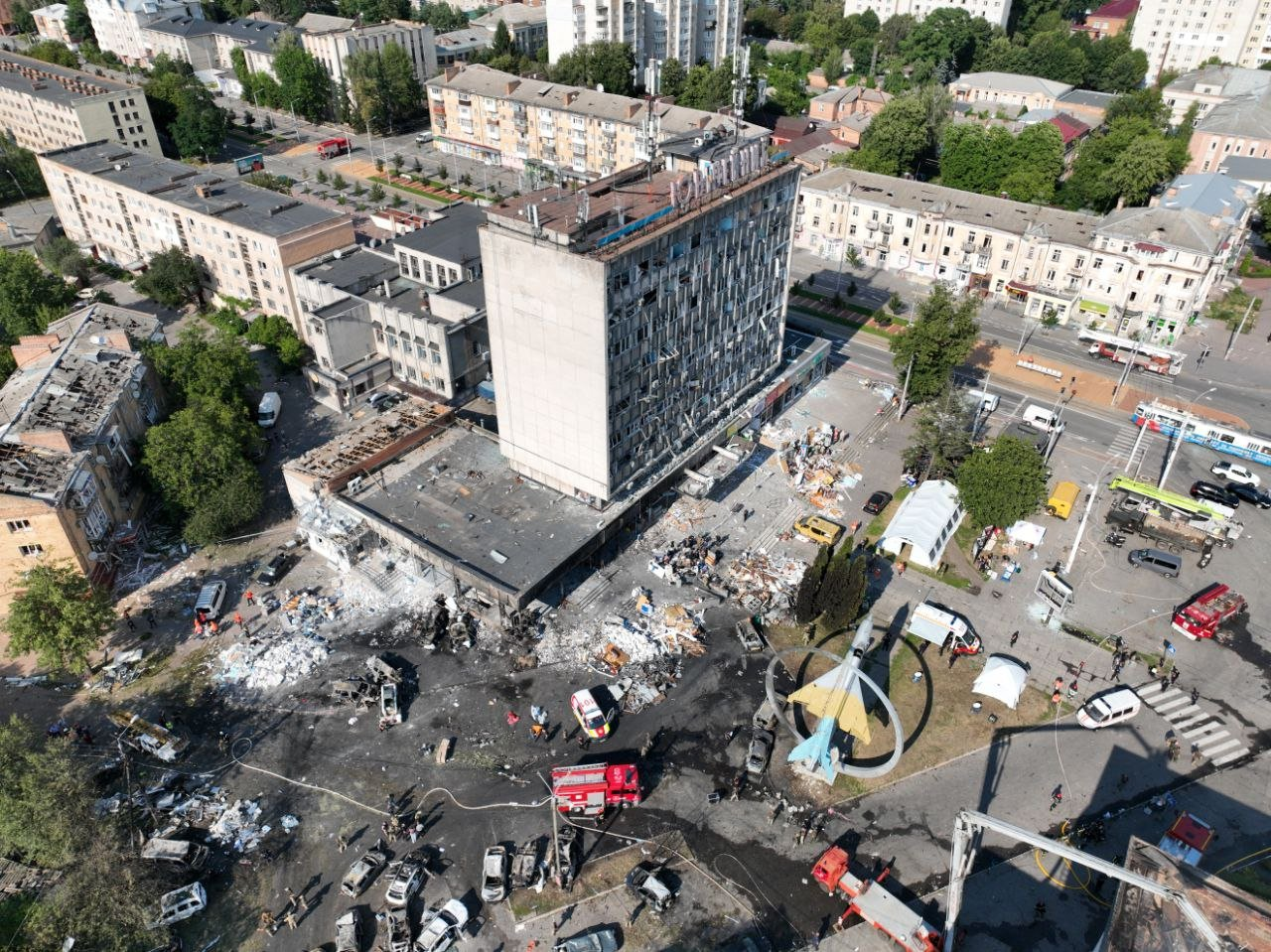
Площа Перемоги після російської ракетної атаки 14 липня 2022 року

14 липня 2022 року о 10:40 РФ нанесла ракетний удар по центральній площі лівобережної Вінниці, в результаті якої понад 200 осіб отримали поранення різних ступенів тяжкості, і ще 29 людей загинули (з них 3 дитини — чотирирічна Ліза Дмитрієва, семирічний Максим Жарій і восьмирічний Кирило Пяхін). Напад був здійснений підводними човнами з акваторії Чорного моря ракетами «Калібр». Цей ракетний удар викликав широку реакцію міжнародної спільноти. Так, після обстрілу Вінниці, генеральний секретар ООН Антоніу Гутерреш засудив напади на громадянське населення чи цивільну інфраструктуру та закликав до відповідальності за такі порушення. 18 липня посли ЄС та Ізраїлю в складі 20 дипломатів відвідали Вінницю, щоб на власні очі побачити наслідки російського терору. Президент України Володимир Зеленський дав оцінку цьому ракетному удару як відкритому теракту. 7 липня 2023 року на місці ракетної атаки було висаджено 29 сакур, а 14 липня 2023 року — в день роковин трагедії — відкрито пам'ятний знак «Жертвам ракетних ударів по Вінниці».
Протягом війни до Вінниці, станом на травень, перемістилося 18 підприємств зі фронтових регіонів України. До міста був евакуйований дитячий будинок з міста Курахове, а також до Вінниці переїхав сервісний центр МВС України в Херсонській області. До переміщеного ще у 2014 році Донецького національного університету імені Василя Стуса додався Маріупольський технологічний коледж.
30 вересня 2022 року дерусифікували назви вулиць.
Станом на квітень 2024 року встановлені імена 2497 загиблих військових з Вінницької області, кількість зниклих безвісти перевищує 1000.

## Населення
Населення Вінниці, станом на 1 липня 2025 року, складає 399 тисяч осіб (в тому числі з ВПО).[джерело?]
За чисельністю населення серед міст України Вінниця замикає 10-ку найбільших міст (без урахування тимчасово окупованих територій).
Динаміка чисельності населення Вінниці:

### Національний склад
Динаміка національного складу населення Вінниці
| Національність | 1926   | 1939   | 1959   | 1989   | 2001   |
| -------------- | ------ | ------ | ------ | ------ | ------ |
| українці       | 41,5 % | 49,2 % | 60,2 % | 77,4 % | 87,2 % |
| росіяни        | 13,8 % | 10,6 % | 22,1 % | 16,4 % | 10,2 % |
| євреї          | 37,8 % | 35,6 % | 13,6 % | 4,1 %  | 0,5 %  |
| поляки         | 4.3 %  | 3,0 %  | 2,0 %  | 0,7 %  | 0,5 %  |

Розподіл населення за національністю за даними перепису 2001 року:
| Національність  | Відсоток |
| --------------- | -------- |
| українці        | 87.22 %  |
| росіяни         | 10.18 %  |
| євреї           | 0.49 %   |
| поляки          | 0.45 %   |
| білоруси        | 0.37 %   |
| вірмени         | 0.11 %   |
| інші/не вказали | 1.18 %   |

Згідно з опитуваннями, проведеними Соціологічною групою «Рейтинг» у 2017 році, українці становили 94 % населення міста, росіяни — 4 %, інші національності — 1 %.

### Мова
| мова       | 1897 | 1926 | 1989 | 2001 |
| ---------- | ---- | ---- | ---- | ---- |
| українська | 35,5 | 38,1 | 71,5 | 84,7 |
| російська  | 17,0 | 23,0 | 27,0 | 14,4 |
| єврейська  | 37,5 | 32,2 | 0,4  | 0,02 |
| польська   | 7,0  | 2,9  | 0,1  | 0,03 |

Розподіл населення за рідною мовою за даними перепису 2001 року:
| Мова            | Кількість | Відсоток |
| --------------- | --------- | -------- |
| українська      | 300493    | 84.73 %  |
| російська       | 50934     | 14.36 %  |
| білоруська      | 216       | 0.06 %   |
| вірменська      | 160       | 0.05 %   |
| румунська       | 155       | 0.04 %   |
| польська        | 99        | 0.03 %   |
| єврейська       | 69        | 0.02 %   |
| циганська       | 39        | 0.01 %   |
| болгарська      | 36        | 0.01 %   |
| інші/не вказали | 2438      | 0.69 %   |
| Усього          | 354639    | 100 %    |

Українська мова є основною та єдиною офіційною мовою міста.
Згідно з опитуваннями, проведеними Соціологічною групою «Рейтинг» у 2017 році, українською вдома розмовляли 67 % населення міста, російською — 13 %, українською та російською однаково — 20 %.
У дослідженні 2021 року не відмежовано категорію використання обох мов однаково, а представлено дані по кожній мові окремо: українською вдома послуговується 81 % населення міста, а російською — 34 %.
Згідно з опитуванням, проведеним Міжнародним республіканським інститутом у квітні-травні 2023 року, українською вдома розмовляли 85 % населення міста, російською — 15 %.
Згідно з опитуванням, проведеним Міжнародним республіканським інститутом у квітні-травні 2024 року, українською вдома розмовляли 89 % населення міста, російською — 29 % (на відміну від опитування 2023 року було дозволено вибір кількох варіантів).

#### Мораторій на публічне використання російськомовного культурного продукту
27 жовтня 2023 року, в День української писемності та мови, рішенням Вінницької міської ради у Вінниці було запроваджено мораторій на публічне використання російськомовного культурного продукту.

## Адміністрація

### Міські голови
На виборах 2006 року міським головою обрано, а у 2010 обрано повторно Володимира Гройсмана, який став одним із наймолодших мерів українських міст. А з початку весни 2014 року обов'язки міського голови виконував секретар міської ради Сергій Моргунов.

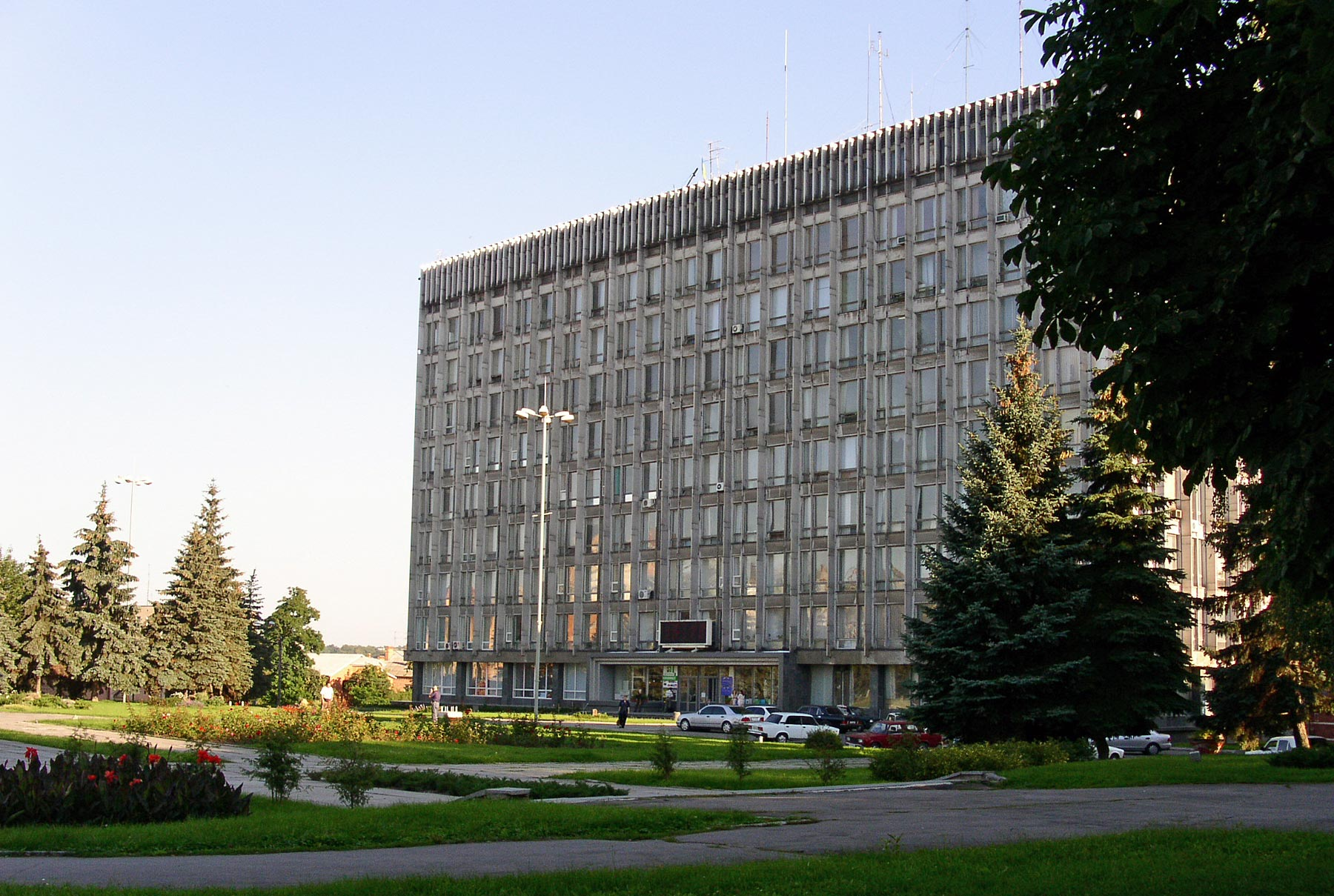
Вінницька міська рада

Восени 2015 року Сергій Моргунов став міським головою Вінниці. У 2020 році був переобраний на місцевих виборах у першому турі, набравши 63,93 % голосів.

### Вінницька міська рада
Вінницька міська рада складається з міського голови, секретаря міської ради та депутатів (54 особи). З-поміж депутатів формується 7 постійних профільних комісій, які здійснюють контроль у ключових питаннях життя громади. Вінницька міська рада 8 скликання була сформована після виборів 2020 року. До її складу увійшли депутати від чотирьох українських партій — Української стратегії Гройсмана, Європейської Солідарності, Слуги Народу та Опозиційної платформи — За життя.

### Штаб Повітряних Сил ЗСУ
Повітряні Сили Збройних Сил України створені 17 березня 1992 року згідно з директивою Начальника Генштабу Збройних Сил України. На базі штабу 24 Повітряної армії у Вінниці було сформовано Командування ВПС. Нині Повітряні сили Збройних Сил України складаються з 5 родів авіації. До її складу входять авіаційні корпуси, окрема дивізія військово-транспортної авіації та центри підготовки й навчання особового складу.
2004 року Військово-Повітряні Сили і Війська Протиповітряної оборони Збройних Сил України були об'єднані в Повітряні Сили Збройних Сил України. У Вінниці на території колишнього Головного командування Військово-Повітряних Сил Збройних Сил України, де нині розташовується Командування Повітряних Сил, урочисто було відкрито Пам'ятний знак на честь створення нового виду Збройних Сил України — Повітряних Сил. Цей день заведено вважати Днем створення Повітряних Сил.

## Економіка
Починаючи з ХІХ ст. та відкриття залізничної станції, Вінниця перетворюється на промисловий центр регіону. В другій половині ХХ ст. Вінниця стає потужним центром машинобудування, електронної, хімічної промисловості, проєктно-конструкторських інститутів. У 1990-х рр., після розпаду Радянського Союзу та занепаду планової економіки, більшість гігантів радянської промисловості зупинилися, тисячні трудові колективи припинили існування, заводи і обладнання було демонтоване. Як правило, на місці колишніх потужних заводів виникли компактніші господарські структури з меншою глибиною перероблювання, які переорієнтувалися на виробництво повсякденних товарів, служби сервісу і торгівлі. Водночас структура харчової та легкої промисловості зазнала менших змін.
В економіці міста Вінниці за останні роки продовжуються процеси зростання та диверсифікації виробництва. Станом на 2022 р. у місті налічується близько 220 великих та середніх промислових підприємств, які виготовляють широкий спектр продукції. Важливою в економіці міста є орієнтація місцевих підприємств-експортерів переважно на ринки країн Європи, на європейський ринок спрямовується понад 70 % усього експорту. Крім того, значна (понад 10 %) частка продукції промислових підприємств експортується також в Китай, США, Єгипет та Туреччину.

### Промислові підприємства міста
Казенне науково-виробниче об'єднання «Форт» МВС України засноване у 1991 році та реорганізоване у 1994 році. Основною продукцією є вогнепальна зброя та спеціальні засоби для силових структур, спортивна та мисливська зброя. Підприємство оснащене сучасним високотехнологічним обладнанням. НВО Форт налагодив також спільне виробництво пістолетів за ізраїльською ліцензією. При цьому 60 % комплектуючих виготовляється в Україні, 40 % — імпортуються з Ізраїлю.
Польсько-українське підприємство «Барлінек Інвест» належить до підприємств групи Barlinek (Польща) і є найбільшим виробником тришарової паркетної дошки в Україні. Підприємство почало свою роботу у Вінниці в жовтні 2007 року. Група Barlinek є провідним світовим виробником багатошарових дерев'яних підлог з річною виробничою потужністю понад 12,5 млн кв м. Частка експорту в реалізації продукції становить 90 %. Підлога експортується до 75 країн. Крім паркетної дошки, «Барлінек Інвест» виготовляє сертифіковані підлоги для об'єктів спортивного призначення, плінтуси для підлоги і різні види біопалива — пелети та брикети для камінів.
Вінницька картографічна фабрика

### Машинобудування
У Вінниці з сер. ХХ ст. розвивається галузь машинобудування. У місті виробляється широкий спектр продукції — від електродів для зварювання до новітнього холодильного обладнання і обладнання для альтернативної енергетики. Географія торгівлі товарами поширюється від США до Китаю. Потенціал для розвитку мають такі підгалузі, як: холодильне обладнання та устаткування; електроніка та електротехніка; приладобудування.
Обсяг реалізованої продукції, що відноситься до галузі машинобудування, у 2024 році склав 3,9 млрд грн. Це становить 11,1 % від усієї реалізованої продукції у місті.
ПрАТ "Вінницький завод «Маяк»
засновано 10 вересня 1968 року. Основний вид діяльності підприємства: виробництво електропобутових нагрівачів, побутових інкубаторів, зварювальних апаратів, мідно-алюмінієвих радіаторів для водяного опалення. Понад 25 років спеціалізується на виробництві електронагрівальних приладів і обладнання для систем опалення, як під власною торговою маркою «Термія», так і під понад десяти ТМ партнерів: NEOCLIMA , THERMOVAL, Wild Wind, Warmtec, Eurohoff, CTLCIA, UFO, SUPRA, Saturn, UNDERPRICE, ENGY, GENERAL CLIMATE. Країни експорту продукції: Англія, Польща, Угорщина, Німеччина, Румунія, Грузія, Кіпр, Македонія, Молдова, Туреччина, Вірменія, Казахстан.
ВАТ Вінницький завод «Будмаш» — багатопрофільне підприємство, що спеціалізується на виробництві металевих форм для залізобетонних конструкцій, випуску нестандартного обладнання, переобладнанні і ремонті будівельної техніки, наданні низки супутніх послуг. Продукція заводу призначена для підприємств гірничодобувної сфери (кар'єрів), цементних заводів, хлібоприймальних підприємств, енергетичного і агропромислового комплексів, житлово-комунальних господарств і приватного підприємництва.
ТОВ «ГРІН КУЛ» входить до складу UBC Cool — підрозділу торгово-промислового холдингу UBC Group (UkrainianBeerCompany). UBC Cool — виробник холодильної техніки для напоїв і продуктів, який охоплює 24 % світового ринку промислового холодильного обладнання. ТОВ «ГРІН КУЛ» створений у 2016 році, а навесні 2018 році у Вінниці введено в експлуатацію першу чергу заводу UBC Green Cool з повним циклом збирання холодильних шаф та вітрин. Продукція підприємства має сертифікати відповідності СЕ та постачається світовим компаніям, зокрема Coca-cola, Pepsi, Carlsberg. Саме ж підприємство сертифіковане за стандартами управління якістю ISO 9001:2015, екологічного менеджменту ISO 14001:2015 та менеджменту гігієни і безпеки праці OHSAS 18001:2007. Охолоджувачі UBC Cool сертифіковані всесвітньо відомими компаніями: InBev, Heineken, MolsonCoors, AnheuserBush як вироби, які повністю відповідають їх стандартам.
ТОВ «Промавтоматика Вінниця» — займається автоматизацією технологічних процесів, обслуговуванням електричної частини підприємств, освітленням доріг, енергоаудитом, енергосертифікацією, будівництвом сонячних електростанцій. У 2022 р. інженери ТОВ «Промавтоматика Вінниця» розробили лінійку пристроїв Bandera Power — портативних джерел електроживлення, а також Bandera Solar — додатковий модуль живлення від сонячної енергії.

### Індустріальні парки
У Вінниці розміщено 4 індустріальні парки, що внесені до Реєстру індустріальних (промислових) парків України: Вінницький індустріальний парк (площею 35,7 га), Індустріальний парк «Вінницький кластер холодильного машинобудування» (площею 19,27 га), Індустріальний парк «Вінтер Спорт» (площею 25 га), індустріальний парк «ВінІндастрі» (площею 26,34 га). Кожен індустріальний парк має свою форму власності. Так, Вінницький індустріальний парк (створений у 2016 р.) та індустріальний парк «ВінІндастрі» (створений у 2022 р.) створені за ініціативи міської ради, Індустріальний парк «Вінницький кластер холодильного машинобудування» створений спільно з представниками бізнесу та складається з комунальної та приватної ділянок, Індустріальний парк «Вінтер Спорт» є приватним індустріальним парком, що належить австрійській компанії HEAD Group.
Будівництво промислового майданчика «Вінтер Спорт» було поновлене у травні 2022 р.

### Харчова промисловість
Вінниця знаходиться у центрі великого сільськогосподарського регіону. Основною спеціалізацією міста є виробництво харчових продуктів за світовими стандартами якості. Обсяг реалізованої продукції галузі станом на жовтень 2024 року склав 14,3 млрд грн, що становить 39,8 % від усієї реалізованої продукції у місті.
ПрАТ «Вінницька кондитерська фабрика» входить до п'ятірки найбільших кондитерських підприємств України (станом на грудень 2022 р.) і належить до корпорації ROSHEN. У Вінниці розміщено два виробничих майданчики ПрАТ «Вінницька кондитерська фабрика». Перший майданчик (на вул. Євгена Коновальця, 8) випускає близько 200 найменувань, серед яких шоколад, цукерки, здобне печиво, бісквіти, вафлі та вафельні трубочки. Другий (на вул. Батозькій, 2к) — забезпечує виробництво цукерок, карамелі, бісквітів та шоколаду загальним обсягом понад 20 тис. тонн на рік. Загальний обсяг виробництва на обох майданчиках становить понад 100 тис. тонн у рік. Вінницька кондитерська фабрика ROSHEN сертифікована відповідно до вимог міжнародних стандартів якості ISO 9001:2008 та безпеки продуктів харчування ISO 22000:2005. Також у Вінниці розміщене інше підприємство корпорації — ПрАТ «Вінницький молочний завод ROSHEN». Підприємство є основним постачальником молочної сировини для кондитерських підприємств ROSHEN, в тому числі тих, що розташовані в країнах Європейського Союзу. У квітні 2016 року підприємство отримало сертифікат харчової безпеки FSSC-22000. Виготовлена продукція регулярно проходить сертифікацію на відповідність вимогам стандартів Kosher і Halal

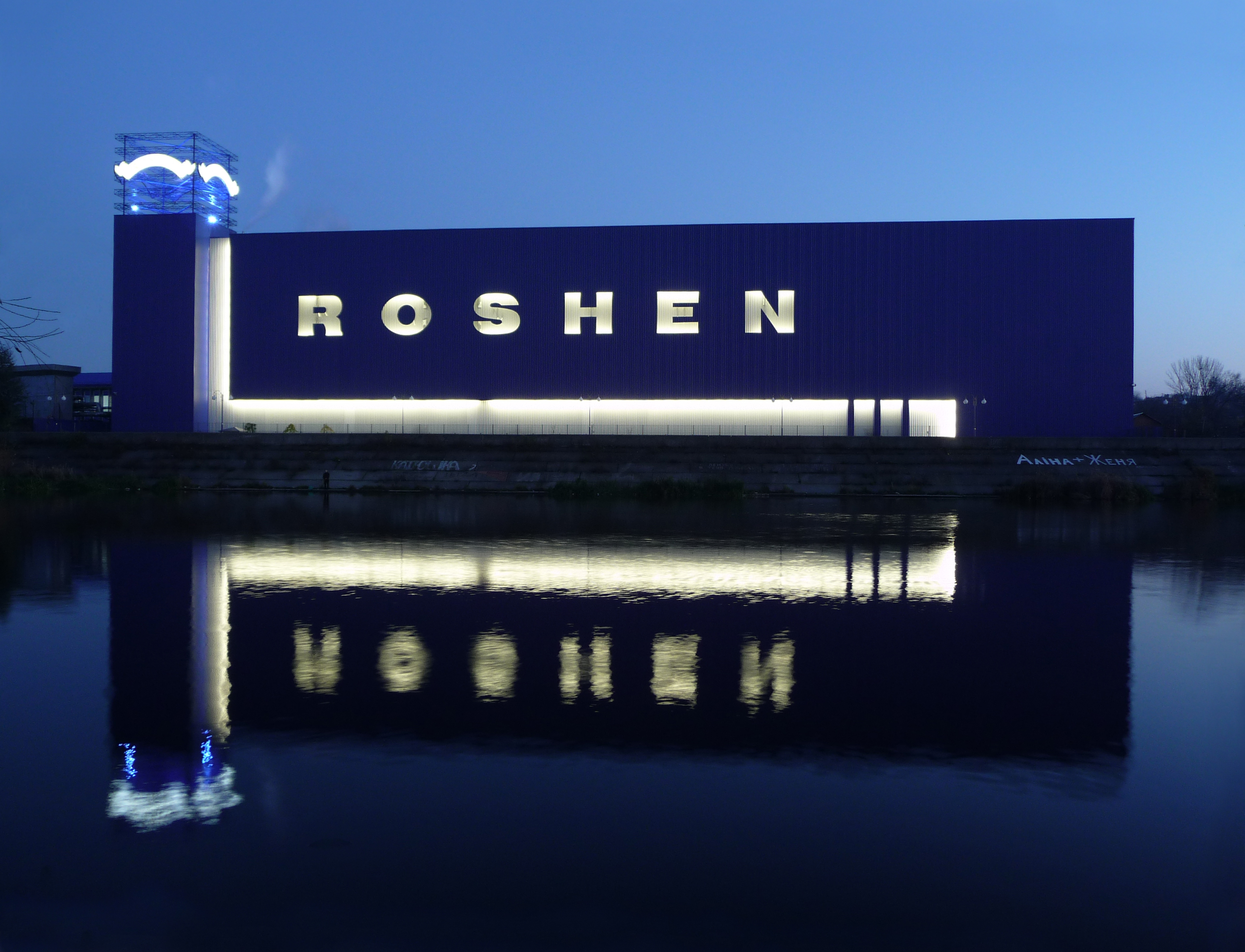
Кондитерська фабрика Roshen

ТОВ «Аграна Фрут Україна» — виробник фруктових наповнювачів та концентрованих соків з власними угіддями для вирощування фруктів та ягід, що входить до австрійської промислової групи AGRANA. Продукція відповідає міжнародним стандартам ISO 9001:2008 (SGS), HACCP, FSSC 22000:2010 (SGS), ISO 26000 (SGS) (соціальна відповідальність) та має сертифікат на виробництво наповнювачів для дітей віком від 6 місяців Промислова група AGRANA дотримується цілей сталого розвитку. У 2021 році ферма «Лука» досягла золотого рівня в Оцінці сталості фермерських господарств GlobalG.A.P.(додаток GG FSA), що є найвищим рівнем цієї перевірки. Додаток GGFSA застосовується для оцінки практик сталого розвитку в первинному виробництві й має на меті допомогти фермерам у розв'язанні подальших питань сталого розвитку на рівні фермерських господарств.
ТОВ «Солодка Мрія-Вінниця» працює у Вінниці з 2017 року. Виробничі потужності підприємства ведуть свою історію від 1945 року, коли був створений Вінницький міський харчовий комбінат. У 1970-х рр. комбінат змінив назву на «Вінницький завод продтоварів», а у 1999 був реструктурований. На його базі з'явилося 3 підприємства — ПрАТ «Вінницький завод фруктових концентратів і вин», ПрАТ «Вінницька харчосмакова фабрика» і ПрАТ «Вінницька макаронна фабрика». Перший з них продовжив традицію виробництва яблучного концентрованого соку, яблучного пюре, повидла і хлібного квасу, а у 2000 році почав виготовляти зефір під торговою маркою «Солодка мрія». Станом на 2024 рік, ТОВ «Солодка Мрія-Вінниця» займається виробництвом зефіру, мармеладу, цукерок, кукурудзяних паличок, тортів, соків прямого вичавлювання, фруктового пюре, повидла, хлібного квасу (в літній сезон) та розливає артезіанську доочищену питну воду. З 2017 року ТОВ «Солодка Мрія-Вінниця» послуговується системою управління безпекою харчових продуктів ISO 22000.
ПрАТ «Вінницька харчосмакова фабрика» є лідером Вінниччини у галузі плодоовочевої консервації; візитівкою компанії, відомою на всю Україну, є хрін «Вінницький» з буряком. У 2007 році була проведена капітальна реконструкція цеху по виробництву квасу з технічним переоснащенням. Станом на 2022 рік фабрика має широкий товарний асортимент продукції, що налічує понад 50 найменувань, серед яких хрін, гірчиця, майонез, соуси, круп'яні палички, сухі сніданки, борошно текстуроване, квас. Підприємство представляє на ринку 4 власні торгові марки: ТМ «ВХС», ТМ "Хрін «Вінницький», ТМ «Деліссо» та ТМ «Кваскоff». На ПрАТ «Вінницька харчосмакова фабрика» впроваджена і діє система управління якістю за стандартом ISO 9001 і система управління безпечністю харчових продуктів HACCP за стандартом ISO 22000. На базі харчосмакової фабрики з 2021 року здійснюється розлив крафтового пива Barley&Hops
ПрАТ «Вінницький олійно-жировий комбінат» належить до промислової групи ViOil та займається перероблюванням олійних культур і виробництвом олій та жирів. Підприємство веде свою історію з 1951 року, у 2007 році була проведена реорганізація та значна модернізація підприємства. До складу ПрАТ «Вінницький ОЖК» входять 2 олійно-екстракційні заводи, гідро-генізаційний завод, цех фасування продукції в полімерні пляшки, дільниця гранулювання лушпиння, 2 елеватори, резервуар для зберігання олії та котельня. На ПрАТ «Вінницький ОЖК» функціонує інтегрована система управління (ІСУ) якістю та безпечністю харчових продуктів та кормових продуктів (шроту), яка відповідає вимогам ДСТУ ISO 9001:2009 та ДСТУ ISO 22000:2007. Комбінат сертифікований за системою екологічної сталості (ISCC). Асортимент продукції складає кілька десятків найменувань та експортується до 60 країн світу.
Компанія «Авіс» була заснована в 1991. У 2015 році розпочала виробництво органічної продукції. Виробництво та продукція сертифіковані відповідно до міжнародних стандартів. Компанія «Авіс» виготовляє майонез за традиційною технологією, без використання модифікованого крохмалю та інших шкідливих компонентів.

### Легка промисловість
Продукція текстильної промисловості, що виробляється у Вінниці, має попит та експортується на ринок Європи. Обсяг реалізованої продукції галузі легкої промисловості станом на жовтень 2024 року склав 180 млн грн — близько 0,5 % від усієї реалізованої продукції у місті.
ПрАТ «Володарка» — це сучасне підприємство з виробництва чоловічого класичного та верхнього одягу, а також взуття, аксесуарів та трикотажу. Кравецькі цехи оснащені обладнанням Juki, Brazer, Pfaff, Durkopp Adler. Працює лінія волого — теплової обробки Brisay, Test, Indupress. Всі вироби проходять високотехнологічну обробку і ретельну перевірку ВТК. Підприємство співпрацює з німецькими, польськими та французькими брендами, в тому числі Hugo Boss, Aubi, Douglas, Mario Dessuti, Bexley. Основні країни експорту: Франція, Польща, Румунія, Німеччина. Асортимент чоловічих костюмів розвивається в декількох напрямках, представлених в Україні під брендами Guiseppe Badiani та Capo Carisma. Колекції включають понад 100 моделей власної розробки.

### Хімічна та фармацевтична промисловість
Галузь із найбільш сприятливими умовами для зростання у Вінниці та можливістю оренди промислових майданчиків. Обсяг реалізованої продукції, що належать до галузі, станом на жовтень 2024 року склав 1,1 млрд грн, що становить 3,1 % від усієї реалізованої продукції у місті.
Спільне українсько-іспанське підприємство «Сперко Україна» — фармацевтична компанія, заснована у 1995 році. Інвестором виступило фармацевтичне підприємство Іспанії — «Алкала Фарма». З 1999 року продукція Sperco — торгової марки підприємства — вперше з'явилася на ринку України. У 2006 році підприємство придбало промисловий комплекс ТОВ «Вінницький оптико-механічний завод». Виробничі потужності СУІП «Сперко Україна» складаються з чотирьох майданчиків, де виготовляються м'які лікарські форми, рідкі лікарські форми, тверді лікарські форми, а також ділянка вторинного пакування. Всі чотири ділянки мають сертифікат відповідності міжнародним правилам Належної виробничої практики (GMP). У 2020 році в портфелі Sperco з'явилося більше 10 нових продуктів в сегментах лікарських засобів, дієтичних добавок, медичних виробів та косметики. Провідні бренди: Нокспрей, Кардонат та Еротекс.

### ІТ-галузь та креативна економіка
Кількість IT-компаній у місті стрімко зростає, відповідно до запитів та тенденцій світового ринку. Темпи приросту ІТ-сектору забезпечуються місцевими ЗВО, які випускають понад 700 кваліфікованих, готових до роботи в цій галузі спеціалістів. За кількістю IT-спеціалістів Вінниця посідає 5-те місце серед усіх міст України; в сектор працює понад 2 тис. осіб, що становить 2 % від загальноукраїнського ринку.
ІТ-сектор Вінниці представлений компаніями:
- Gemicle — рішення для транспортних систем[124];
- Softserve — компанія з розробки програмного забезпечення та цифрових послуг[125];
- DataArt — міжнародна компанія, яка розробляє, проєктує, модернізує і підтримує програмне забезпечення[126];
- Playtika — розробка та видання онлайн-ігор[127];
- Onseo — діджитал продукція повного циклу[128];
- Avenga[en] — розробка програмного забезпечення, консультації та керовані послуги[129];
- EPAM Systems — програмне забезпечення[130];
- Infopulse Ukraine — програмне забезпечення, ІТ-консалтинг[131];
- Ajax Systems — українська технологічна компанія, яка розробляє бездротові та дротові системи безпеки, має власне виробництво повного циклу[132];
- Sigma Software — компанія з розробки програмного забезпечення на замовлення[133];
- Ciklum — програмне забезпечення[134]
- Інтернет-група «RIA» — медіапроекти, Web 2.0 та класі-файди;
- N-iX — міжнародна ІТ компанія, заснована в Україні. Вже восьмий рік поспіль визнано однією зі 100 найкращих аутсорсингових компаній світу за версією IAOP[135].

У місті розташований основний офіс компанії LetyShops — найбільшого кеш-бек-сервісу України у 2020—2022 рр.
Розвивається екосистема креативної економіки. За останні декілька років почали працювати приватні та громадські простори, потреба в яких дедалі більше зростає: Креативний простір Артинов, iHub Вінниця, М9, Вінницький обласний молодіжний центр «Квадрат», Cherdak, Стартап Школа ВНТУ Sikorsky Challenge.
На базі приміщень Ювелірного заводу «Кристал» реалізовується проєкт муніципального Інноваційно-технологічного парку «Кристал», діяльність якого розрахована на підсилення наявних та створення нових високотехнологічних та креативних індустрій у Вінниці та Подільському регіоні. Інноваційно-технологічний парк «Кристал» є прикладом реновації виробничих приміщень старих підприємств та перетворення їх на точки росту креативної економіки та малого підприємництва. Перший етап будівництва здійснюється в межах спільного проєкту німецької урядової компанії GIZ та ПРООН «Підтримка швидкого економічного відновлення українських муніципалітетів (SRER)» та буде введений в експлуатацію на початку 2025 року.

### Кластери
Агрокластер AgroVin створено у березні 2021 року в рамках програми децентралізованого співробітництва Вінниці та Вінницької області із французьким містом Діжон за прикладом кластера Vitagora. Учасниками агрокластера є переробні підприємства Вінниці, сільськогосподарські виробники та профільні наукові заклади (ТОВ «Аграна Фрут Україна», ПрАТ «Харчосмакова фабрика», ТОВ «Агропослугтранссервіс», ТОВ «Діброва», ТОВ «Органік-д», Вінницький національний аграрний університет, Інститут кормів НААН України).
Вінницький кластер приладобудування та автоматизації створений в лютому 2021 року місцевими підприємствами (ТОВ «Промавтоматика-Вінниця», ТОВ «Інновінпром», ТОВ «Майтек Плюс», ТОВ «Гремпіс», ТОВ «Тірас», ПП «Вінаерогіс» та іншими). У 2022 році підприємства кластера презентували низку розвідувальних виробів, а також інклюзивні рішення для міста й енерго-рішення для фронту).
 У 2021 р. була утворена громадська спілка «Вінницький кластер приладобудування та автоматизації» (Vinnytsia AІM Cluster). Її мета — зростання економічного потенціалу та розвиток регіональної екосистеми високотехнологічних секторів. Наразі вона налічує 26 учасника, серед яких 2 університети, ІТ-компанії та компанії, що займаються альтернативною енергетикою, робототехнікою і медичними технологіями.
У Вінниці діє об'єднання: IT-Association Vinnytsia (2018), яке активно здійснює свою діяльність протягом 6-років поспіль та наразі має 19 учасників, 50 партнерів та 10 міжнародних партнерів.

### Економічні показники
Економічну діяльність впроваджують зареєстровані станом на 01.12.2024 року на податковому обліку за основним місцем реєстрації у Вінницькій ДПІ ГУ ДПС у Вінницькій області (м. Вінниця) 34,1 тис. суб'єктів господарської діяльності, з яких найбільшу частку (майже 65 %) складають фізичні особи-підприємці.
Станом на 01.10.2024 обсяг промислової продукції реалізованої підприємствами м. Вінниці склав 35,9 млрд грн.
Станом на 01.12.2024 кількість зареєстрованих фізичних осіб-підприємців та юридичних осіб, які перебувають на податковому обліку за основним місцем реєстрації у Вінницькій ДПІ ГУ ДПС у Вінницькій області (м. Вінниця), фізичних осіб-підприємців 22 493 осіб, юридичних — 21 943 осіб.
Загальна кількість найманих працівників у суб'єктів господарювання у 2024 році — 126 679 осіб (з яких кількість найманих працівників, фізичних осіб-підприємців — 14 326 осіб, юридичних — 112 353 осіб).
Від початку повномасштабної війни до Вінницької МТГ за програмою переїзду перемістили свої виробничі потужності 414 суб'єктів господарської діяльності з Південних та Східних регіонів України. Станом на 01.01.2025 створено 1971 нових робочих місць. Серед переї́жджих підприємств, відновило діяльність ПрАТ «Укпостач» (компанія «UBC Group»), яке було переміщено на територію м. Вінниці з Харківської області, м. Дергачі. На сьогодні на підприємстві працює 233 осіб, з яких 134 — вінничани.
Фінансове обслуговування бізнесу та населення у місті Вінниці здійснюється через мережу банківських установ, яка представлена більше ніж 90 відділень 29 банків. Найбільшу кількість відділень і банкоматів мають ПриватБанк та Ощадбанк.
Дані попередніх років
У місті працює 27 тис. приватних підприємців та близько 4 тис. малих підприємств [Архівовано 18 грудня 2008 у Wayback Machine.]. Майже 2,8 тисячі підприємств здійснюють свою діяльність у сфері торгівлі та побутового обслуговування населення міста. Кількість суб'єктів господарської діяльності у розрахунку на 1000 жителів у динаміці збільшується. Чисельність юридичних осіб у 2005 році склала 30,04 одиниць, а чисельність приватних підприємців — фізичних осіб — 53,55 особи в розрахунку на 1000 жителів.
Станом на 01.11.2006 року в ДПІ у м. Вінниці зареєстровано 8885 платників податків — юридичних осіб. Фактично сплачують податки 6505 платників, або 73,2 % від зареєстрованих. Фізичних осіб — платників податків зареєстровано 23452 особи, у тому числі сплачують податки 19396 осіб, що становить 82,7 %. За п'ять років сукупність об'єктів ЄДРПОУ зросла майже у двічі.
Обсяг інвестицій в основний капітал у 2006 році склав 928 млн грн. Загальний обсяг прямих іноземних інвестицій в економіку міста з початку процесу інвестування становить понад 60 млн дол. США. На Вінницю припадає близько чверті від всіх прямих вкладень в економіку регіону.
Обсяг іноземних інвестицій (акціонерного капіталу), внесених з початку інвестування в економіку міста станом на 31.12.2014 року склав 123,8 млн дол. США, у розрахунку на одиницю населення — 334 дол. Інвестиції надійшли з 44 країн світу.
Обсяг зовнішньоторговельної діяльності станом на 01.12.2013 р. склав 637,9 млн дол. США, з яких обсяги експорту товарів — 362,4 млн дол. США, імпорту — 275,5 млн дол. США. Позитивне сальдо склало 86,9 млн дол. США, зовнішньоторговельні операції здійснювались з 98 країнами світу.
Станом на 01.04.2015 р. обсяг реалізованої промислової продукції (робіт, послуг) — 807 млн грн, що складає 31,8 % від загальнообласного обсягу; на одну особу населення — 2167,5 грн.
Обсяг реалізованої продукції, що відноситься до галузі машинобудування, у 2021 році склав 1,8 млрд грн. Це становить 5,4 % від усієї реалізованої продукції у місті.
У 2016 році обсяги експорту товарів склали 32 млн дол. США, імпорту — 14 млн дол. США. Баланс зовнішньої торгівлі залишається позитивним, і становить 18 млн дол.  [Архівовано 7 лютого 2016 у Wayback Machine.]
Міський бюджет у 2007 складався з доходів 513 млн гривень і видатків в розмірі 505 млн гривень. У 2010 році бюджет прийнятий в обсязі 940 мільйонів гривень доходів та 920 мільйонів гривень видатків.

## Транспорт

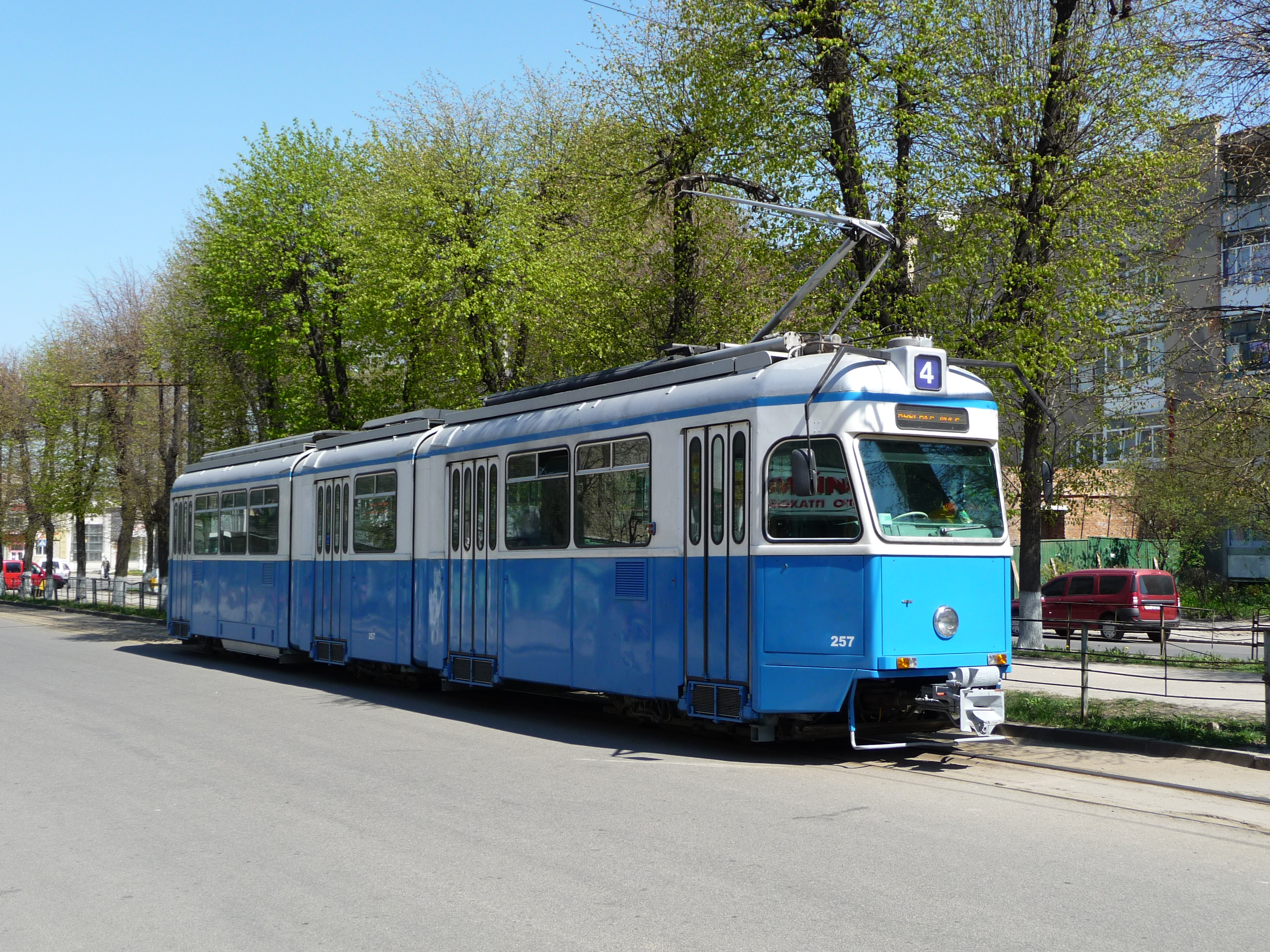
Трамвай Verkehrsbetriebe Zürich VBZ Be 4/6 (Mirage)

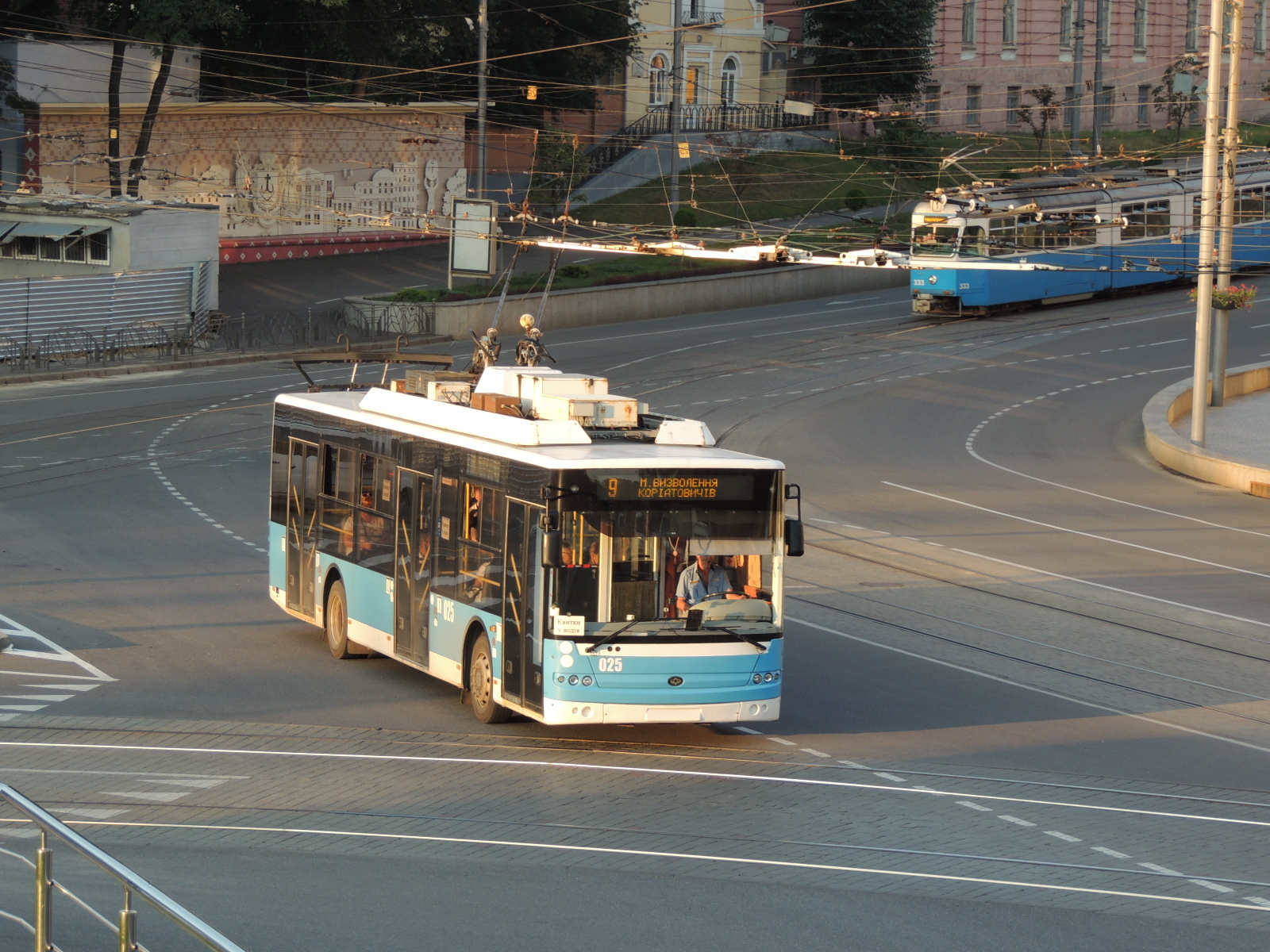
Тролейбус Богдан Т701.17

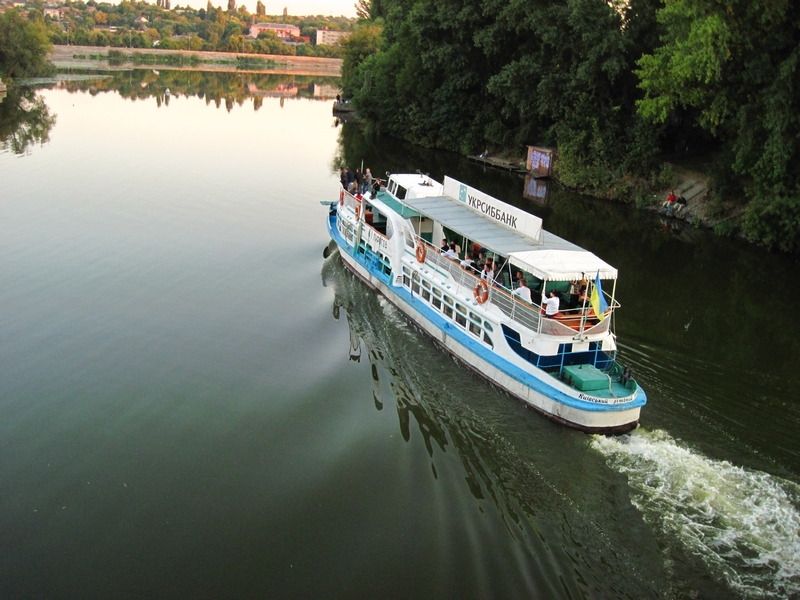
Теплохід «Пирогов» на Південному Бузі біля центрального мосту

Місто має 5 мостів через Південний Буг: Київський (з тролейбусним сполученням), Центральний (з трамваями й тролейбусами), Староміський, на Об'їзній дорозі, а також пішохідний на греблі в Сабарові.
Об'єкти транспортного сполучення Вінниці:
- Залізничний вокзал, що має сполучення з 23 областями України;
- Три автовокзали (центральний, західний, східний);
- Автомобільні шляхи, зокрема в самій Вінниці 389,3 км доріг, із яких 257,1 км — з асфальтобетонним покриттям, решта — з щебеневим та ґрунтовим (дані 2021 року[146]);
- Аеропорт «Вінниця». Станом на 2017 рік приймав регулярні й чартерні рейси з такими містами: Варшава, Тель-Авів, Анталія, Шарм-ель-Шейх і Подгориця. З 2019 розпочато підготовку до реконструкції злітно-посадкової смуги та аеровокзалу, однак роботи переривалися спершу через пандемію COVID-19, а згодом — російське вторгнення в Україну.
- Мережа велосипедних доріжок, яка складає 93,2 км.

Міський громадський транспорт міський громадський транспорт має розгалужену мережу маршрутів трамваїв, тролейбусів, автобусів і маршрутних таксі.
Також курсують річкові теплоходи «Микола Пирогов» та «Ляля Ратушна».
Робота трамваїв та тролейбусів починається о 5:30 і закінчується о 00:00 (На 2022 рік переважна кількість маршрутів працює з 5:30 — 6:00 до 22.00 — 23:00). Основу трамвайного парку Вінниці складають вагони Karpfen, Mirage та Tram2000, передані муніципалітетом Цюриха починаючи з 2007 року. З 2015 року «Вінницька транспортна компанія» почала виготовляти трамваї VinWay на основі вагонів Tatra KT4SU та тролейбуси VinLine. Станом на 2025 р. містом курсує 10 модернізованих трамваїв та 31 тролейбус. Увесь громадський транспорт Вінниці працює на основі безконтактної оплати проїзду. Оплатити вартість проїзду можна наступними способами: за допомогою муніципальної картки вінничанина [Архівовано 22 жовтня 2020 у Wayback Machine.]; платіжної картки з технологією з NFC; відсканувавши QR-код через мобільний додаток Приват 24; відправивши платний SMS; придбавши разовий паперовий квиток на 60 хвилин проїзду через термінали.

## Соціальна сфера
26 липня 2013 року журнал Фокус визнав Вінницю найкращим містом за рівнем життя в Україні [Архівовано 13 квітня 2015 у Wayback Machine.]. Сім років поспіль (2015—2021 рр.) Вінниця очолювала зведений рейтинг обласних центрів за індексом задоволеності сферами та послугами (опитування Соціологічної групи «Рейтинг»).

### Освіта
Освітні заклади міста Вінниці:
- 63 закладів дошкільної освіти[155] (61 — комунальної, 1 — державної та 1 приватної форми власності. Діє електронна реєстрація[156] на зарахування дітей до закладів дошкільної освіти комунальної форми власності);
- 53 закладів загальної середньої освіти[157] (44 комунальної та 9 приватної форм власності). Серед них:
  - 3 заклади забезпечують здобуття початкової освіти;
  - 1 заклад забезпечує здобуття базової середньої освіти[158];
  - 44 закладів забезпечують здобуття профільної середньої освіти;
  - 1 заклад — спеціальна школа[159].
- 8 закладів професійної (професійно-технічної) освіти державної форми власності[160];
- 9 закладів позашкільної освіти (3 — комунальної форми власності, 6 — приватної форми власності).
- 17 підліткових клубів за місцем проживання VinSmart

#### Вінницькі вищі навчальні заклади
- Вінницький національний медичний університет імені Миколи Пирогова
- Вінницький національний аграрний університет
- Вінницький національний технічний університет
- Вінницький державний педагогічний університет імені Михайла Коцюбинського
- Вінницький соціально-економічний інститут
- Вінницький торговельно-економічний інститут КНТЕУ
- Донецький національний університет імені Василя Стуса
- Вінницька філія Університету сучасних знань
- Харківський національний університет внутрішніх справ (філія)[161]
- Вінницький кооперативний інститут
- Вінницький інститут конструювання одягу і підприємництва (приватний)
- Вінницький фінансово-економічний університет (приватний)
- Західноукраїнський національний університет (філія)

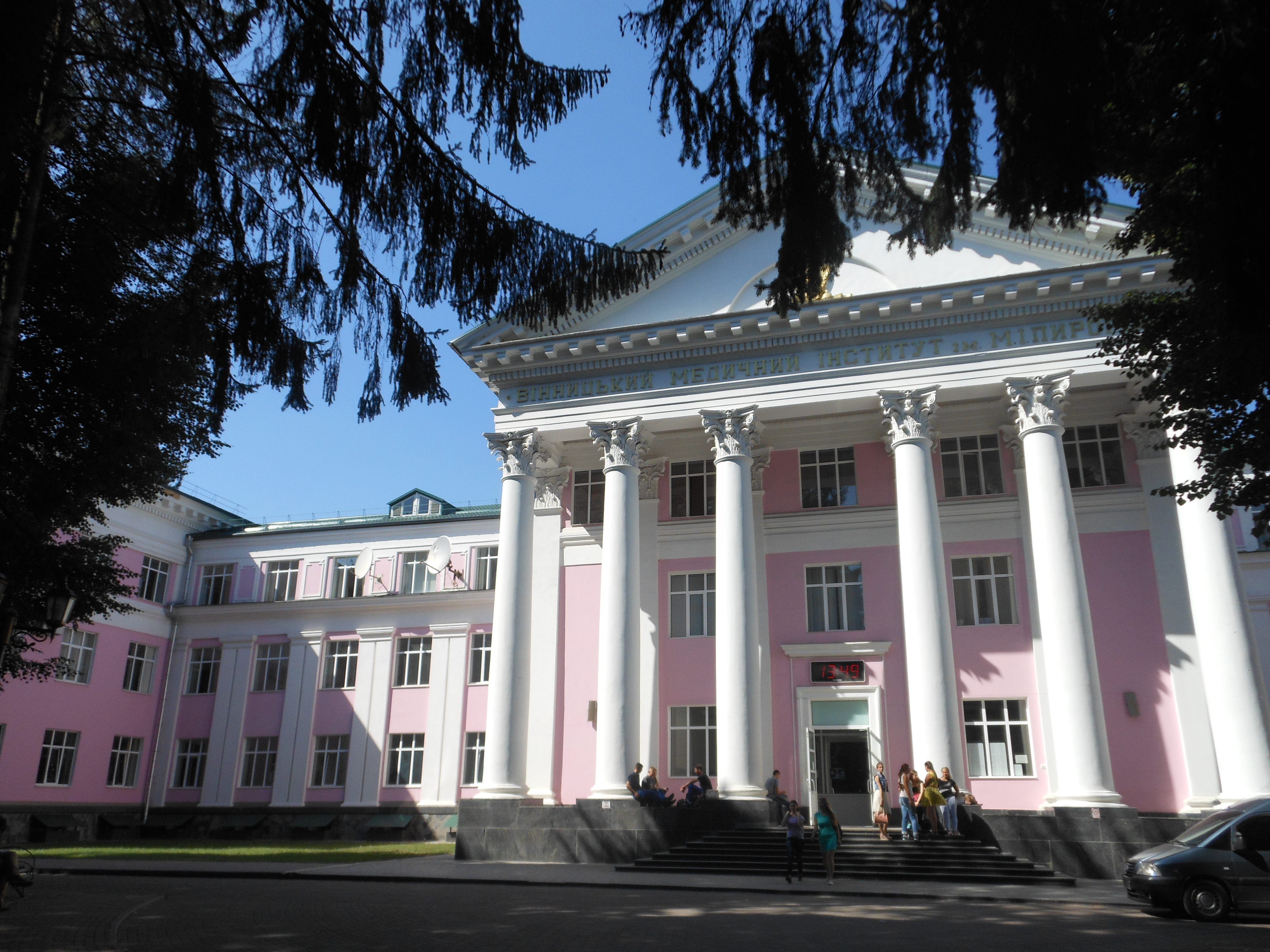
Вінницький національний медичний університет імені Миколи Пирогова
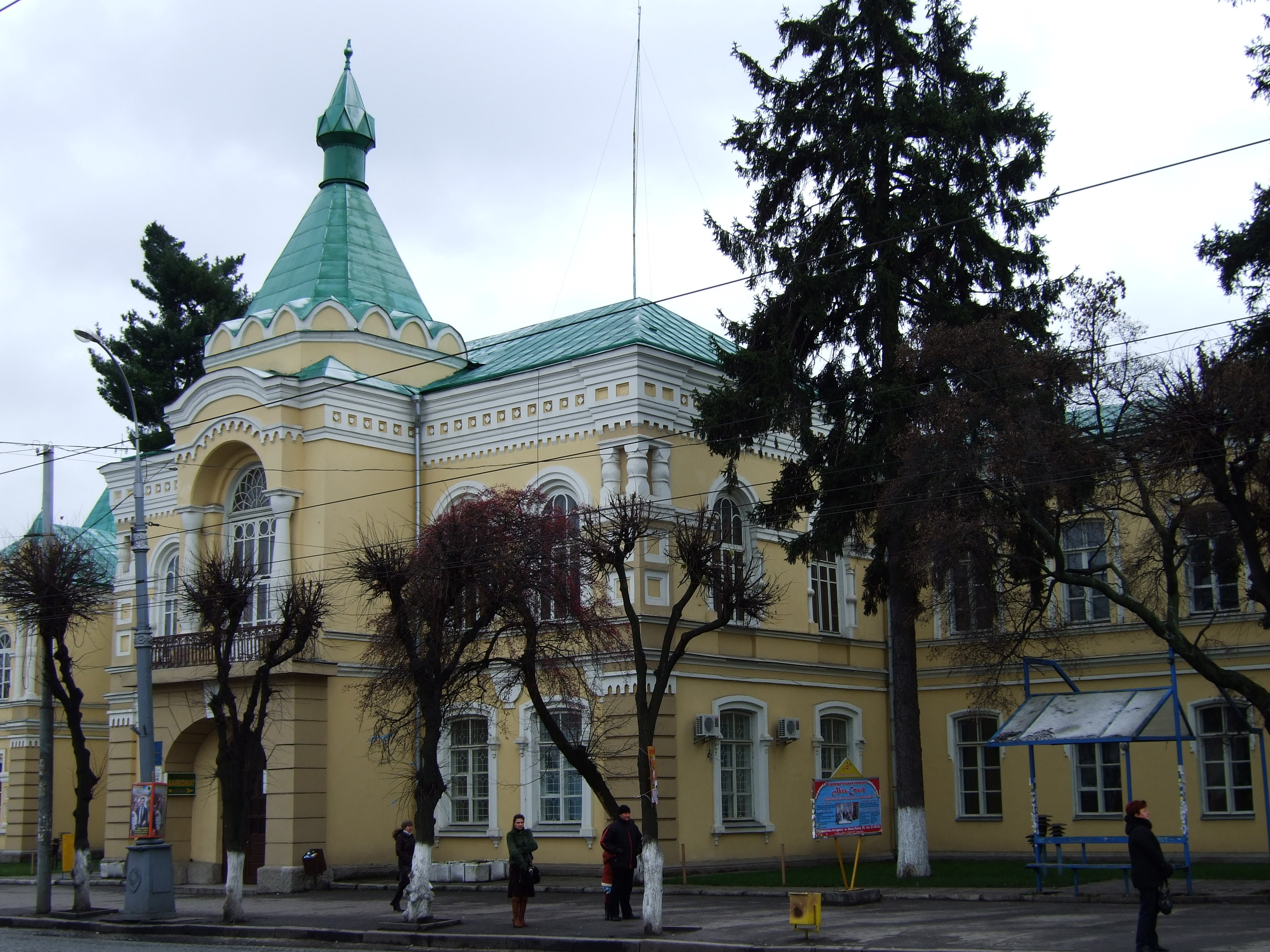
Торговельно-економічний інститут
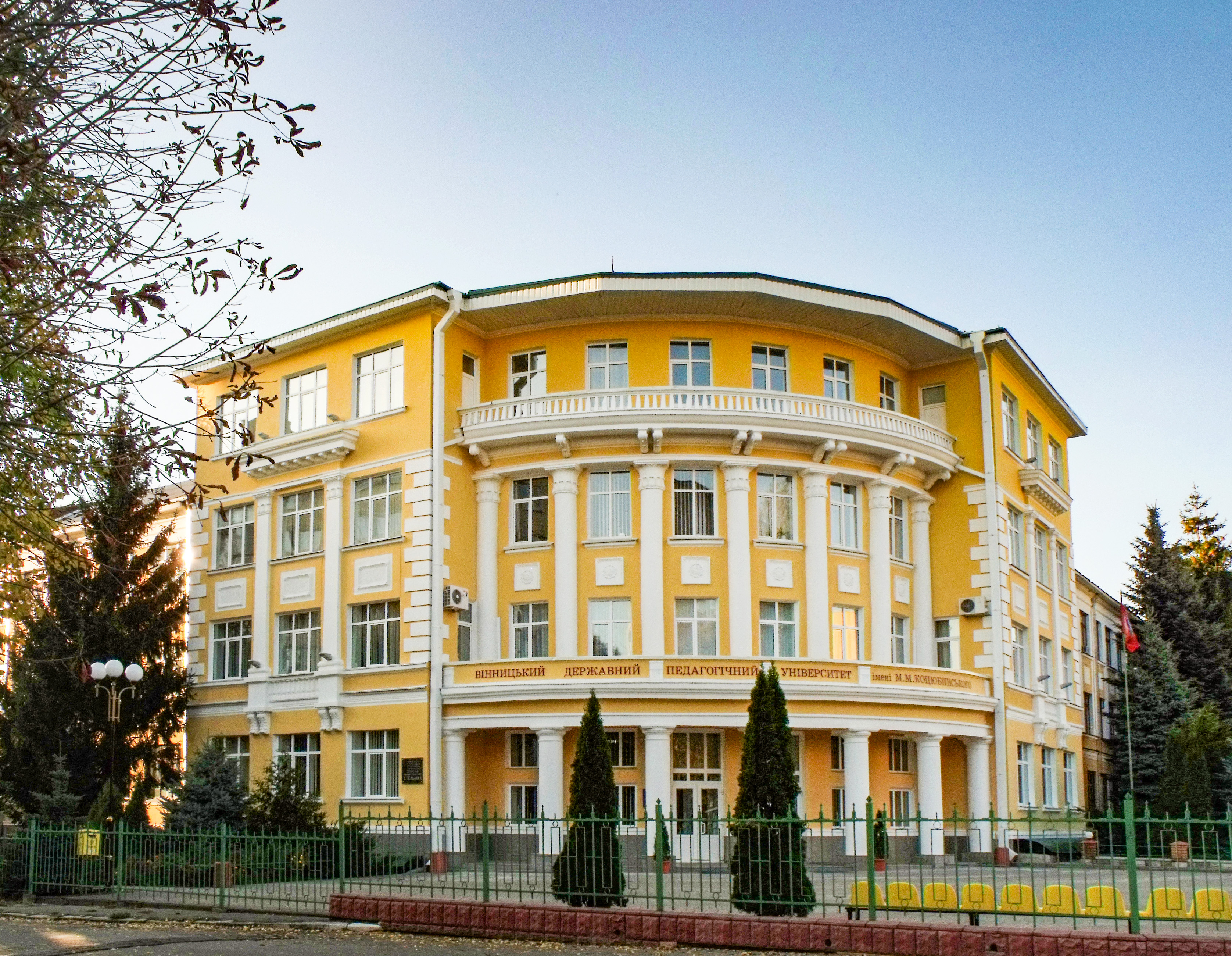
Вінницький державний педагогічний університет ім. М. Коцюбинського
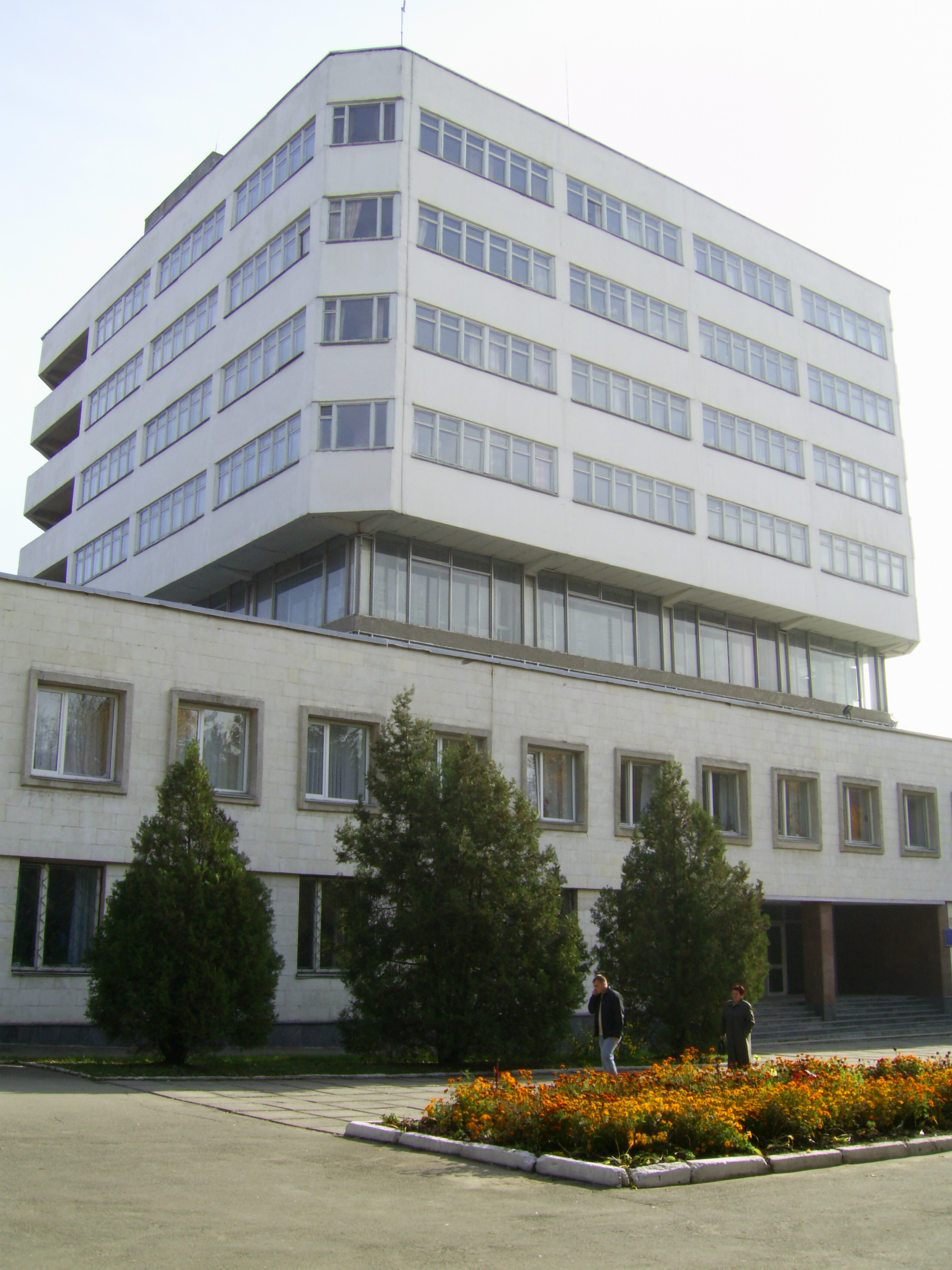
Вінницький національний технічний університет
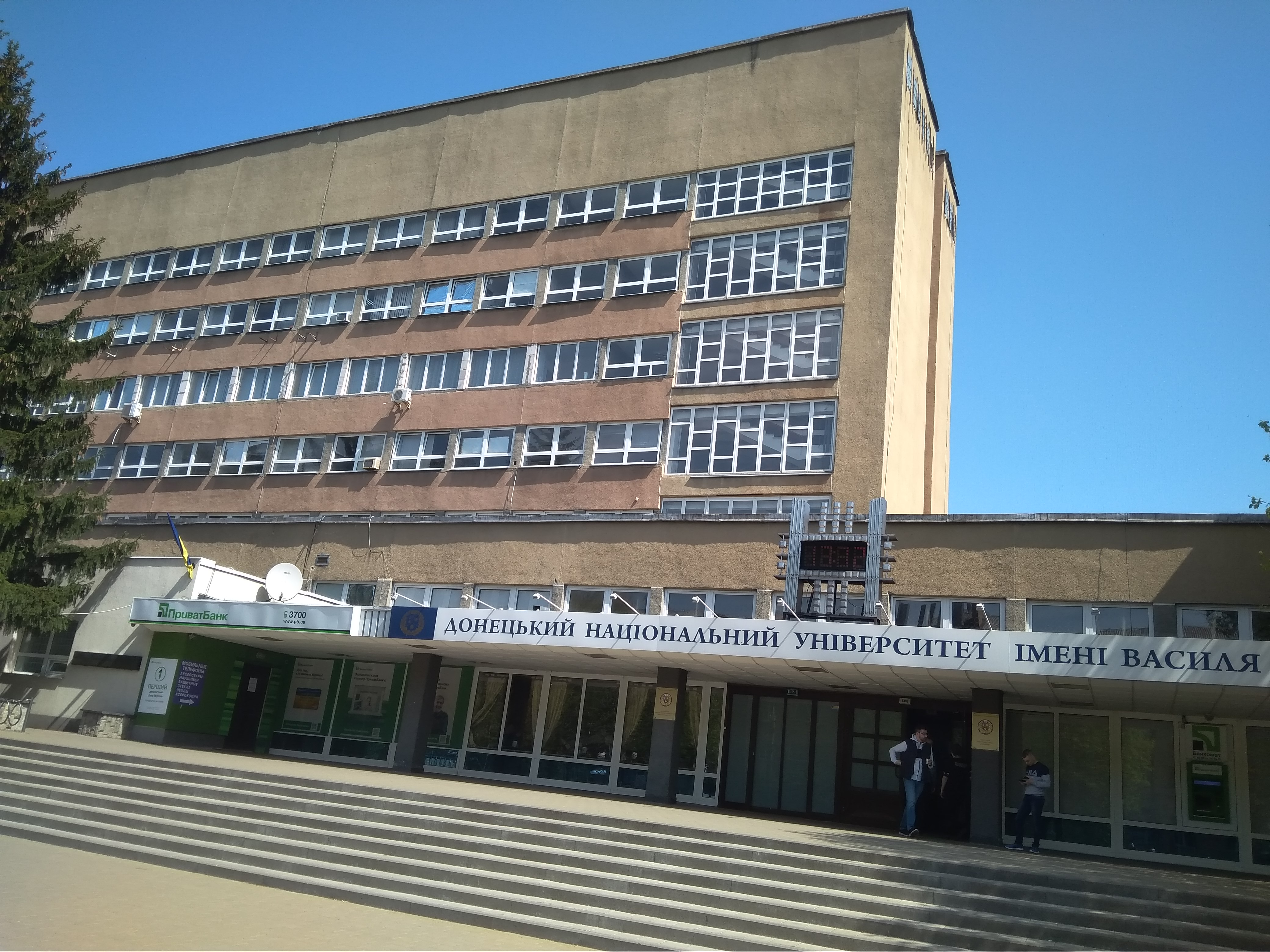
Донецький національний університет імені Василя Стуса
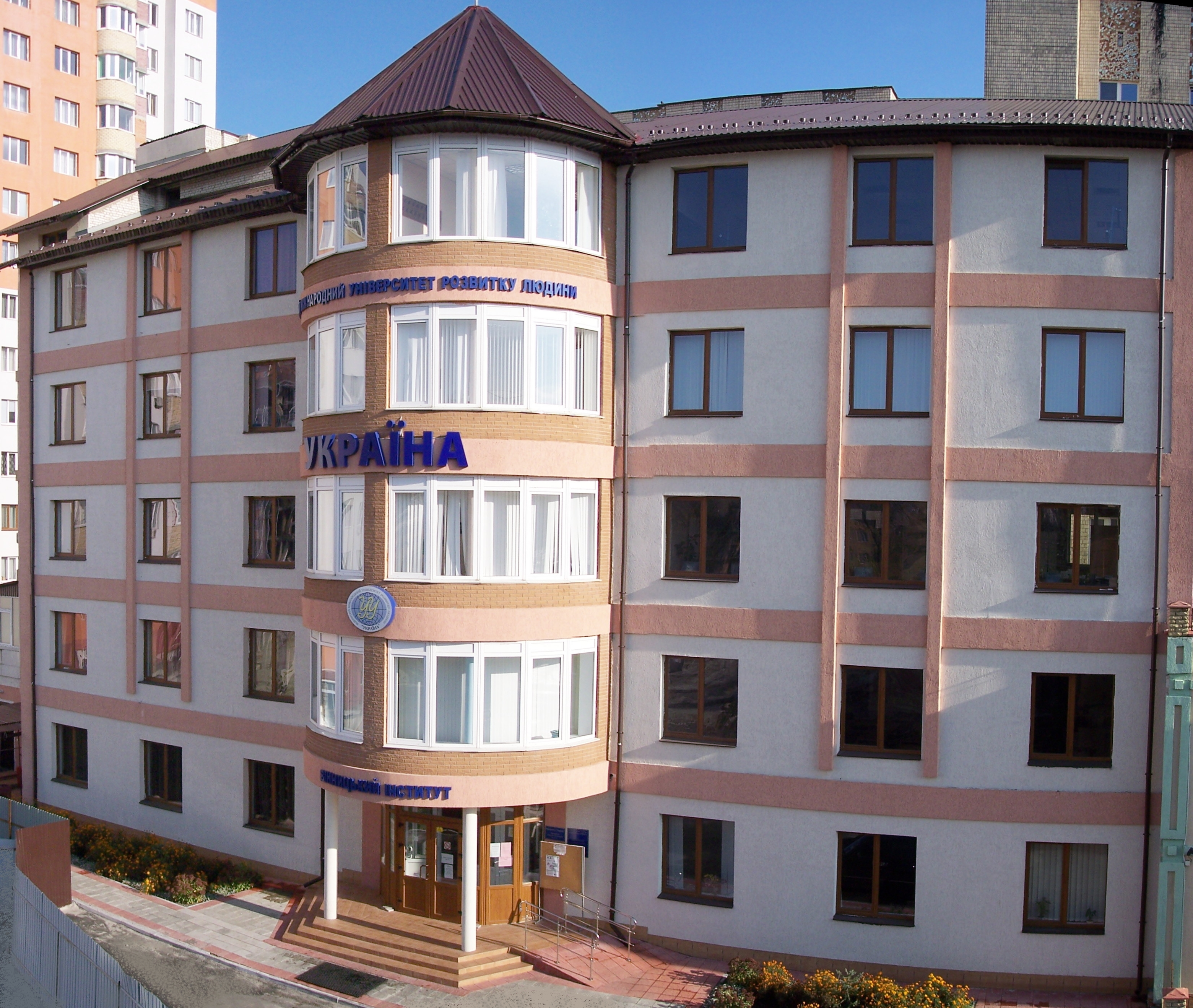
Вінницький соціально-економічний інститут

### Охорона здоров'я
Жителі Вінниці з населенням найближчих сіл користуються послугами розташованих у Вінниці медичних закладів різного рівня підпорядкування. Загалом система охорони здоров'я міста представлена більш ніж 40 лікувально-профілактичними та медичними установами, з яких 16 перебувають у комунальній власності міста Вінниці. Приватних медичних закладів нараховується більше 60.
Місто має розвинуту структуровану мережу медичних закладів, які належать територіальній громаді міста: 5 центрів з 20 відокремленими амбулаторіями сімейної медицини, 3 міських клінічних лікарні, Вінницька багатопрофільна лікарня, міська лікарня «Центр матері та дитини»,2 пологових будинки. Також функціонують 3 комунальні підприємства: «Міський лікувально-діагностичний центр», «Медичний стоматологічний центр», «Вінницька міська аптека».
Вінницький регіональний клінічний лікувально-діагностичний центр серцево-судинної патології — спеціалізований медичний заклад, який надає планову та екстрену медичну допомогу пацієнтам з хворобами системи кровообігу. Заклад має у своєму складі 5 відділень та клініко-діагностичну лабораторію, де працює 186 медичних працівників. У відділеннях протягом року отримують лікування близько 4000 пацієнтів з серцево-судинними захворюваннями, також щорічно у закладі проводять більше 1400 оперативних втручань.
Вінницька обласна клінічна лікарня ім. М. І. Пирогова заснована у 1905 році як перша муніципальна лікарня, під іменем М. І. Пирогова функціонує з 1917 року. Лікарня сьогодні є багатопрофільною високоспеціалізованою, лікувально-профілактичною установою охорони здоров'я, повноваженнями якої є надання медичної допомоги пацієнтам по 22-х профільних напрямках. У лікарні функціонує 18 центрів та відділень, які надають планову та ургентну стаціонарну допомогу, 4 високоспеціалізованих діагностичних центри, консультативна поліклініка на 400 відвідувань в зміну, обласний центр планування сім'ї та медико-генетичного консультування, допоміжні та параклінічні структурні підрозділи, адміністративно-господарча частина, відділення екстреної (невідкладної) допомоги, аптека, централізоване стерилізаційне відділення, 2 сателітних відділення амбулаторного гемодіалізу в містах Немирові та Могилеві-Подільському. У центрах та відділеннях лікарні розміщено 12 клінічних кафедр і циклів Вінницького національного медичного університету ім. М. І. Пирогова.

## Природно-заповідний фонд

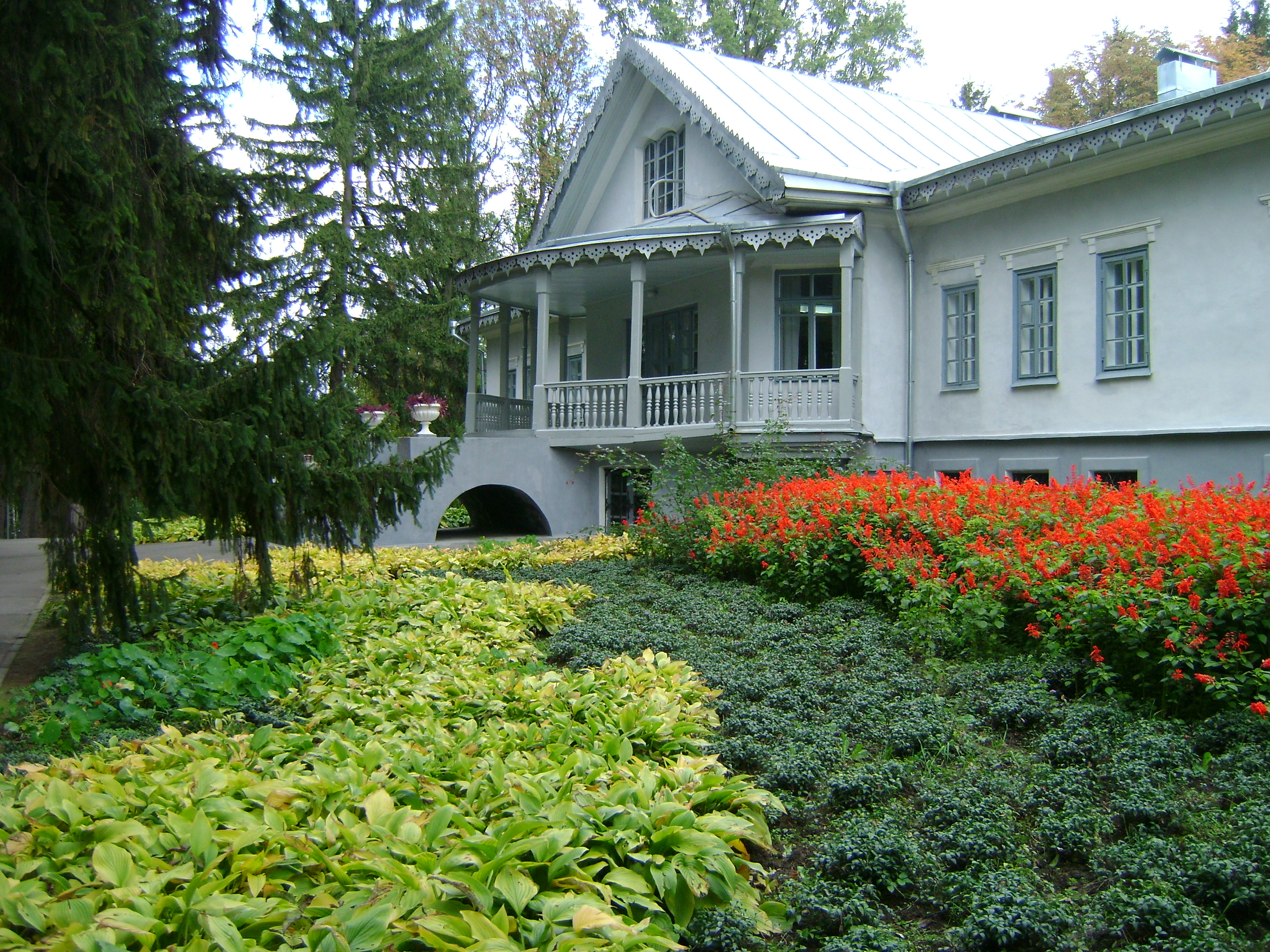
Садиба Пирогова

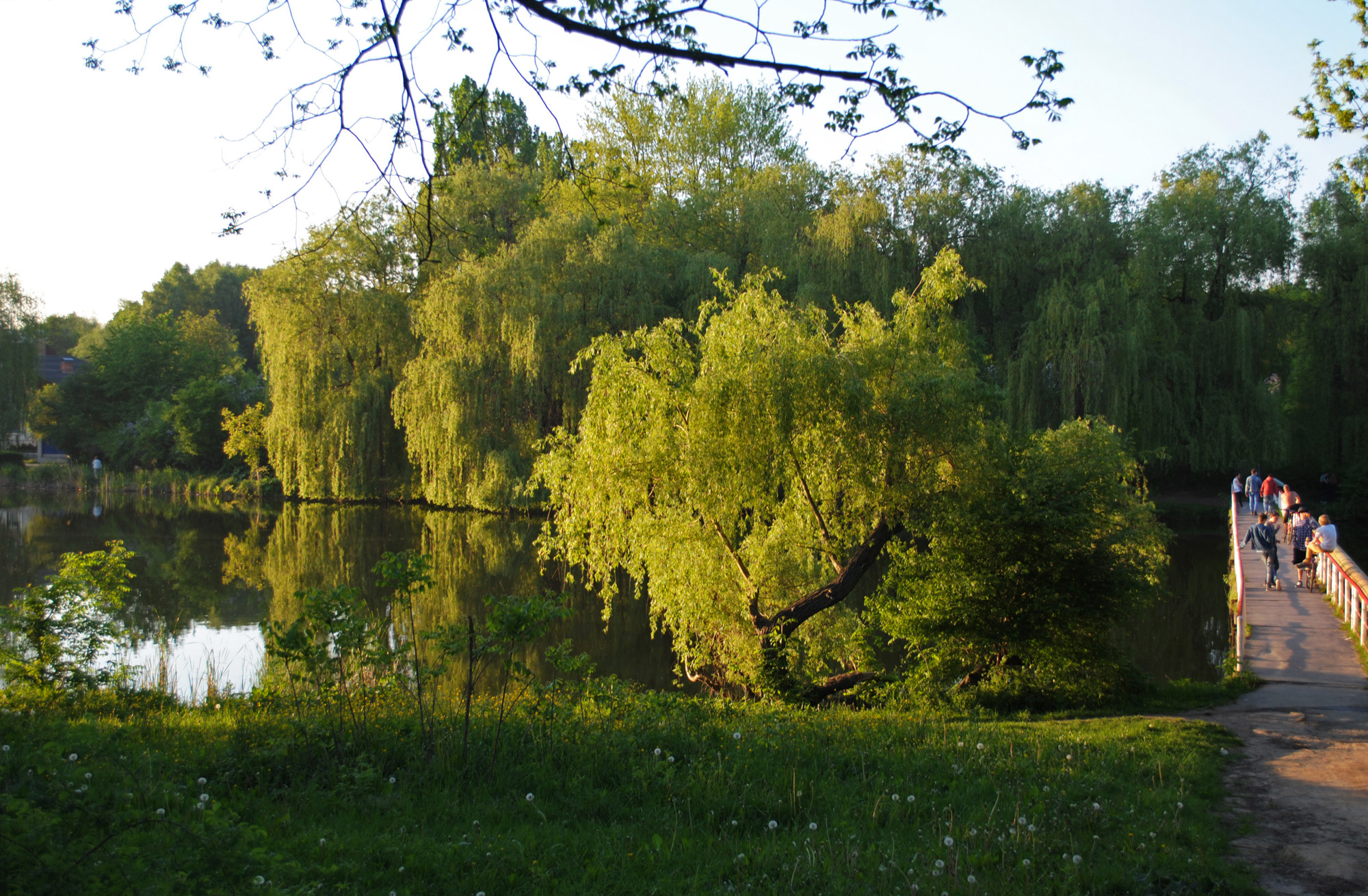
Ботанічний сад «Поділля»

Парки-пам'ятки садово-паркового мистецтва
Ботанічний сад «Поділля» (загальнодержавного значення), Дендрарій лісово-дослідної станції, Музей-садиба М. І. Пирогова, Парк ім. О. І. Ющенка, П'ятничанський парк, Центральний парк ім. М. Леонтовича (загальнодержавного значення), Вишенський парк.
Ботанічні пам'ятки природи
Алея вікових лип (частково), Алея горіха Зібольда, Дуб-велетень, Красень дуб, Сосна Веймутова (8 шт.), Дуб Гаврило (місцевого значення)
Комплексні пам'ятки природи
Музей-садиба М. Коцюбинського
Об'єкти на околицях Вінниці
Бук європейський, Горіх маньчжурський, Горіх чорний, Кабачок, Одинокий дуб, Прибузька горішина, П'ятничанське урочище.

## Засоби масової інформації

### FM-радіостанції
| №п/п | Частота, МГц | Назва                                         | Потужність | Адреса вежі              | Передавач      |
| ---- | ------------ | --------------------------------------------- | ---------- | ------------------------ | -------------- |
| 1    | 88.6         | Українське радіо / Українське радіо Вінниця   | 0,5        | вул. Максимовича 23      | ВФКРРТ         |
| 2    | 90.5         | «Мелодія FM»                                  | 0,5        | вул. Хмельницьке шосе 82 | Завод «Аналог» |
| 3    | 90.9         | «Kiss FM»                                     | 0,25       | вул. Хмельницьке шосе 82 | Завод «Аналог» |
| 4    | 91.3         | «DJFM»                                        | 1          | вул. Київська 14         | РПЦ «ІнноВінн» |
| 5    | 92.0         | «Радіо П'ятниця»                              | 0,5        | вул. Максимовича 23      | ВФКРРТ         |
| 6    | 99.3         | «Армія FM»                                    | 1          | вул. Максимовича 23      | ВФКРРТ         |
| 7    | 99,8         | «Люкс FM»                                     | 0,5        | вул. Максимовича 23      | ВФКРРТ         |
| 8    | 100.3        | Радіо Промінь                                 | 1          | вул. Максимовича 23      | ВФКРРТ         |
| 9    | 100.9        | Радіо Культура                                | 1          | вул. Максимовича 23      | ВФКРРТ         |
| 10   | 101.4        | Radio Roks                                    | 0,5        | вул. Хмельницьке шосе 82 | Завод «Аналог» |
| 11   | 101.8        | «Місто над Бугом»                             | 1          | вул. Максимовича 23      | ВФКРРТ         |
| 12   | 102.6        | «Хіт FM»                                      | 1          | вул. Хмельницьке шосе 82 | Завод «Аналог» |
| 13   | 103.2        | «Країна ФМ»                                   | 0,1        | вул. Хмельницьке шосе 82 | Завод «Аналог» |
| 14   | 103.7        | «Радіо Такт»                                  | 1          | вул. Максимовича 23      | ВФКРРТ         |
| 15   | 104.1        | «Радіо Байрактар»                             | 1          | вул. Хмельницьке шосе 82 | Завод «Аналог» |
| 16   | 104.8        | «Перець FM»                                   | 0,5        | вул. Максимовича 23      | ВФКРРТ         |
| 17   | 105.9        | «Radio Relax»                                 | 0,2        | вул. Хмельницьке шосе 82 | Завод «Аналог» |
| 18   | 106.4        | «Наше радіо»                                  | 1          | вул. Максимовича 23      | ВФКРРТ         |
| 19   | 107.0        | «Шлягер FM»                                   | 0,5        | вул. Київська 14         | РПЦ «ІнноВінн» |
| 20   | 107.4        | «Радіо MAXIMUM» (в ефірі радіостанції «Лада») | 0,1        | вул. Максимовича 23      | ВФКРРТ         |
| 21   | 107.8        | Радіо «НВ»                                    | 0,5        | вул. Максимовича 23      | ВФКРРТ         |

### УКХ-радіостанції
| №п/п | Частота, МГц | Назва       | Потужність | Адреса вежі         | Передавач |
| ---- | ------------ | ----------- | ---------- | ------------------- | --------- |
| 1    | 70,91        | Радіо Марія | 2          | вул. Максимовича 23 | ВФКРРТ    |

### Місцеві телерадіокомпанії
- Суспільне Вінниця[167]
- «ВІТА»
- ТРК «Вінниччина»

### Друковані ЗМІ
У Вінниці широкий спектр місцевих друкованих медіа: «Місто», «Радіоінформ», «33 канал», «РІА» та ін. Газета «Вінниччина» заснована в 1917 році Вінницькою обласною радою, виходить двічі на тиждень накладом 30 тис. примірників і також поширюється на території Вінницької області.
Під час російського вторгнення в Україну у 2022 р. у Вінниці працювали акредитовані журналісти з Польщі, Німеччини, Іспанії, Італії, Японії, Франції, Грузії, Австрії.

## Культура

### Театри і музика

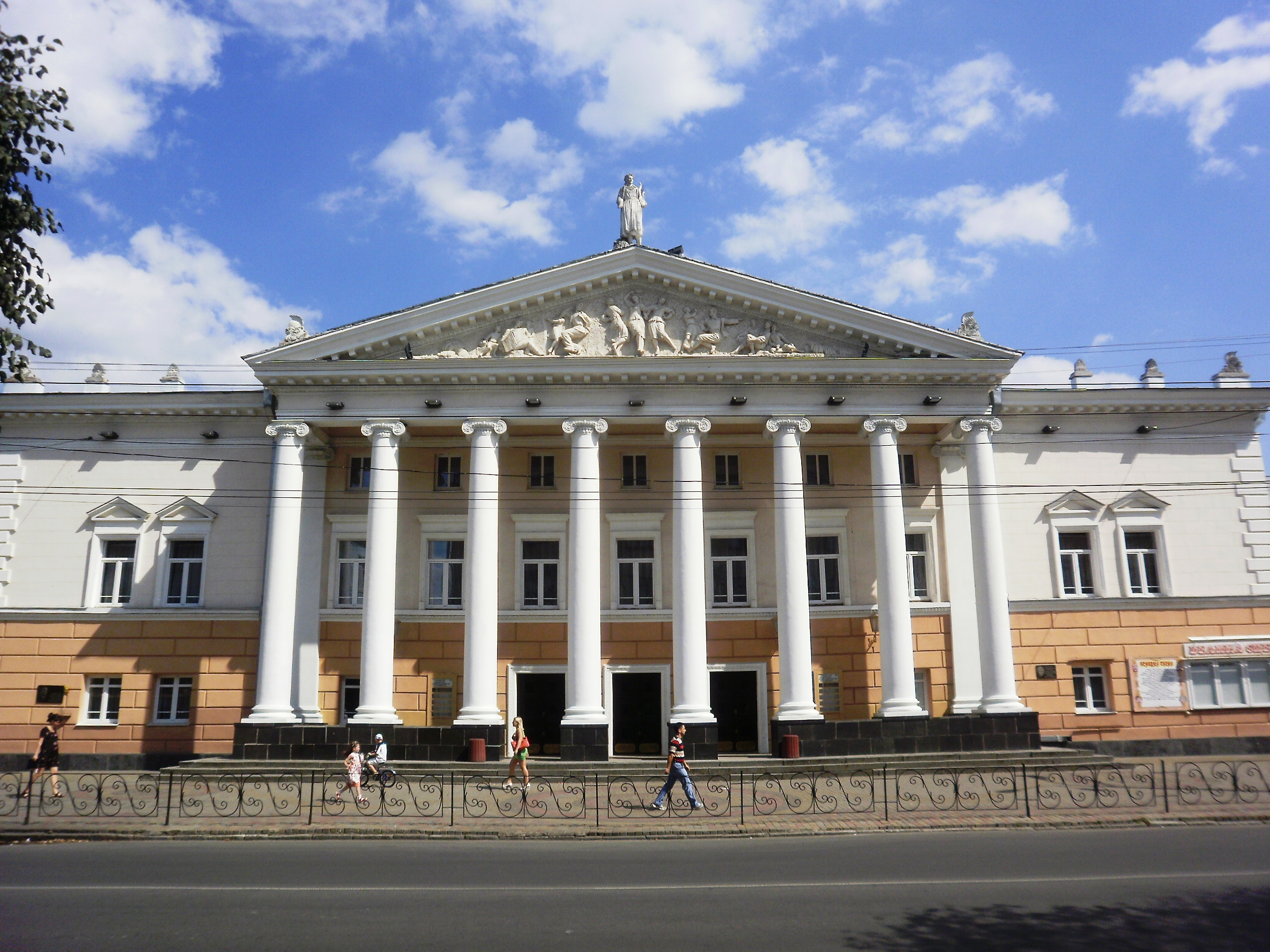
Вінницький державний академічний музично-драматичний театр ім. М. К. Садовського

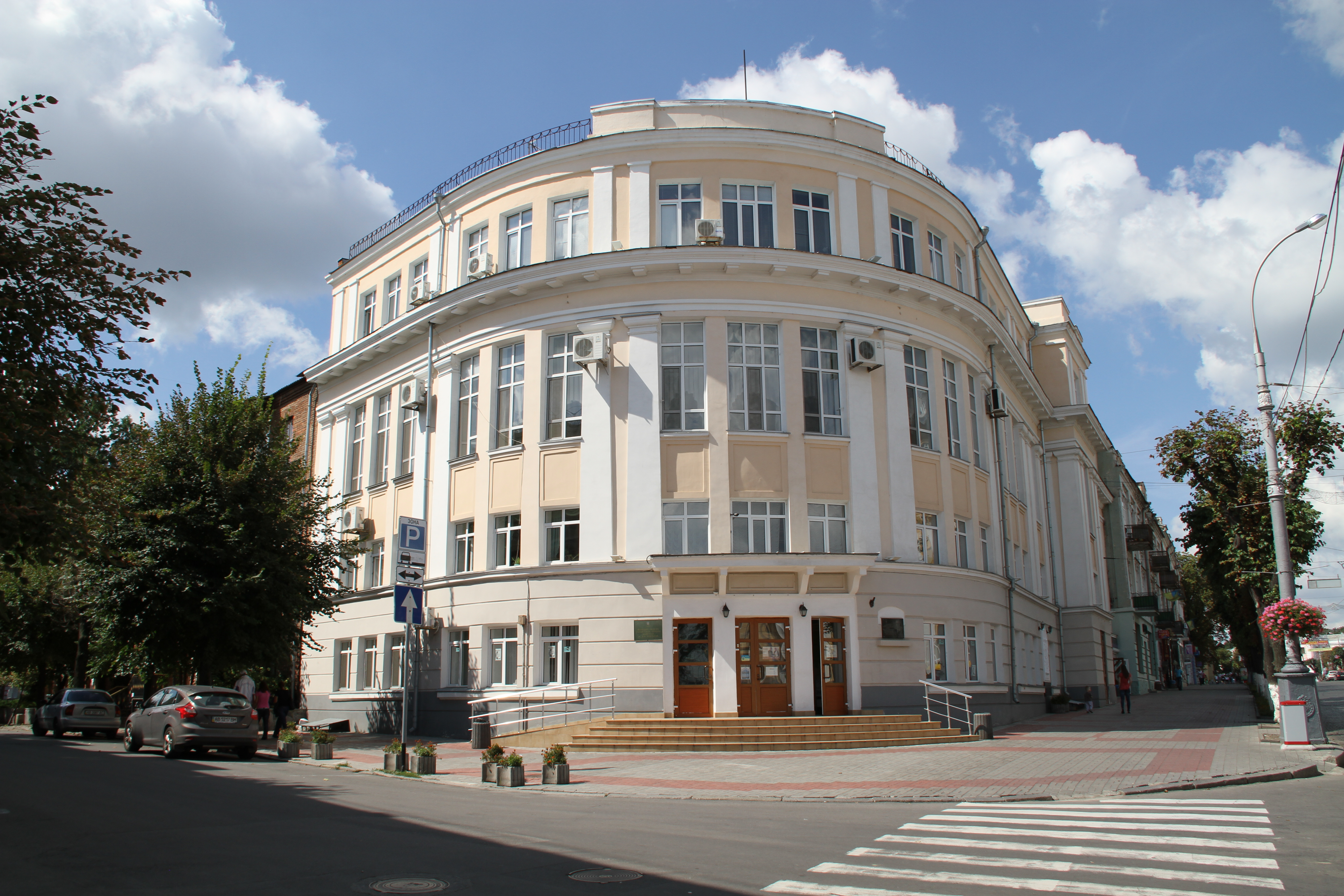
Комунальний заклад «Вінницька обласна універсальна наукова бібліотека імені Валентина Отамановського»

Вінницький державний академічний музично-драматичний театр ім. М. К. Садовського було збудовано 1910 року за проєктом архітектора Григорія Артинова. Вагомий внесок у будівництво театру внесла Тетяна Дмитрівна Лентовська (також відома як Ухтомська), дружина відомого одеського скульптора Бориса Едвардса. Саме Лентовська очолила дирекцію театру після його відкриття. Трупа першого сезону була невелика. У ній нараховувалося тільки 25 акторів. Першими зарубіжними артистами, які виступили у новому театрі, стали артисти італійської опери брати Гонсалець. Їхні гастролі відбулися на початку 1911 року. Починаючи від 1933 року в місті працює постійна трупа, яка не переривала вистави навіть під час Другої світової війни. 28 жовтня 2004 року музично-драматичний театр ім. М. Садовського отримав статус державного академічного театру.
Вінницький академічний обласний театр ляльок «Золотий ключик» — один з найстаріших в Україні, заснований в жовтні 1938 р. Майже 40 років театр очолював лялькар, заслужений діяч мистецтв України Володимир Шестак. Вінницькі лялькарі першими в Україні здійснили постановку вистави для дорослих українською мовою за п'єсою, спеціально написаною для театру ляльок («Боги, чорти, люди» Г. Усача за І. Котляревським). На базі театру проходить Міжнародний фестиваль театрів ляльок «Подільська лялька», який вперше відбувся у 1999 році. На фестивалі побували театральні колективи України, Болгарії, Польщі, Румунії, Грузії, Молдови, Литви, Австрії. За видатні досягнення, пов'язані з розвитком вітчизняної культури, творчому колективу театру в 2007 році надано статус академічного.
Вінницька обласна філармонія ім. Миколи Леонтовича започаткована у 1937 р., перший заклад на Вінниччині, який планував, організовував та контролював професійну концертну діяльність. У 1975 р. філармонію очолив 27-річний Анатолій Левицький, який спершу пропрацював там 25 років, а згодом повернувся до керівництва закладом у 2008 році.
У Центральному парку існують концертний зал «Райдуга» та літній театр, які місто планує реконструювати для потреб культурної інфраструктури.
Національний музей-садиба М. І. Пирогова — місце життя та діяльності всесвітньо відомого хірурга, що зробив неаби який вклад до світової медицини.

### Фестивалі
Особлива увага приділена в місті і заходам з популяризації класичної музики. Так, вже традиційним став осінній Міжнародний органний фестиваль під назвою «Музика в монастирських мурах» — щороку українські органісти разом із закордонними колегами збираються в римо-католицькому костелі Святої Діви Марії Ангельської й виконують шедеври органної музики. Ідейним натхненником, організатором і безпосереднім учасником заходу є художній керівник фестивалю, заслужений діяч мистецтв України Георгій Курков.
Починаючи з травня 1993 року Вінницькою обласною філармонією за підтримки місцевих органів влади проводиться Міжнародний музичний фестиваль класичної музики імені П. І. Чайковського та Н. Ф. фон Мекк, який має статус міжнародного. До участі в мистецькій події запрошуються провідні професійні колективи та виконавці України і зарубіжжя. Обов'язковою умовою участі у фестивалі є виконання творів Петра Чайковського та композиторів епохи романтизму XIX століття.
З 1992 року щовесни у Вінниці проходить Дитячо-юнацький естрадний конкурс «Музична парасолька». Мета конкурсу виявити талановиту молодь в жанрах сучасної естради. Конкурс проводиться у трьох номінаціях: естрадний вокал, вокальні ансамблі та хореографічні колективи, а також у трьох вікових категоріях: 6-10 років, 11-14 років, 15-18 років. Автор ідеї проведення конкурсу — актор театру і кіно, заслужений артист України Олександр Нємченко. З 2001 року конкурс здобув статус міжнародного. Участь у конкурсі беруть більше 700 учасників, вокалісти та хореографічні колективи з країн ЄС, а також Грузії, Казахстану, Молдови та багатьох регіонів України. «Музична парасолька» стала справжньою візитівкою Вінниччини, є одним із найпрестижніших вокально-хореографічних конкурсів України.
Одним із головних музичних брендів Вінниці є найстаріший джазовий фестиваль незалежної України «VINNYTSIA JAZZFEST», на якому починаючи з 1996 року виступили понад 800 провідних джазових музикантів із 37 країн світу. У Вінниці грала ціла плеяда американських легенд: Сайрус Честнат, Ел Фостер, Джессі Джонс, Шерон Кларк, Ліза Генрі, Джо Сесс, Деніз Перьє, Луіз Сімас. Незабутнім був концерт оркестру Олега Лундстрема і людини-легенди Георгія Гараняна. Вінниця бачила величезну кількість литовських музикантів, зокрема, культового барабанщика Володимира Тарасова і розкішний Біг-бенд «Старого підвалу». У скарбничці знакових досягнень Вінницького джазового фестивалю є і рекорд України. У 2007 році вперше в Україні джазовий фестиваль вийшов у прямому радіо- і телевізійному ефірі. А завдяки найдовшій прямоефірній трансляції культурологічного проекту — 11 годин 40 хвилин — «VINNYTSIA JAZZFEST» та Вінницька облдержтелерадіокомпанія «Вінтера» увійшли до Книги Рекордів України.
«МіжНародний ВІННИЦІЯнський» фестиваль — унікальний фестиваль короткого та ультракороткого відео в жанрі комедії, проводиться із 2007 року. Він сприяє залученню до світу мистецтва і творчого процесу молоді України, країн Європи та Америки, виявленню та популяризації кращих зразків аматорської та професійної молодіжної творчості у жанрі комедійного та пародійного кіно. За роки існування фестивалю, його гостями стали відомі актори, режисери: Давид Черкаський, Віктор Андрієнко, Володимир Горянський, Руслана Писанка, Олексій Горбунов, Анатолій Борсюк, комік-трупа «Маски», журнал відео коміксів «Каламбур», Василь Вірастюк, представники культових телевізійних програм, журналісти, телеведучі.
Започатковано у Вінниці ще один Всеукраїнський фестиваль військово-історичної реконструкції «Вінниця-столиця УНР» присвячений подіям Української Революції 1917—1921 років та проводиться до Дня захисників та захисниць України. Під час цієї події влаштовують виставки військової техніки та реконструйованих машин різних періодів минулого століття, одягу військових часів Української революції, відтворюють бої Армії УНР проти ворога.
У рамках святкування Дня Незалежності України у Вінниці проходить Фестиваль сучасного українського мистецтва «Подільська пектораль», який збирає разом майстрів різних народних ремесел міста й області. Завдяки «Параду короваїв», який проводився під час фестивалю, Вінниця потрапила до Книги Рекордів України у категорії «Кондитерські вироби. Масові заходи». Вінничани та гості міста долучаються до різноманітних тематичних флешмобів, насолоджуються українськими піснями й танцями, беруть участь у майстер-класах з рогозоплетіння, подільської витинанки, гончарства, виготовлення ляльок-мотанок.
У Вінниці з червня 2015 року в пам'ять про загиблого військового кухаря-пацифіста проводиться Фестиваль польової кухні пам'яті Тараса Сича. Це не гастрофест у звичному розумінні слова, захід має патріотичне й благодійне спрямування — всі зібрані під час фестивалю гроші використовуються для допомоги українським захисникам. Під час дійства працює експозиція зброї та військової техніки, а також виставка, присвячена пам'яті Тараса Сича. Не обходиться без концерту патріотичної пісні та тематичних майстер-класів.
Традиційно у травні у Вінниці проходить літературно-мистецький фестиваль «VinBookFest». Метою фестивалю є популяризація української книги та сприяння культурному розвитку міста. Цей захід збирає сучасних майстрів слова, музикантів, письменників. Під час мистецької події автори презентують свої книги, поети декламують вірші, видавництва та книгарні пропонують нові книги, майстри організовують цікаві творчі локації.

### Кіно
Місто має давні традиції кінопоказів і функціонування кінотеатрів. Кінотеатр ім. Коцюбинського по вул. Соборній був одним із перших у країні кінотеатрів з широкоформатним екраном і стереофонічним обладнанням. А найстарішим кінотеатром Вінниці вважається кінотеатр «Родина» — перший показ фільму тут відбувся 1911 року. Тоді у приміщенні кінотеатру проходили дворянські збори і працював ілюзіон, який мав назву «Амбрось» в честь грецької їжі богів амброзії. Починаючи з 2010 року кінотеатр «Родина»  щорічно укладає угоди на демонстрування фестивальних фільмів польського кіно з Польським інститутом  у м. Києві.
У місті діють такі кінотеатри:
- Міське комунальне підприємство "Кінотеатр «Родина»[170]
- Кінотеатр «Філмакс» (FILMAX), колишній «МИР»
- Cinema City[171]
- SmartCinema[172]

Вінниця неодноразово ставала знімальним майданчиком для документальних і художніх фільмів. Також свого часу в основу сюжетної лінії для голлівудської стрічки «Список Шиндлера» лягли матеріали, зібрані вінничанином Мартіном Феллером. Загалом, на території Вінницької області було відзнято більше десятка кінострічок вітчизняного виробництва:
- Єврейське щастя, (1925 р., реж. Олексій Грановський)
- Проти волі батьків (1926 р., реж. Євгеній Іванов-Барков)
- Kameraden unterm Edelweiss, («Побратими під стягом з едельвейсом», уривок) (1942 р., реж. Вольфганг Гортер)
- Подвиг розвідника, (1947 р., реж. Борис Барнет)
- Стежки-дорожки, (1963 р., реж. Олег Борисов, Артур Войтецький)
- Пригоди Толі Клюквіна, (1964 р., реж. Віктор Ейсимонт)
- До уваги громадян та організацій, (1965 р., реж. Артур Войтецький)
- Зухвалість, (1971p., реж. Георгій Юнгвальд-Хількевич)
- Безбатченківщина, (уривок), (1976 р., реж. Володимир Шамшурін)
- Розклад на завтра, (1976 р., реж. Микола Александро́вич)
- Людмила, (уривок), (1982 р., реж. Валентин Морозов, Сергій Данілін)
- Далекий голос зозулі, (уривок), (1985 р., реж. Альфред Шестопалов)
- Архієрей, (1990 р., реж. Артур Войтецький)
- Далекий постріл (1991 р., реж. Валерій Шалига)
- Покута (1996 р., реж. Валерій Шалига)
- Фатальна помилка, т/с (2003 р., реж. Валерій Шалига)
- Тримай біля серця (2017 р., реж. Валерій Шалига)
- Таємна операція, (2019 р., реж. Валерій Шалига)
- Кріпосна (телесеріал), (2019 р., реж. Фелікс Герчиков, Максим Литвинов)
- Відлуння, (2021 р., реж. Валерій Шалига)

### Музеї
У Вінниці функціонують наступні музеї:
- Комунальний заклад «Музей Вінниці»[173]
- Вінницький обласний краєзнавчий музей
- Вінницький обласний художній музей
- Військово-історичний музей Повітряних сил Збройних сил України
- Національний музей-садиба М. І. Пирогова
- Вінницький літературно-меморіальний музей М. М. Коцюбинського
- Музей гончарного мистецтва О. Г. Луцишина
- Музей пам'яті воїнів Вінниччини
- Музей вінницького трамвая
- АвтоМотоВелоФотоТелеРадіо Музей
- Музей української марки ім. Якова Балабана
- Музей моделей транспорту
- Музей Голокосту на Вінниччині
- Музей єврейського побуту

#### Заклади культури міста Вінниці
- Міський Палац мистецтв
- Центр концертних та фестивальних програм
- Вінницька централізована клубна система
- Вінницька міська централізована бібліотечна система
- Вінницька дитяча музична школа № 1
- Вінницька дитяча музична школа № 2
- Вінницька дитяча художня школа
- Вінницька дитяча школа мистецтв
- Вінницька дитяча школа мистецтв «Вишенька»
- Вінницька обласна універсальна наукова бібліотека імені Валентина Отамановського
- Вінницький обласний центр культури «Щедрик»
- Вінницький обласний центр народної творчості

#### Творчі об'єднання
- Вінницький народний клуб фотомистецтва «Обрій»
- Вінницька обласна організація Національної спілки художників України
- Вінницька обласна організація Національної спілки письменників України
- Літературно-мистецьке об'єднання «Імпреза»
- Літературно-мистецьке об'єднання «Стожари»

## Спорт
Футбол, баскетбол та волейбол

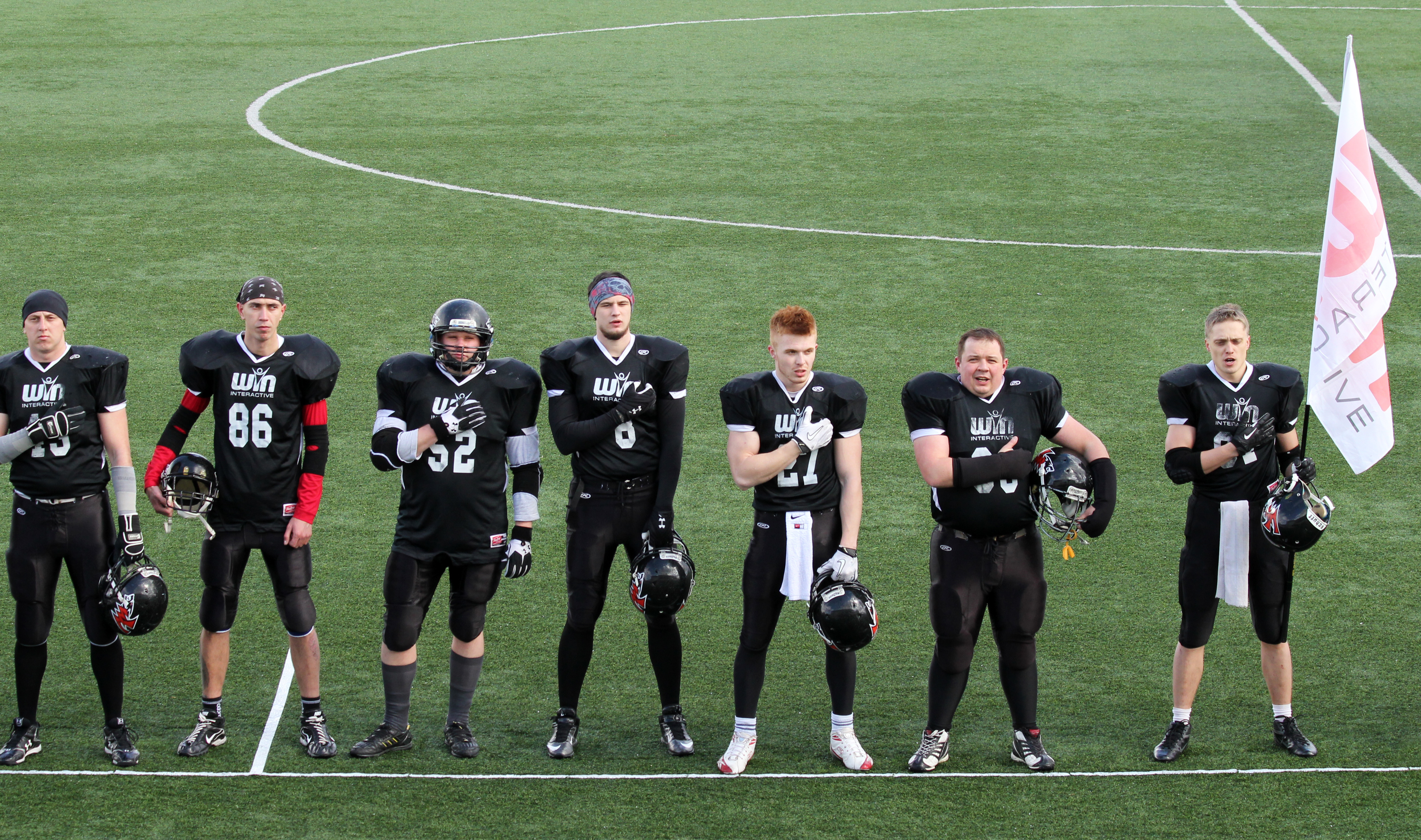
«Вінницькі вовки»

Футбол у місті представлений командою ФК «Нива», заснованою у 1958 року під назвою «Локомотив». Вінничани вигравали чемпіонат республіки в 1964 та 1984 рр., у 1972 і 1973 рр. тоді ще «Локомотив» був володарем Кубку УРСР з футболу. У 1990-х «Нива» виступала у Вищій лізі Чемпіонату України з футболу, а у сезоні 1996/1997 брала участь у Кубку Кубків УЄФА. Станом на 2022 р. команда грає у другій лізі чемпіонату України. Домашня арена клуба — стадіон тренувальної бази СК «Нива», відкритий на початку 2010 р. Трибуни стадіону вміщують 3,5 тисячі глядачів. Серед відомих футболістів, які залишили слід в місцевій команді, можна згадати Василя Раца, Стефана Решка, Валентина Трояновського, Віктора Прокопенка. З більш пізньої епохи 1990-х грали за «Ниву»: Сергій Попов, Сергій Нагорняк, Віталій Косовський, Олександр Горшков, Едуард Цихмейструк та Сергій Воронін, який до цих пір продовжує кар'єру в друголіговому «Калуші». 21 січня 2021 року президентом клубу став гравець «Ниви» Артур Загорулько.
У Вінниці розвивається чоловічий та жіночий волейбол. Команда «Білозгар-медуніверситет» виступає у суперлізі серед жіночих команд, команда МХП «Вінниця» — у чоловічій суперлізі.
У місті діє дві професійні команди з баскетболу: жіноча «Вінницькі блискавки» та чоловіча «Вінницькі зубри».

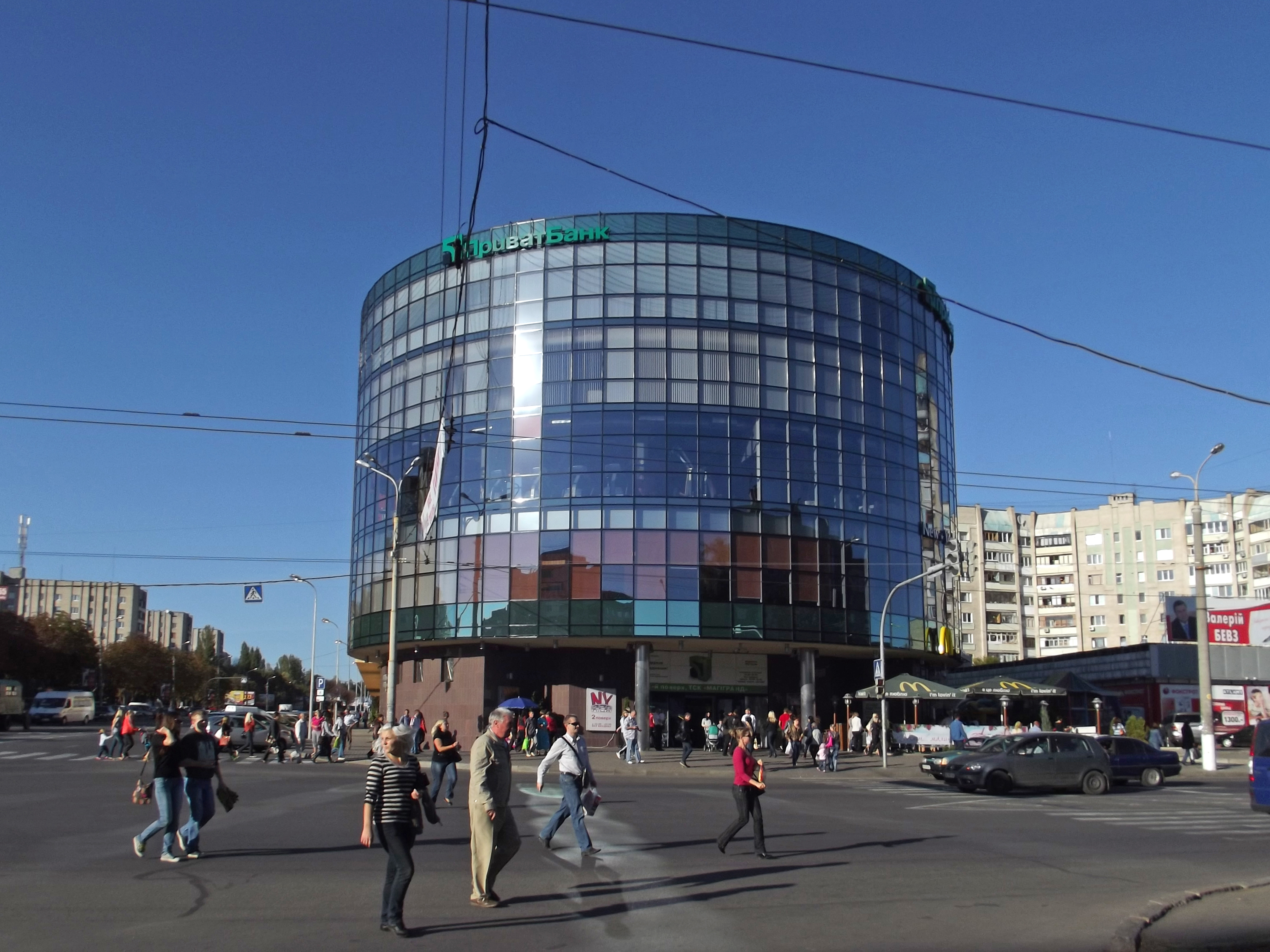
Sport Life фітнес-клуб у ТСК «Магі-Гранд»

Американський футбол та альтернативні види спорту
Розвивається американський футбол, його представляє створена ще 1996 року команда «Вінницькі вовки».У 2011 році команда зайняла 3-е місце в Чемпіонаті України в форматі арена футбол і 3-е місце у відкритому кубку Житомира з флаг-футболу. У 2013 році 6 гравців «Вовків» були запрошені на відбір до збірної команди України з американського футболу. Троє з них увійшли до її складу.
Офіційною групою підтримки клубу є команда з чирлідінгу Vinnytsia Wolves Cheerleading Team, яка існує з 2013 р.
Вінниця є базою збірної України з хокею на траві — тут виступають 2 провідні українські команди — «Хокейний клуб Олімпія-Колос-Секвоя» і «Олімпік-ШВСМ-ВДПУ».
Спортивні школи та тренувальні бази
У Вінниці функціонує сім міських спортивних шкіл, в яких культивуються 27 видів спорту. Усі заняття — безкоштовні.
Діє спортивне товариство розвитку спорту серед сільського населення — ВФСТ «Колос».
З 2008 року у місті функціонує крита льодова арена «Льодовий клуб» (у Центральному парку), яка є тренувальною базою місцевого хокейного клубу «Патріот».
Працює Вінницький регіональний центрі фізичної культури і спорту осіб з інвалідністю «Інваспорт».
Паралімпійські види спорту та відомі спортсмени
Олексій Денисюк — вінницький спортсмен з кульової стрільби, заслужений майстер спорту України, бронзовий призер Літніх Паралімпійських ігор у Ріо-де-Жанейро 2016 та Токіо 2020. Нагороджений Орденом «За мужність» III ст.
Мар'яна Шевчук — чемпіонка Паралімпіади в Токіо (2021) з пауерліфтингу, яка випередила на п'єдесталі пошани суперниць з Китаю і Туреччини.
Спортсмени з Вінниччини вибороли призові місця на зимових Паралімпійських іграх 2022. Чемпіонами Паралімпіади-2022 стали біатлоніст Григорій Вовчинський (клас LW8), який виборов золото, та Олександр Казік, який отримав срібло.
Вінничанин Олексій Денисюк став володарем срібної медалі у вправі Р3 (спортивний пістолет, 25 м, 30+30 пострілів) та виборов ліцензію на Паралімпіаду — 2024. Загалом, за два змагальні дні чемпіонату Світу, що проходив у Аль Аіні (ОАЕ) Українська національна збірна завоювала дві високі нагороди: срібну та бронзову медалі.
Чемпіони та призери Олімпійських ігор
Серед видатних спортсменів, які представляли на міжнародних змаганнях Вінницю: Павло Хникін — плавець, дворазовий срібний призер Олімпійських ігор 1992 року; Наталя Добринська — легкоатлетка, чемпіонка Олімпійських ігор 2008 року в Пекіні; Інна Осипенко-Радомська — веслувальниця на байдарках, бронза на Олімпійських іграх в Афінах 2004-го (байдарка четвірка, 500 м), золото на Олімпійських іграх в Пекіні 2008-го (байдарка-одиночка, 500 м) та срібна медаль у Лондоні 2012-го; В'ячеслав Узєлков — інтерконтинентальний чемпіон з боксу в напівважкій вазі за версією WBA.

## Архітектура
Забудова історичного центру Вінниці характеризується низкою цікавих тенденцій і особливостей. Попри той факт, що згідно з існуючою історіографічною традицією дату заснування міста пов'язують з князями Коріатовичами та Синьоводською битвою 1362 року, перші поселення поруч з місцем впадіння річки Віннички в Південний Буг, ймовірно, існували ще до цієї події . Орієнтовний час появи укріпленого замку у Вінниці на лівому березі Південного Бугу припадає на 1360-90-ті роки, цим же часом датуються перші згадки Вінниці в літописах. Новий замок, що був закладений Костянтином Івановичем Острозьким в 1512 році на лівобережній скелі (Замкова гора), проіснував до 1580 року і був спалений татарами під час чергового нападу на місто. Формування стійкої планувальної структури Вінниці почалося лише з XVI століття після утворення Речі Посполитої (1569 р.). Значною позитивною подією стало перетворення міста у 1598 р. в адміністративний центр Брацлавського воєводства. І зважаючи на прикордонне положення Брацлавщини, зросла потреба в розбудові та модернізації оборонних укріплень. Нове становище міста посприяло також торговельно-економічному, культурному та архітектурно-просторовому розвитку міста. В 1604 році за сприяння тодішнього старости Валентія-Олександра Калиновського завершено спорудження нової фортеці на острові Кемпа. У 1611 — 1613-х рр. В. Калиновський зробив вагому пожертву на діяльність ордену Єзуїтів, що оселилися у Вінниці. Після пожежі 1613 року на правому березі Південного Бугу починається будівництво архітектурного комплексу монастиря Єзуїтів, яке тривало практично до 1648 року. Комплекс монастиря складався з костелу, колегіуму і конвікту (гуртожитку). За стінами ансамблю єзуїтського монастиря був розташований монастир домініканців, який тривалий час був дерев'яним. Згодом будівлі єзуїтського і домініканського монастирів були об'єднані в єдину фортифікаційну систему з оборонним муром та вежами під назвою Мури, які стали осердям для Нової — правобережної — частини міста.
Вінниця в XVI — XVIII століттях зростала за рахунок хаотичної приватної одноповерхової дерев'яної забудови, що було характерно як для лівобережних (Старе місто), так і для правобережних (Нове місто) кварталів Вінниці. Місто в цей час мало нерегулярну планувальну структуру. Головним структурним елементом міста стала Єрусалимка — квартал місцевої єврейської бідноти, що є взірцем т. зв. «єврейського містечкового бароко» кінця XVIII століття, притаманного для Східного Поділля. Наприкінці XIX — початку XX століття у Вінниці, як і повсюдно в тодішній Україні панівним є еклектизм, крім того характерною особливістю архітектурного обличчя історичного центру Вінниці стало використання у міській житловій і громадській архітектурі в 1910—30-х рр. загальноєвропейських модних архітектурних стилів, у першу чергу, стилю модерн (кол. готель «Савой», будинки на вулицях Миколи Оводова, Григорія Сковороди тощо), а також конструктивізму (кінотеатр на Соборній, 35, зараз ім. М. Коцюбинського, арх. Р. М. Риков, у 1950-ті перебудований).

Панорамний вигляд на Спасо-Преображенський кафедральний собор у Вінниці і на центральну частину міста

За СРСР у місті дещо перебудовано у 1950—60-ті рр. (в тому числі у т. зв. сталінському бароко), а також збудовано чимало громадських будівель (залізничний вокзал, музично-драматичний театр, палац піонерів (архітектор М. З. Гуревич), поштамт, спортивний комплекс) та житлових комплексів (Вишенька).
За незалежності (від кінця 1990-х рр.) у місті будуються культові споруди, торговельні комплекси, нові житлові будинки тощо.
У Вінниці нараховується 28 пам'яток (43 об'єкти) історії, включених до реєстру.
На території Вінниці перебувають під охороною держави 13 пам'яток археології.
Перелік пам'яток архітектури і містобудування Вінниці нараховує 121 об'єкт, з яких 11 — національного значення. Найвизначнішими історико-архітектурними пам'ятками Вінниці є:
- Домініканський монастир, 1624 — дерев'яний, входив до складу оборонного комплексу Мури (комплекс укріплень XVII ст.). В 1760 році за проєктом італійського архітектора Паоло Фонтани перебудований в цегляний костел. Монастир закрито в 1831 році після польського Листопадового повстання. Збереглися: костел, печери і оборонна вежа. До 1991 року використовувався як зал органної музики. Нині — Свято-Преображенський собор на центральній вулиці міста.
- Францисканський костел Святої Діви Марії Ангельської, 1760 — цегляний, прямокутний. Збудований в стилі тосканського бароко. Збереглися фрагменти настінного живопису XVIII ст.
- Єзуїтський монастир, 1610—1617 — входив до складу оборонного комплексу Мури. На його території: костел, колегіум, келії. Нині — краєзнавчий музей і обласний архів.
- Миколаївська церква, 1746 (дзвіниця, XIX ст.) — дерев'яна, триглава. Під час реставрації 1970 року відновлені форма та основні конструкції, аркада-галерея. Споруда — один з найкращих зразків народної дерев'яної архітектури. Поряд — відреставрована дзвіниця. Тепер — філіал краєзнавчого музею.
- Садиба в П'ятничанах, XVIII ст. — до комплексу входять споруди XVIII ст.: палац, флігель, павільйон. Розміщені в парку серед численних порід хвойних та листяних дерев.

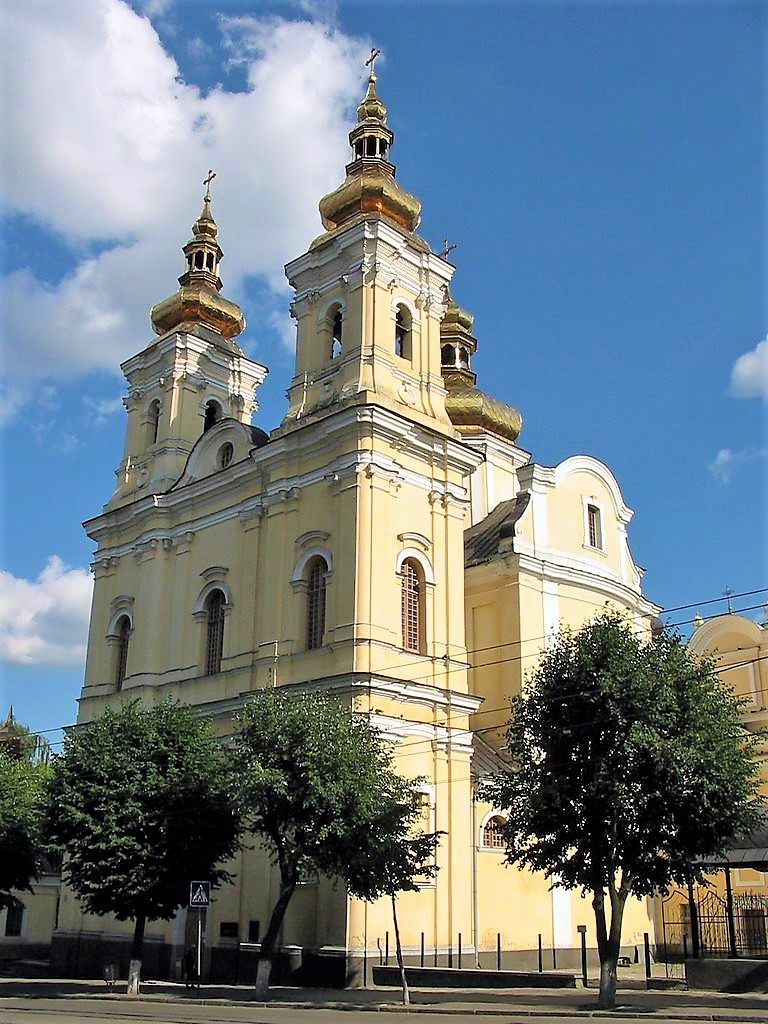
Спасо-Преображенський собор, колишній костел Домініканів
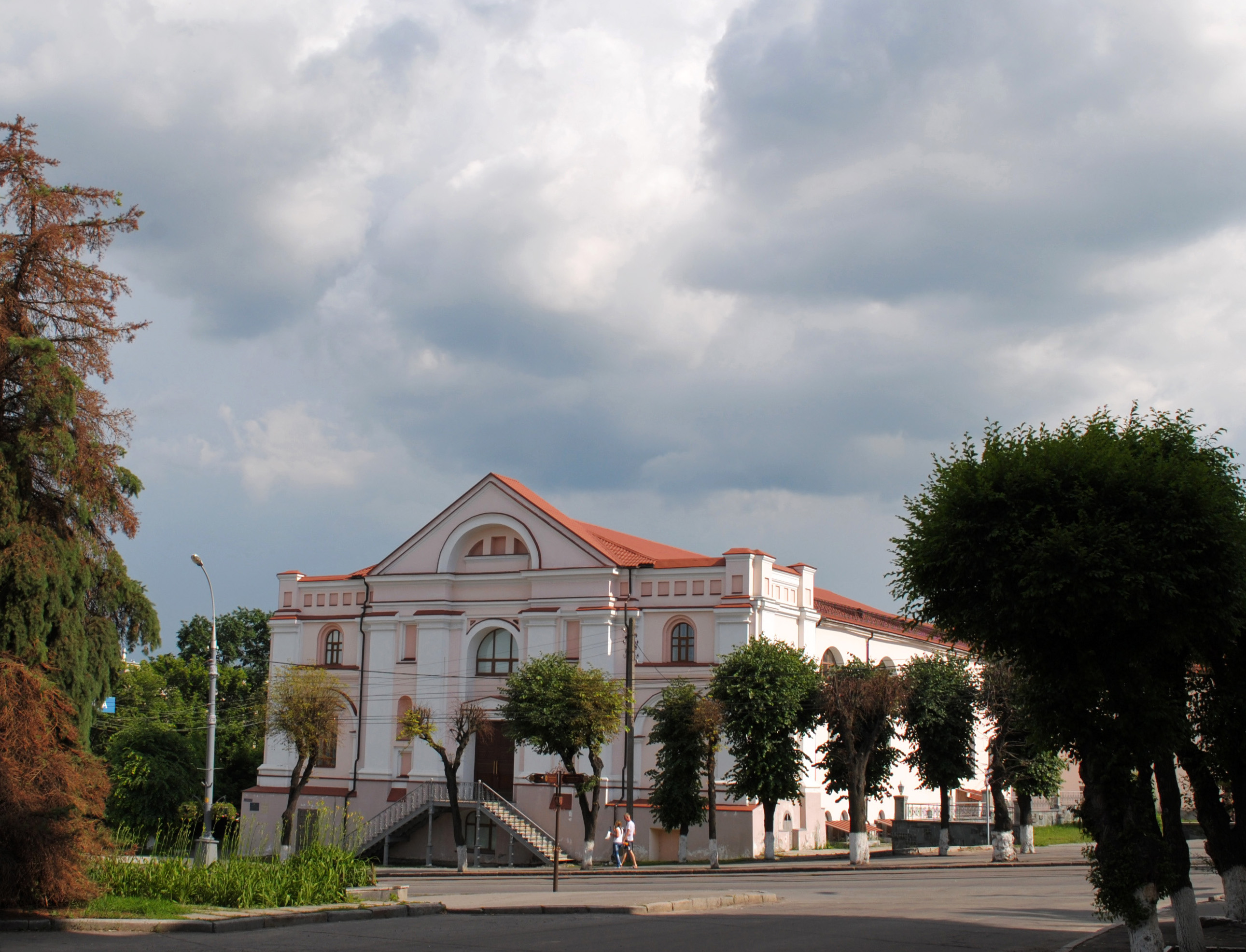
Єзуїтський монастир
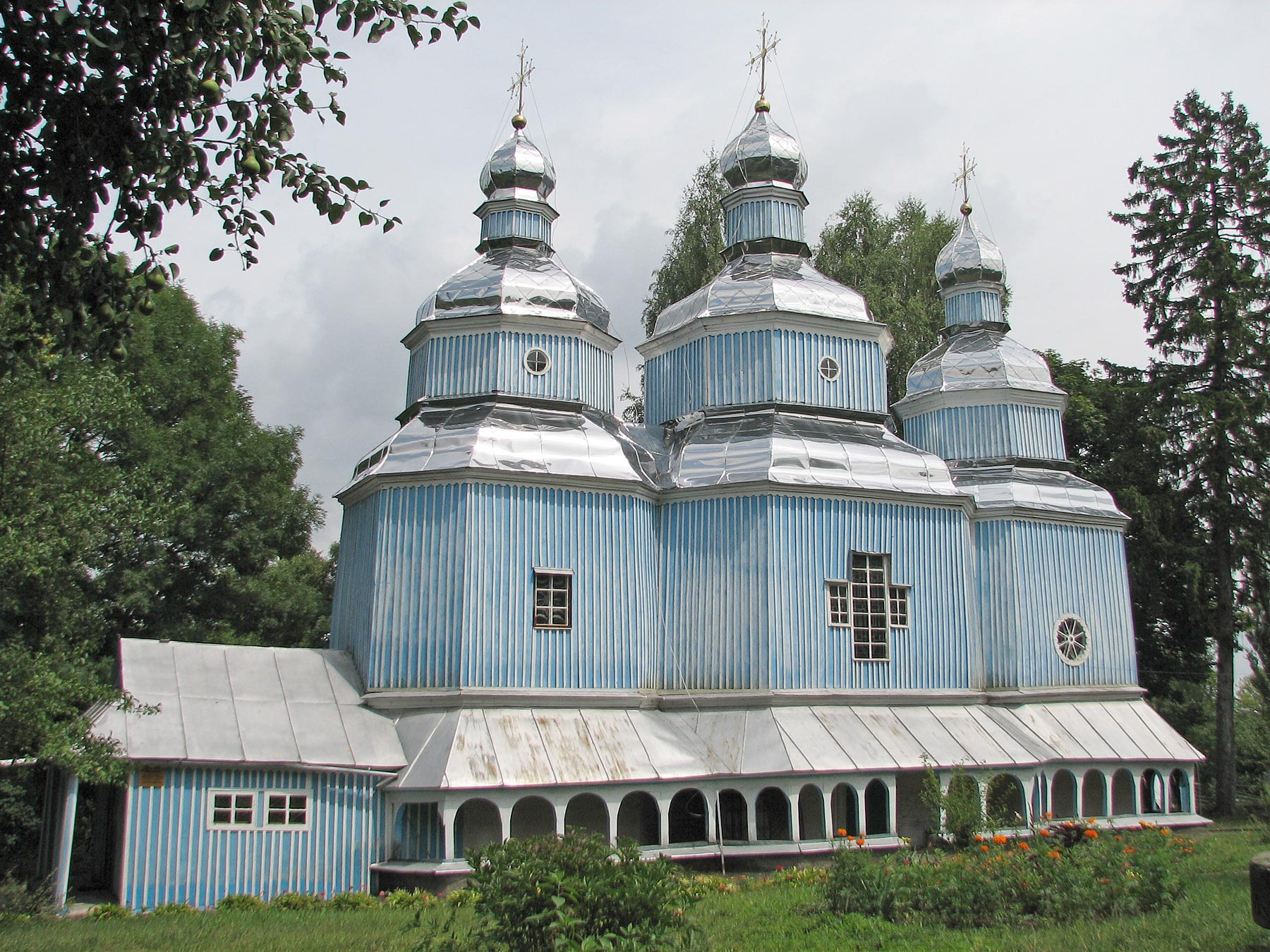
Микільська церква
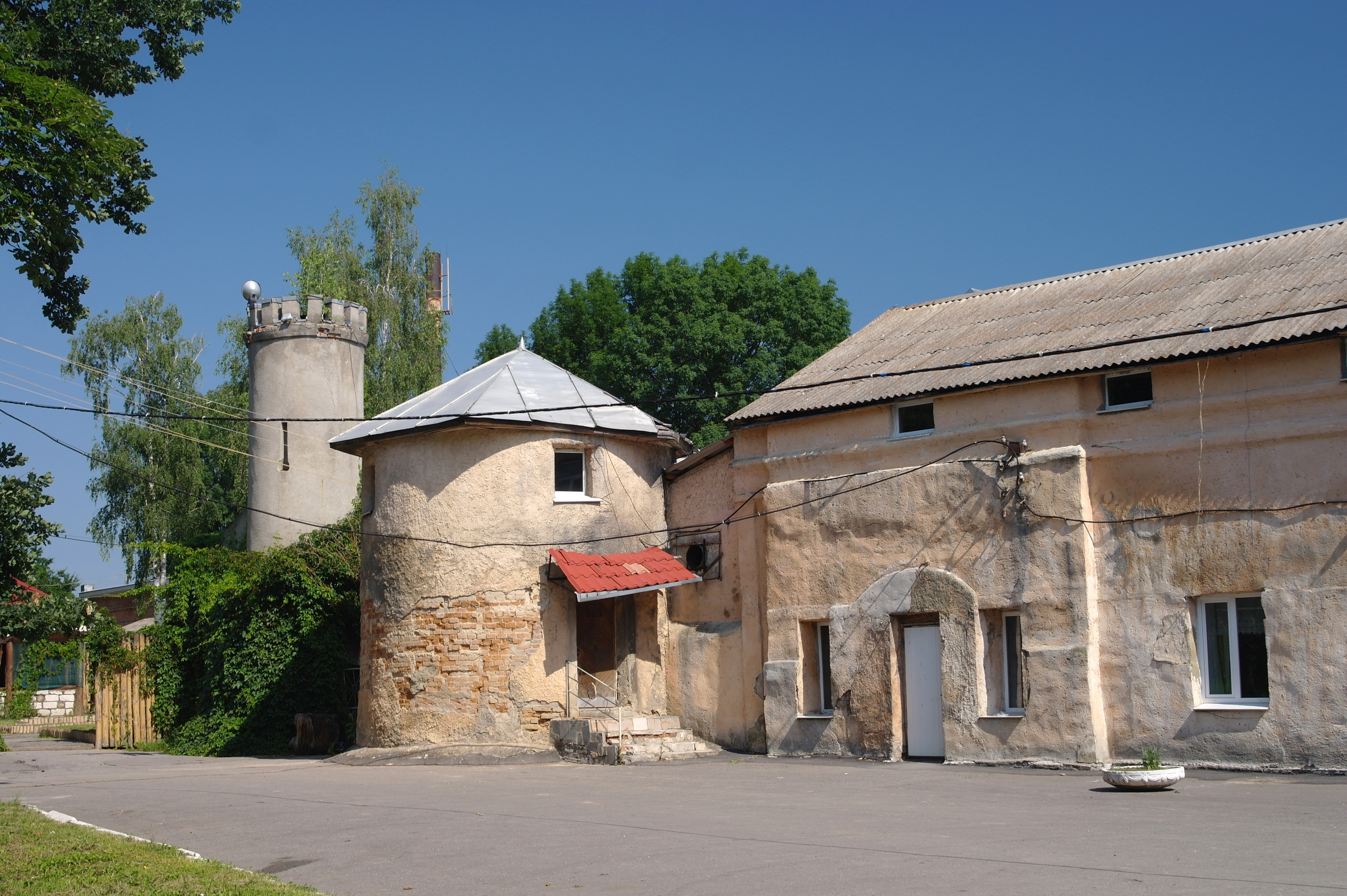
П'ятничанський замок
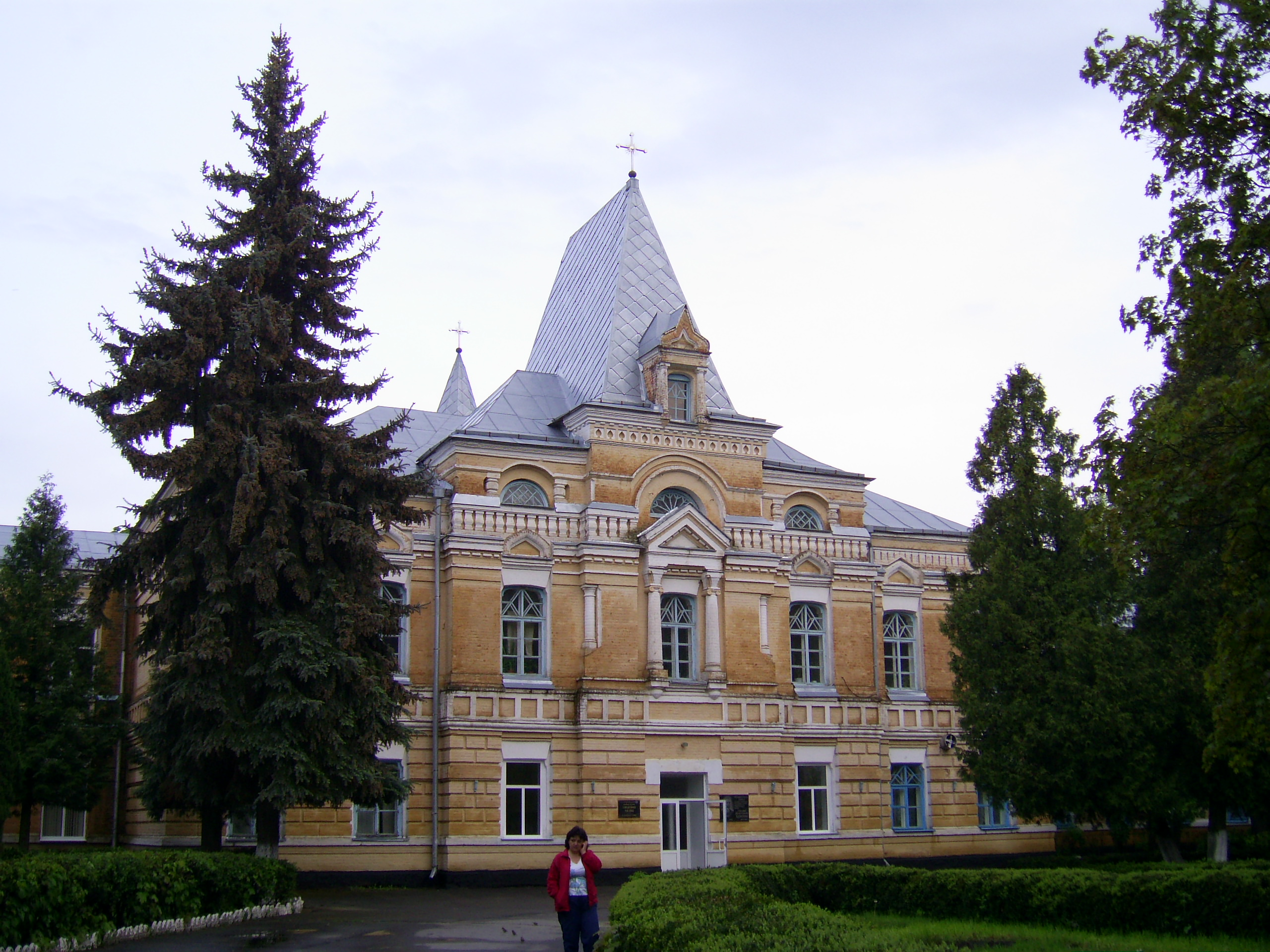
Психіатрична лікарня
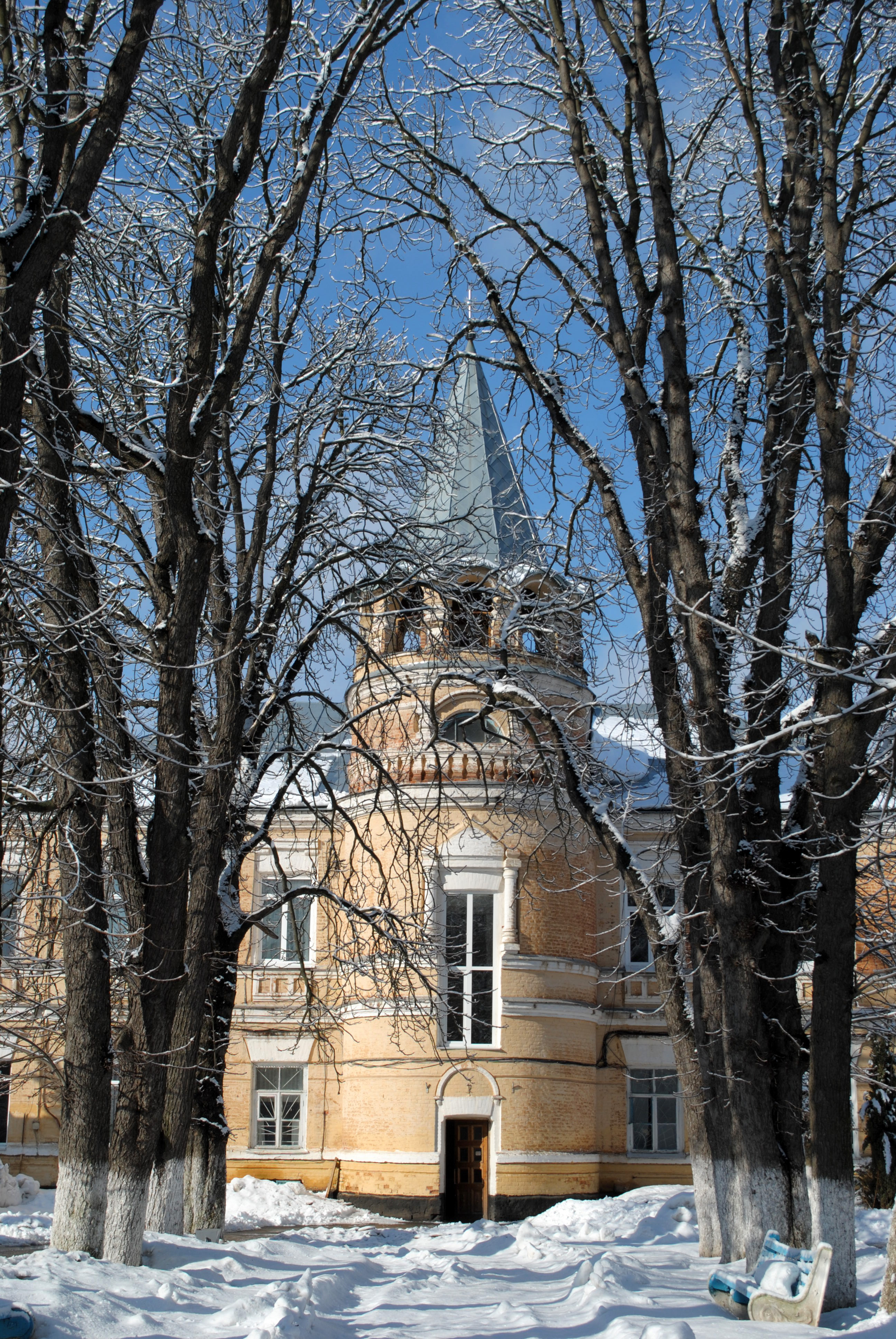
Психіатрична лікарня
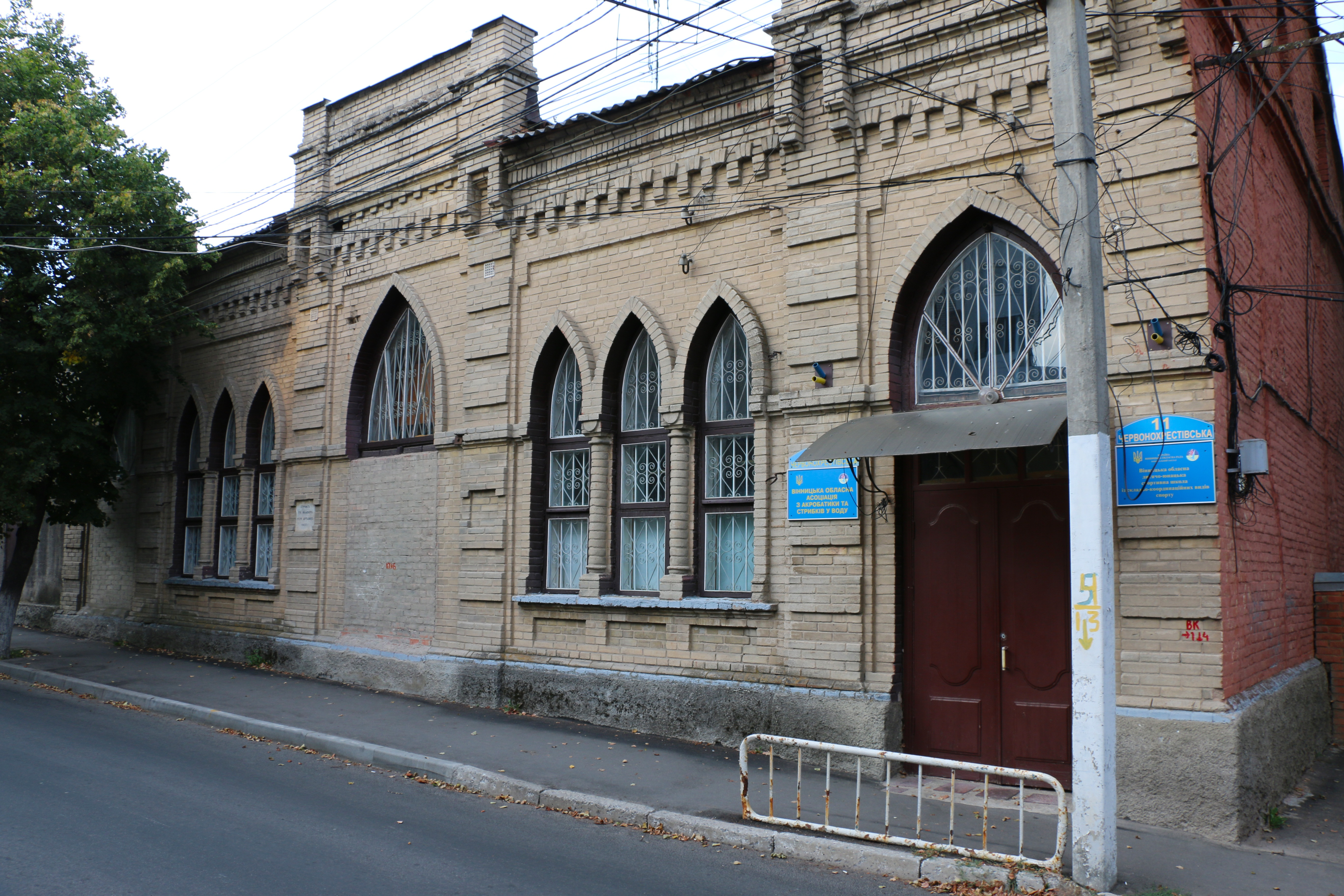
Синагога Райхера
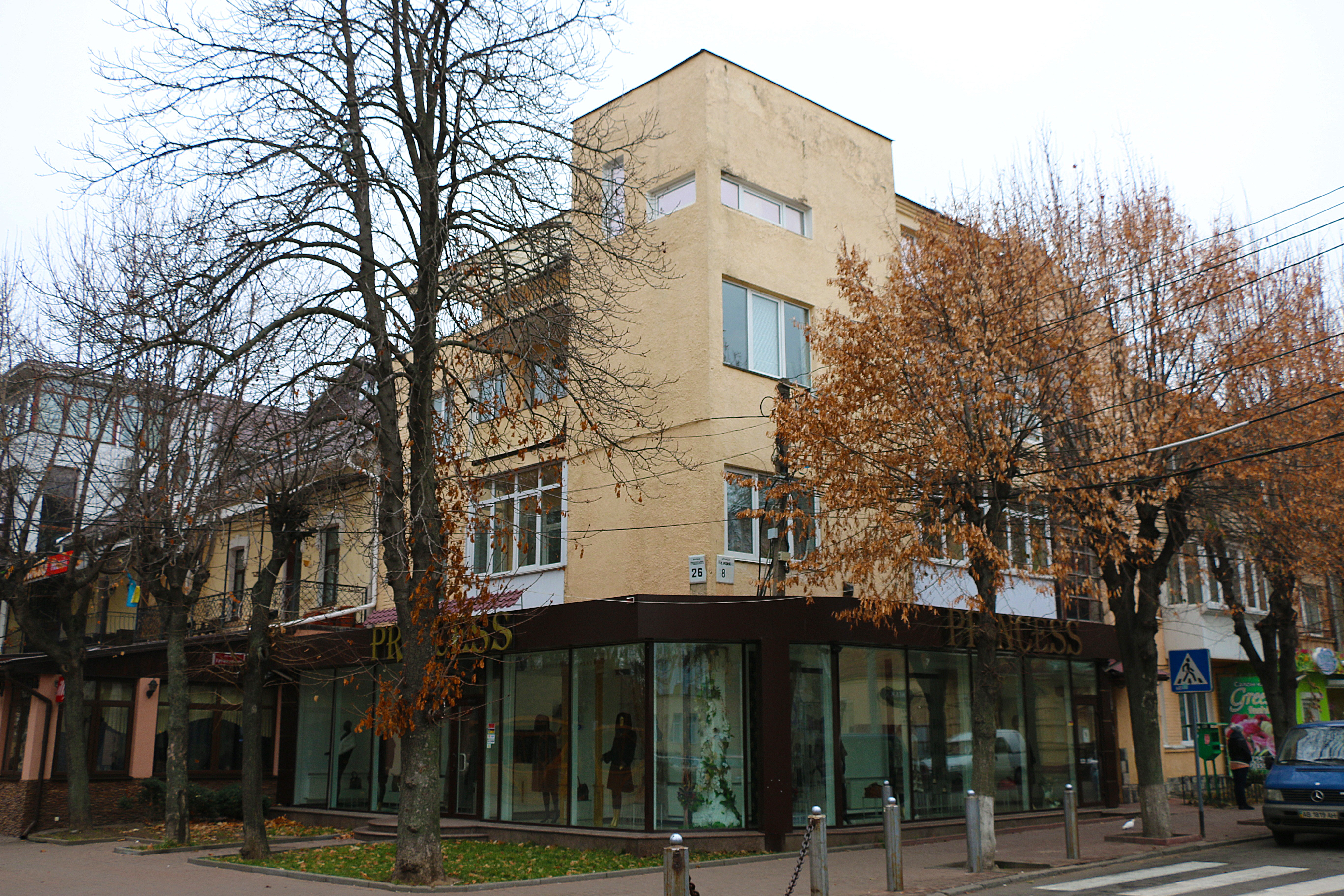
Кооперативний житловий будинок на 24 помешкання, конструктивізм, 1929 р. (вул. Оводова, 18)
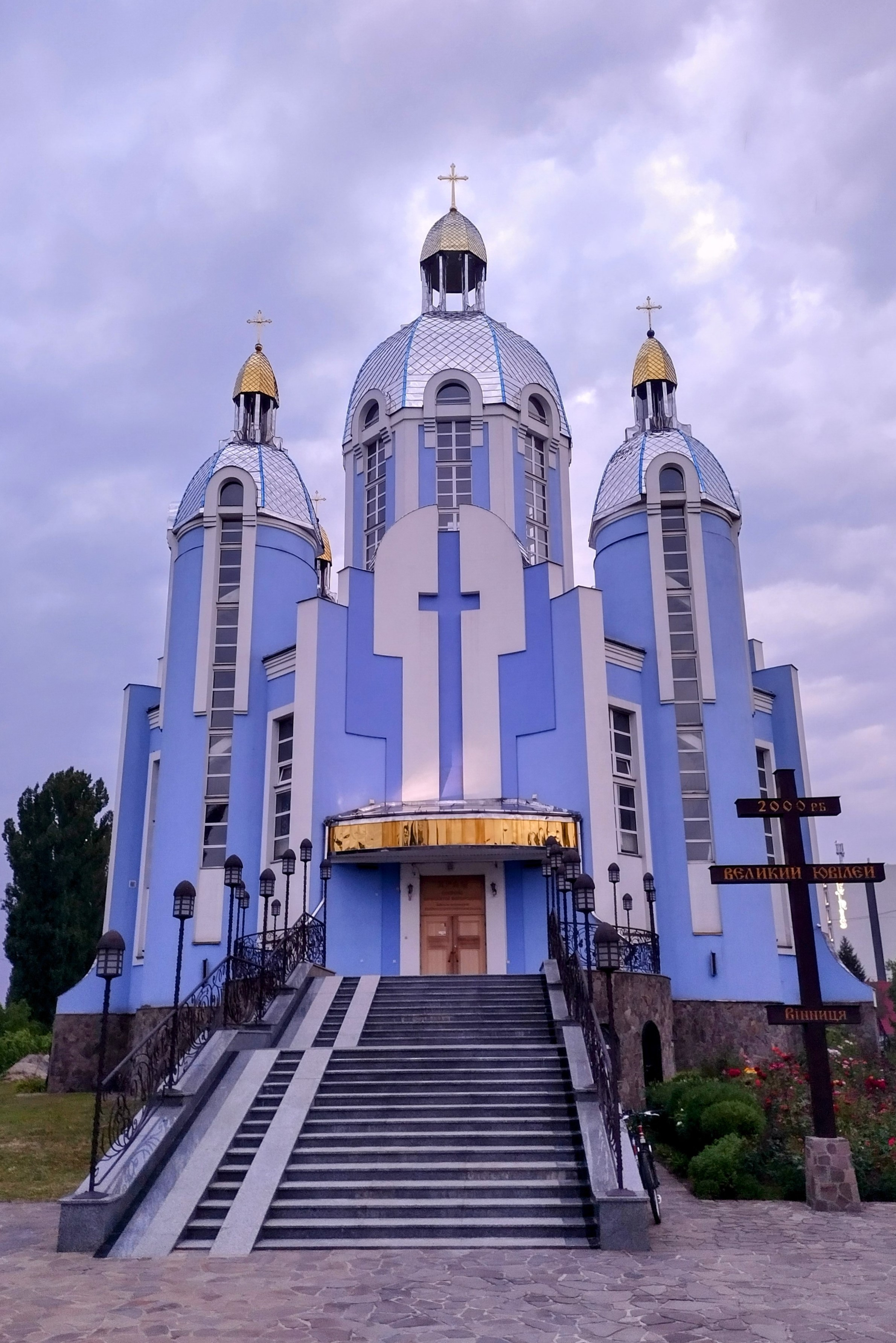
Церква Покрови Пресвятої Богородиці

У сучасній Вінниці значне число пам'ятників. Місцеві монументи присвячені Героям Небесної Сотні та російсько-української війни, жертвам Голодомору та Чорнобильської трагедії; знаковим постатям української історії (Тарас Шевченко), видатним діячам політики, культури і науки, життя і творчість яких безпосередньо пов'язані з містом або Вінниччиною (Михайло Коцюбинський, Василь Стус, Микола Леонтович, Симон Петлюра, Михайло Грушевський, Григорій Артинов, Микола Пирогов). До яскравих монументів радянської доби належать: Меморіал Визволення (1944), пам'ятник М. І. Пирогову (1971); до прикметних монументів часів Незалежності (після 1991 року) — пам'ятник Василю Стусу (2002) і пам'ятник українській пісні (2005).

## Міжнародні зв'язки

### Консульства
2010 у місті відкрито Генеральне Консульство Республіки Польща. У вересні 2012 року в рамках дводенного державного візиту до України з робочою поїздкою до Вінниці вперше завітав президент Республіки Польща Броніслав Коморовський.
2017 у місті відкрито Почесне Консульство Республіки Молдова.
2021 р. у місті відкрито Почесне консульство Латвійської Республіки.

### Міста-побратими
Вінниця поріднилася з 8 містами:
| - Бат-Ям - Бірмінгем - Бурса - Кельці | - Пітерборо - Паневежис - Карлсруе - Нансі |

### Міста-партнери
Вінниця також підписала партнерські угоди з наступними містами:
| - Вентспілс - Виниця | - Вишкув - Люблін | - Мюнстер - Руставі - Балаклія |

## Люди, пов'язані з містом та областю

### XIV—XVIст.
- Коріятович Федір (1331—1414) — подільський князь з роду Коріятовичів, син Коріята-Михайла Гедиміновича, один з фундаторів Вінниці;
- Острозький Костянтин Іванович (1460—1530) — військовий і державний діяч Великого князівства Литовського, староста Вінницький (1507—1516).

### XVII—XVIIIст.
- Богун Іван (1618—1664) — козацький полководець;
- Ґрохольський Марцін (1727—1807) — державний, політичний та військовий діяч Речі Посполитої, останній брацлавський воєвода, меценат;
- Міклер Діонісій (1727—1807) — ірландський ботанік і майстер садово-паркового мистецтва, автор П'ятничанського парку;
- Нечай Данило (1612—1651) — український військовий діяч, полковник брацлавський;
- Фонтана Паоло (1696—1765) — волинський архітектор доби бароко (у Вінниці створив Костел оо. Домініканів — нині Спасо-Преображенський собор (Вінниця);

### XIXст.
- Засідатель Ян (1833—1893) — український художник-портретист, кріпак, навчався живопису завдяки родині Ґрохольських;
- Кішка Петро Маркович (1828—1882) — легендарний матрос-розвідник, учасник Кримської війни, народився в с. Ометинці (Заметець) Немирівського району Вінницької області;
- Нємец Ярослав (1842—1898) — педагог, вчений-помолог, молодший син чеської письменниці Божени Нємцової, перший директор Вінницького реального училища;
- Пирогов Микола Іванович (1810—1881) — засновник сучасної військово-польової медицини та анестезії; проживав і помер у Вінниці;
- Пржецлавський Костянтин Леонардович (1828—1876) — художник, якому позував Тарас Шевченко; нар. у Вінниці;
- Чайковський Петро Ілліч (1840—1893) — російський композитор, диригент і педагог, гостював у Браїлові на Вінниччині.

### XIX—XXст.

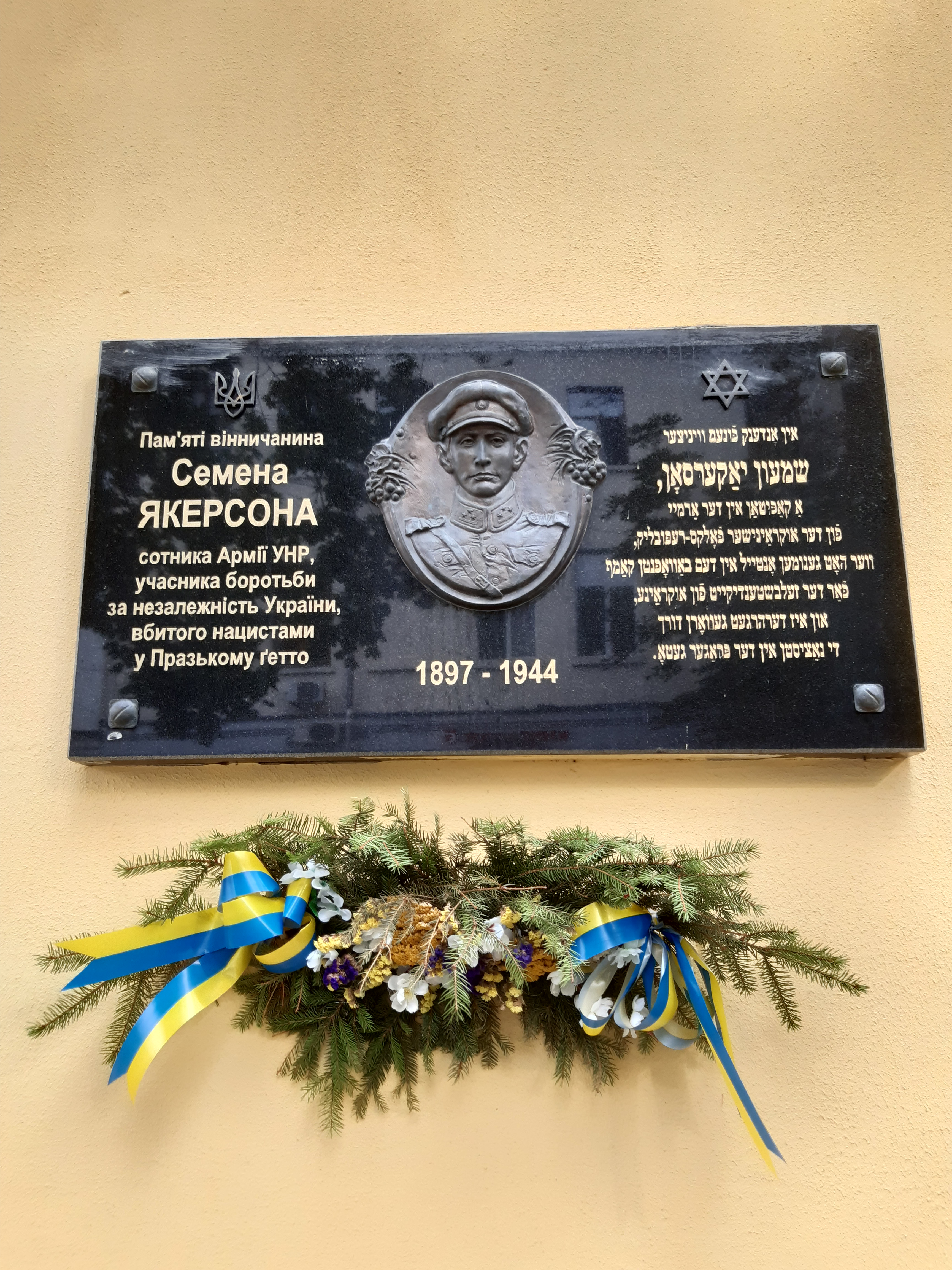
Меморіальна дошка Семену Якерсонові

- Альтман Натан Ісайович (1889—1970) — художник-кубіст єврейського походження, автор відомого портрету Анни Ахматової;
- Артинов Григорій Григорович (1860—1919) — перший вінницький архітектор; проживав та помер у Вінниці;
- Біндер Матвій Борисович (1888—1959) — український радянський архітектор;
- Бронський В'ячеслав Михайлович (1876—1919) — генерал-майор, начальник Головного управління Генерального штабу Дієвої армії УНР;
- Винниченко Володимир Кирилович (1880—1951) — голова Директорії УНР, український політичний і громадський діяч, прозаїк, драматург і художник;
- Вікул Сергій Павлович (1890—1937) — український громадський і політичний діяч, журналіст, видавець, член Української Центральної Ради, жертва сталінського терору;
- Голіцинський Клавдій Миколайович (1884—†?) — підполковник Армії УНР, військовий льотчик;
- Ґрохольський Адам Ремігіуш[pl] (1888—1965)  — полковник кавалерії Війська Польського, кавалер Ордену Virtuti Militari, учасник польсько-більшовицької війни та Варшавського повстання;
- Ґрохольський Здислав Генрик Адам (1881—1968) — засновник польської Торговельної змішаної гімназії ім. графа Здислава Ґрохольського у Вінниці 1917 р.;
- Ґрохольська Марія (1833—1928)  — дружина Вітольда Чарторийського, монахиня-кармелітка;
- Дубравін Андрій Варламович (1874—1954) — український актор і театральний діяч, художник, режисер, педагог, театральний критик;
- Коновкін Валерій Георгійович (1882—†?) — полковник Армії УНР[193];
- Коцюбинський Михайло Михайлович (1864—1913) — відомий український письменник; нар. та проживав у Вінниці;
- Лентовська-Едвардс Тетяна (1867—†?) — ініціаторка будівництва у 1910 році та перша розпорядниця (антрепренерка) Вінницького міського театру;
- Леонтович Микола Дмитрович (1877—1921)  — український композитор, хоровий диригент, піаніст, педагог, збирач музичного фольклору, громадський діяч, автор всесвітньовідомого «Щедрика»;
- Лінецький Іцхак Йоель (1839—1915)  — письменник-сатирик єврейського походження, класик єврейської літератури;
- Малевич Казимир Северинович (1879—1935) — український художник-авангардист польського походження, визначний діяч українського авангарду, засновник супрематизму, один з фундаторів кубофутуризму; педагог, теоретик мистецтва;
- Оводов Микола Васильович (1864—1941) — міський голова Вінниці (1899—1917), ініціатор будівництва міського театру, готелю «Савой», трамвайних шляхів, телефонної станції та водогону;
- Отамановський Валентин Дмитрович (1893—1964) — український історик (в тому числі історія медицини, права та містобудування), краєзнавець, громадський і політичний діяч, засновник «Братства самостійників», депутат Української Центральної Ради, учасник бою під Крутами, жертва сталінського терору;
- Павличенко Тиміш Карпович (1892—1958) — український ботанік-еколог, український поет, громадський і культурний діяч, член Центральної Ради (1917—1918), голова Конґресу Українців Канади в Саскатуні. Навчався у Вінниці;
- Петлюра Симон Васильович (1888—1959) — Головний отаман військ УНР, голова Директорії УНР;
- Присяжнюк Настя Андріанівна (1894—1987) — українська фольклористка, педагог, краєзнавиця та етнограф;
- Садовський Микола Карпович (1856—1933) — український актор, режисер і громадський діяч, корифей українського побутового театру;
- Сильвестров Василь Іванович[ru] (1888—1937) — український художник-імпресіоніст, автор графічної сюїти «Єрусалимка» (1929—1931), жертва розстрілу НКВС 1937 р.;
- Чорноморець Володимир Павлович (1891—†?) — підполковник Армії Української Народної Республіки;
- Якерсон Семен Самійлович (1897—1951) — сотник Армії Української Народної Республіки.

### XXст.
- Бевз Іван Васильович (1903—1943) — Герой Радянського Союзу, керівник Вінницької міської підпільної організації в період Німецько-радянської війни;
- Белканія Север'ян Павлович (1914—1998) — Заслужений лікар України, Заслужений залізничник України, колишній доцент Вінницького медичного університету, учасник оборони Києва 1941 р.;
- Береговий Георгій Тимофійович (1921—1995) — фронтовий льотчик і космонавт, двічі Герой Радянського Союзу, почесний громадянин Вінниці;
- Бронштейн Матвій Петрович (1906—1938) — радянський фізик-теоретик, автор перших робіт з квантової теорії гравітації, астрофізики, космології, квантової електродинаміки, теорії тяжіння, співавтор співвідношення Гопфа — Бронштейна;
- Будкер Герш Іцкович (1918—1977) — радянський фізик єврейського походження, номінант Нобелівської премії, засновник і перший директор Інституту ядерної фізики Сибірського відділення АН СРСР. Средню освіту здобув у Вінниці;
- Ґрохольський Ксаверій[pl] (1903—1947) — польський граф, поручик Армії Крайової;
- Жовтіс Олександр Лазарович(1923—1999) — український та казахський літературознавець і перекладач, шевченкознавець, член міжнародного ПЕН-клубу, професор та правозахисник;
- Костецький Ігор (1913—1983) — український письменник, перекладач, критик, режисер, видавець, член міжнародного ПЕН-клубу, у 1919—1924 роках жив у Вінниці;
- Ліспектор Клариса (1920—1977)  — бразильська письменниця українсько-єврейського походження;
- Мархель Роман Романович (1931—1982) — архітектор Вінниці та Вінницької області. Автор одного з символів міста — Вінницької арки;
- Ратушна Лариса Степанівна (Ляля Ратушна) (1921—1944) — учасниця Вінницького підпілля часів Другої світової війни, Герой Радянського Союзу;
- Рябчинська Юлія Петрівна (1947—1973) — українська веслярка, байдарочниця, олімпійська чемпіонка (1972), чемпіонка світу (1971);
- Стельмах Михайло Панасович (1912—1983) — український письменник, драматург, педагог, фольклорист, лауреат Національної премії України імені Тараса Шевченка (1980);
- Фішензон Юхим Якович (1885—1939) — радянський терапевт, фтизіатр. Доктор медичних наук, професор.
- Хмелюк Василь Михайлович (1903—1986) — український художник-постімпресіоніст, поет, працював у Франції в еміграції.
- Твердохлєбова Ольга Іванівна (1923) — почесний ветеран Другої світової війни, почесний ветеран України, полковниця МВС у відставці, розвідниця, жінка Герой Вінниччини.

### XX—XXIст.
Культура і наука
- Барбак Оксана Петрівна (*1984) — українська поетеса;
- Броварна Юлія Валентинівна (*1979) — українська поетеса;
- Бортняк Анатолій Агафонович (1938—2009) — український поет, член Спілки письменників України з 1965 року;
- Бойко Петро Адольфович (*1957) — український педагог, хореограф, художній керівник Народного ансамблю танцю «Барвінок», Народний артист України, Заслужений діяч мистецтв України, Відмінник народної освіти України;
- Бурбело Олександра Сергіївна (1998—2013) — юна українська письменниця, членкиня НСПУ від 2015 (посмертно);
- Васкевич Анатолій Мар'янович (*1936) — український художник;
- Зайцева Ольга Віталіївна (*1986) — українська поетеса, членкиня НСПУ (2012);
- Калитко Катерина Олександрівна (*1982) — українська поетеса, перекладачка, членкиня НСПУ (2000) та Українського ПЕН;
- Кіссо Анна Іванівна (*1976) — українська поетеса;
- Ковальчук Олександр Михайлович (1962—2011) — художник декоративно-прикладного мистецтва. Член Національної спілки художників України;
- Коцюбинська Михайлина Хомівна (1931—2011) — українська філологиня та літературознавиця, народилася у Вінниці;
- Лебедєва Лілія Георгіївна (*1937) — український живописець. Член Національної спілки художників України з 1973 р.;
- Левада Юрій Олександрович (1930—2006) — радянський та російський соціолог та політолог, доктор філософських наук; нар. у Вінниці;
- Марценюк Валерій Пантелеймонович (*1949) — український письменник, член Національної спілки журналістів України;
- Плясовиця Юрій Олексійович (*1948) — український архітектор і письменник;
- Прусс Валерій Валентинович (*1956) — український артист, Народний артист України;
- Ройтер Михайло Григорович (1916—1993) — радянський російський художник, графік, ілюстратор книги;
- Рябий Микола Олександрович (1936—2021) — український письменник, прозаїк, публіцист, перекладач;
- Селезньов Віталій Євдокимович (1939—2020) — український артист, Народний артист України, головний режисер Вінницького академічного музично-драматичного театру; прозаїк, поет, драматург;
- Таращук Петро Всеволодович (*1956) — український перекладач (переклав понад 40 книг популярних європейських письменників);
- Татчин Сергій Олександрович  — художник та поет;
- Шварцзойд Сергій Юрійович (*1919) — український сценарист;
- Штофель Дмитро Хуанович (*1985) — український поет;
- Шуров Ігор Віуленович[ru] (*1958) — український сценарист, художник, поет, казкар;
- Янголь Олексій Григорович (1943—2009) — заслужений художник України;

Спорт
- Денисюк Олексій Ярославович (*1989) — український спортсмен з кульової стрільби, майстер спорту України міжнародного класу, бронзовий призер Паралімпійських ігор 2016 та 2020 рр.;
- Добринська Наталія Володимирівна (*1982) — українська легкоатлетка (багатоборство), олімпійська чемпіонка 2008 р., майстер спорту міжнародного класу з багатоборства, заслужений майстер спорту України;
- Качалка Наталія (*1975) — українська велосипедистка, учасниця Олімпійських ігор-2004, майстер спорту України міжнародного класу;
- Нижник Ілля Ігорьович (*1996) — український шахіст, гросмейстер (2011);
- Осипенко-Радомська Інна Володимирівна (*1982) — українська веслувальниця на байдарках, чемпіонка Олімпійських ігор в Пекіні, срібна медалістка на Олімпійських іграх у Лондоні у веслуванні на байдарці-одиночці та бронзова медалістка Олімпійських ігор в Афінах у складі жіночої четвірки, чемпіонка світу, заслужений майстер спорту, найкраща спортсменка 2010 р. в Україні;
- Семчук Світлана (*1984) — українська трекова велосипедистка. Майстер спорту України міжнародного класу;
- Сенкевич Олександр Анатолійович (*1989) — український веслувальник (весляр) байдарочник;
- Сидоренко Олександра (*1986) — українська та польська боксерка, семиразова чемпіонка України серед аматорів;
- Узелков В'ячеслав Валентинович (*1986) — боксер, призер чемпіонатів світу та Європи серед аматорів, телеведучий;
- Шаповал Олександр Юрійович (1990—2009) — велогонщик, чемпіон України 2008 року серед юніорів, член штатної збірної України (колишній);
- Шевчук Мар'яна Сергіївна (*1996) — українська паверліфтерка, чемпіонка XVI літніх Паралімпійських ігор, майстер спорту України міжнародного класу;
- Яковенко Ольга (* 1987) — українська легкоатлетка, спеціалізується в спортивній ходьбі, майстер спорту України міжнародного класу.

Політика, дипломатія та військова справа
- Ворошилов Вадим Олександрович — український військовослужбовець, льотчик 2-го класу, майор Повітряних сил ЗСУ, учасник російсько-української війни, Герой України (2022);
- Гройсман Володимир Борисович (*1978) — український політик. Міський голова Вінниці 2006—2014 рр, спікер Верховної ради України в 2014—2016 рр., прем'єр-міністр України в 2016—2019 рр.;
- Жембровський Денис Вікторович (1981—2015) — майор МВС України, загинув 10 лютого 2015 в Краматорську. В листопаді 2015-го у Вінниці відкрито пам'ятну дошку[194];
- Каневський Владислав Володимирович (*1973) — український дипломат. Генеральний консул України в Любліні. Тимчасовий Повірений у справах України в Республіці Польща;
- Касір Ігор Васильович (1975—2023) — сержант НГУ, учасник російсько-української війни.
- Корнелюк Павло Володимирович (1988—2017) — старший солдат Збройних сил України, учасник російсько-української війни, учасник боїв під Авдіївкою;
- Костюк Євген Віталійович (1986—2016) — боєць Добровольчого українського корпусу «Правий сектор», учасник боїв у Пісках та Красногорівці Донецької обл.;
- Листопад Антон Валентинович (1991—2022) — український військовослужбовець, майор, військовий льотчик 2-го класу, учасник російсько-української війни, кавалер ордена «За мужність» III ступеня;
- Порошенко Петро Олексійович (*1965) — Президент України у 2014—2019 рр.; обирався депутатом від одного з округів Вінниці, засновник корпорації ROSHEN;
- Шаповал Максим Михайлович (1978—2017) — генерал-майор Збройних сил України, начальник спеціального резерву Головного управління розвідки Міністерства оборони України, учасник російсько-української війни, Герой України (посмертно).
- Гринцевич Назарій Андрійович (10 березня 2003—06 травня 2024)—вінничанин, сержант Національної гвардії України у складі полку «Азов», учасник російсько-української війни, що відзначився під час російського вторгнення в Україну в 2022 році. Загинув під час бою з ворогом.
- Яворський Віталій Олександрович (1982—2023) — старший сержант Збройних сил України, учасник російсько-української війни.

Релігія
- Митрополит Макарій (Свистун) (1938—2007) — митрополит Вінницький і Могилів-Подільський, архієрей Української Православної Церкви (Московського Патріархату);
- Архієпископ Гузар Любомир (1933—2017) — патріарх-предстоятель Української Греко-Католицької Церкви (2001—2011), Верховний Архієпископ Києво-Галицький, Архієпископ і Митрополит Київський, єпископ Кам'янецький.

Медіа, телебачення та попкультура
- Бронюк Віктор Володимирович (*1979) — український музикант, лідер гурту ТіК;
- Вінн Лері (*1962) — український співак. Заслужений артист України (1999);
- Векслер Сергій Мейлехович (*1961) — кіноактор («Мама, не горюй», «Антикиллер», «Дальнобойщики» та ін.), народився у Вінниці, мешкає у Москві;
- Кашпіровський Анатолій Михайлович (*1939) — психотерапевт, який став відомим у 1989 році, завдяки т. зв. «телесеансам психотерапії»; навчався та працював у Вінниці;
- Кобленко Вікторія (*1980) — нідерландська актриса, телеведуча та колумністка;
- Лисенко Анатолій Григорович (1937—2021) — радянський і російський телеведучий;
- Немченко Олександр Дмитрович (1953—2020) — український радянський кіноактор («В бой идут одни старики», «Комбаты»), актор театру ім. М. К. Садовського;
- Орленко Андрій Вікторович (*1965) — продюсер, тележурналіст, літератор;
- Полякова Ольга Юріївна (*1979) - українська співачка, актриса, блогерка і телеведуча;
- Шуров Дмитро Ігорович (*1981) — український музикант, піаніст.

## Цікаві факти про місто
- «Camino Podolico» — це подільський шлях святого Якова, який поєднує міста: Вінниця, Бар та Кам'янець-Подільський.[195]
- Вінниця була столицею УНР трохи більше місяця — з 2 лютого по 6 березня 1919 року.
- Місто всьоме очолила опитування «Найкомфортніше місто для життя в Україні», яке проводилося групою «Рейтинг» для міжнародного республіканського інституту[196].
- Щогла вінницької телевежі (354 метри) — є найвищою у світі спорудою такого типу.
- У 2016 році площа Вінниці перевищила площу Парижу[197].